# Slowakischer Nationalaufstand
Slowakischer Nationalaufstand (slowakisch: Slovenské národné povstanie, kurz SNP; alternativ auch Povstanie roku 1944, deutsch: Der Aufstand des Jahres 1944) ist die Bezeichnung für eine im Zweiten Weltkrieg vom slowakischen Widerstand organisierte militärische Erhebung. Der Aufstand richtete sich einerseits gegen die ab dem 29. August 1944 beginnende Okkupation der Slowakei durch die deutsche Wehrmacht, andererseits gegen das slowakische Kollaborationsregime der Ludaken unter Jozef Tiso. Er war neben dem Warschauer Aufstand einer der größten Aufstände im Hegemoniebereich des Nationalsozialismus.
Getragen von Teilen der slowakischen Armee lag das Hauptgebiet des Aufstands in der Mittelslowakei, mit der Stadt Banská Bystrica als Zentrum. Die slowakische Aufstandsarmee (offiziell „1. tschechoslowakische Armee in der Slowakei“) stand unter dem Oberbefehl einer Militärzentrale des oppositionellen Slowakischen Nationalrats. Dieser stellte eine Koalition der bürgerlichen Demokratischen Partei und der slowakischen Kommunisten dar und stand mit der tschechoslowakischen Exilregierung in London in Verbindung. Unterstützt wurde der Aufstand zusätzlich durch sowjetische und slowakische Partisaneneinheiten. Zu Beginn des Aufstandes kontrollierten die Aufständischen über die Hälfte des damaligen slowakischen Staatsgebietes, verloren aber infolge des deutschen Vormarsches rasch an Terrain. Nach 60 Tagen der Kämpfe endete der Aufstand am 28. Oktober 1944, als die militärische Führung der Aufständischen mit dem Fall von Banská Bystrica den offenen Kampf gegen die Wehrmacht aufgab und ohne Kapitulation zum reinen Partisanenkampf überging, den sie bis zur Besetzung der Slowakei durch die Rote Armee im April 1945 fortsetzte.
Infolge des Aufstands verübten beide Konfliktparteien auch zahlreiche Kriegsverbrechen. In den von den Aufständischen kontrollierten Gebieten wurden bis zu 1500 Menschen ermordet (überwiegend Angehörige der deutschen Minderheit), während gezielte „Strafmaßnahmen“ des deutschen Besatzungsregimes insbesondere nach der Niederschlagung des Aufstands unter der Zivilbevölkerung bis zu 5000 Todesopfer forderten (davon etwa 2000 Juden). Auch nahm die deutsche Führung den Aufstand zum Anlass, um die Vernichtung der Juden in der Slowakei zu vollenden, in deren Rahmen bis Kriegsende mehr als 14.000 Juden deportiert oder auf slowakischem Gebiet ermordet wurden. Insgesamt wurden etwa 30.000 slowakische Staatsbürger in deutsche Gefangenen-, Arbeits-, Internierungs- und Konzentrationslager deportiert.
Nach der kommunistischen Machtübernahme in der Tschechoslowakei 1948 erfuhr der Slowakische Nationalaufstand starke Uminterpretationen, in deren Folge der Anteil der Kommunisten und Partisanen am Aufstand von der offiziellen tschechoslowakischen Geschichtsschreibung überbewertet wurde. Der bürgerliche Widerstand und die Bedeutung der Aufstandsarmee, deren Angehörige nach 1948 von der kommunistischen Führung verfolgt wurden, wurde hingegen vernachlässigt. Mit der Wende 1989 setzte in der Slowakei ein Prozess der Neubewertung ein, durch den die Rolle des bürgerlichen Widerstands und der Aufstandsarmee hervorgehoben wurde. Der 29. August ist in der heutigen Slowakei ein Staatsfeiertag.

## Vorgeschichte

### Politische Ausgangslage

Der Slowakische Staat in Europa (1942)

Am 14. März 1939 erklärte der slowakische Landtag unter starkem Druck des Dritten Reiches die Unabhängigkeit von der Tschecho-Slowakischen Republik und rief den Slowakischen Staat aus. Die politische Entwicklung der Slowakei wurde in den folgenden sechs Jahren von ihrem Status als „Schutzstaat“ des Deutschen Reiches bestimmt. Im am 23. März 1939 geschlossenen „Schutzvertrag“ verpflichtete sich die Slowakei, ihre Außenpolitik und den Aufbau ihrer Armee „im engen Einvernehmen“ mit dem Deutschen Reich zu betreiben und der Wehrmacht eine „Schutzzone“ im Westteil des Landes zur Errichtung militärischer Anlagen und Garnisonen zur Verfügung zu stellen. Im zusätzlich geschlossenen „Vertraulichen Protokoll über wirtschaftliche und finanzielle Zusammenarbeit“ sicherte sich Deutschland auch seine Interessen gegenüber der slowakischen Wirtschaft. Als Gegenleistung verpflichtete sich das Deutsche Reich zum „Schutz der politischen Unabhängigkeit des Slowakischen Staates und der Integrität seines Gebietes“.
Dennoch galt die Unabhängigkeit der Slowakei zum Zeitpunkt der Staatsgründung noch längst nicht als gesichert. Wie flexibel das Deutsche Reich zu seinen Schutzverpflichtungen stand, zeigte sich bereits kurz nach der Unabhängigkeit, als die Slowakei von ungarischen Truppen überfallen wurde und anschließend ostslowakische Gebiete an Horthys Ungarn abtreten musste. Berlin gewährte der Slowakei in diesem Konflikt keinen Schutz, sondern übernahm lediglich die Rolle eines Vermittlers. Tatsächlich war sich die deutsche Führung noch einige Monate nach der Formierung des Slowakischen Staates über dessen Fortbestand im Unklaren und betrachtete ihn als Tauschobjekt bei Verhandlungen mit Ungarn und Polen. Da nur die deutsche Regierung eine Bestandsgarantie für den unabhängigen Staat abgeben konnte, war unter slowakischen Politikern daher Wohlverhalten und Willfährigkeit angesagt, um den Schutz durch das Deutsche Reich nicht zu gefährden.

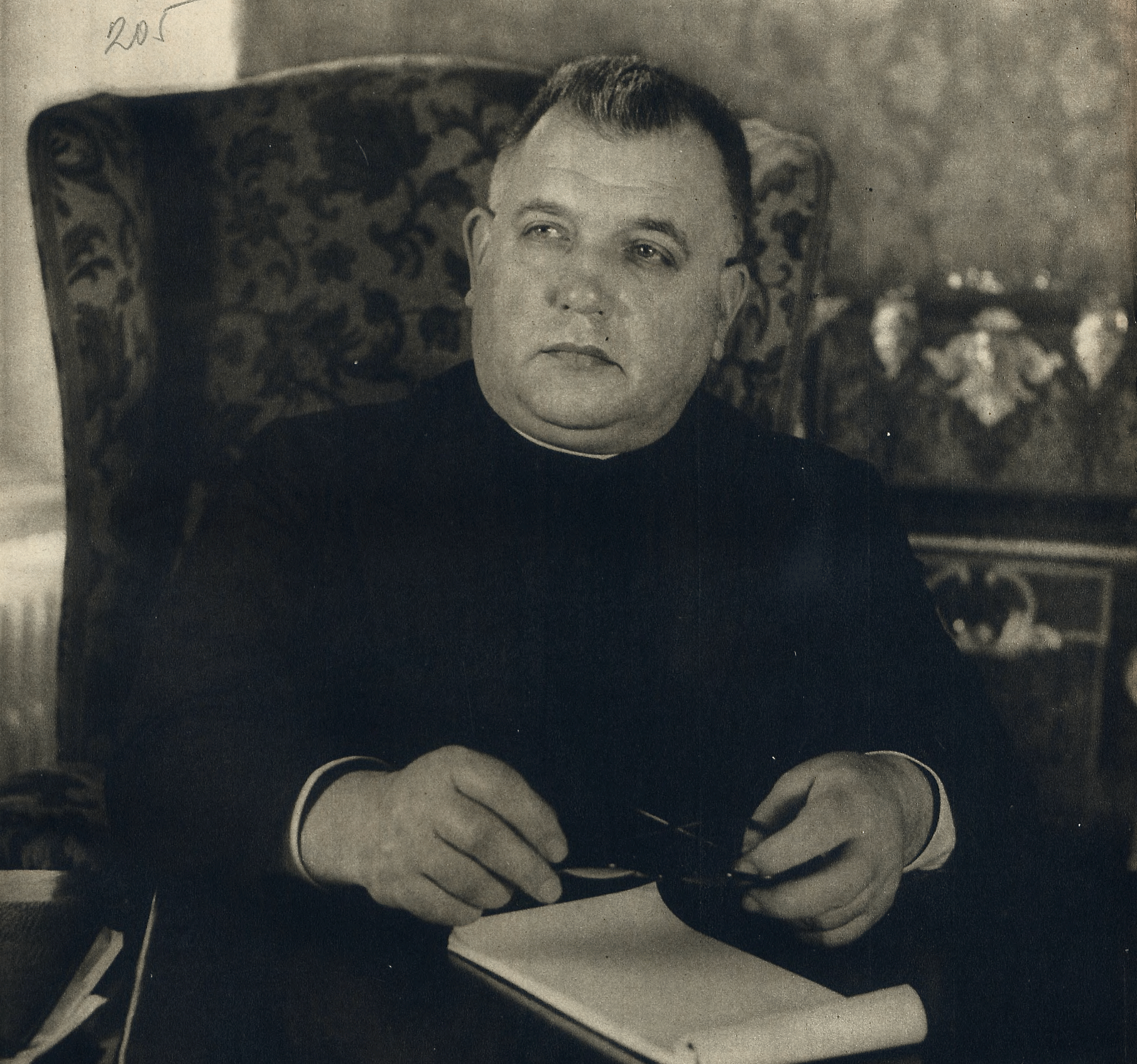
Jozef Tiso, Staatspräsident der Slowakei und Parteichef der Ludaken

Regiert wurde der Slowakische Staat von einem Einparteienregime der diktatorisch herrschenden Ludaken. Von Historikern wird es teilweise als faschistisch oder – mit Verweis auf die enge Verflechtung zwischen Regierung und katholischem Klerus – als klerikalfaschistisch, aber auch einfach als totalitär oder autoritär eingestuft. Die slowakische Verfassung vom Juli 1939 orientierte sich eher an den Verfassungen von Salazars Portugal und Dollfuß’ Österreich als an der Diktatur der Nationalsozialisten. Die innenpolitische Situation der Slowakei war von 1939 bis 1942 von einem Machtkampf zwischen dem Staatspräsidenten und Parteichef Jozef Tiso auf der einen und dem Ministerpräsidenten und Außenminister Vojtech Tuka auf der anderen Seite bestimmt. Während Tuka sich aus seiner Bewunderung für den Nationalsozialismus in ein freiwilliges Weisungsverhältnis zum Dritten Reich begab, war es das Bestreben Tisos, die slowakische Gesellschaft von deutscher Einflussnahme abzuschirmen. Dafür war Tiso aber bereit, im Bereich der Wirtschaft, der militärischen Beteiligung an den Kriegen gegen Polen und die Sowjetunion wie auch in der Deportation der slowakischen Juden zu kooperieren. 1942 konnte Tiso durch die Einführung des Führerprinzips Tuka und dessen radikalen Parteiflügel entmachten und in weiterer Folge eine Präsidialdiktatur errichten.
Auf der internationalen politischen Szene etablierte sich der Slowakische Staat trotz seiner eingeschränkten Souveränität zunächst relativ erfolgreich. Noch vor Beginn des Zweiten Weltkrieges erlangte er die De-jure- bzw. De-facto-Anerkennung durch 18 Staaten, darunter auch Großbritannien (de facto, 4. Mai 1939) und Frankreich (de facto, 14. Juli 1939). Nach dem Deutsch-sowjetischen Nichtangriffspakt vom 23. August 1939 folgte auch bald die De-facto- und die De-jure-Anerkennung durch die Sowjetunion. Insgesamt wurde der Slowakische Staat im Laufe seiner Existenz von 27 Staaten anerkannt.
In Folge des Salzburger Diktats von 1940 kam es zu einer noch engeren Bindung an das Deutsche Reich. Im November 1940 trat die Slowakei den Achsenmächten bei, was im Juni 1941 zur slowakischen Kriegserklärung gegenüber der Sowjetunion und im Dezember 1941 gegenüber Großbritannien und den USA führte. Durch ihre Unterstützung des Dritten Reiches geriet die Slowakei in immer größere internationale Isolation und reduzierte ihre Chancen auf eine mögliche Nachkriegsexistenz, insbesondere als die Alliierten 1941 die Wiederherstellung der Tschechoslowakei als eines ihrer Kriegsziele annahmen. Entsprechend stellte sich nicht mehr die Frage, ob die Slowakei wieder ein Teil der Tschechoslowakei würde, sondern nur unter welchen Bedingungen.

### Kollaborationsregime und Bevölkerung

Flagge der autonomen Slowakei (1938–1939) und des Slowakischen Staates (1939–1945)

Die Ludaken der regierenden Hlinka-Partei waren bereits seit 1925 die stärkste politische Kraft in der Slowakei, erhielten jedoch innerhalb der Tschechoslowakei nie mehr als ein Drittel der slowakischen Wählerstimmen. Im Herbst 1938 übernahmen sie die autonome slowakische Landesregierung und setzten bis Dezember 1938 eine Einparteiendiktatur durch, in der nur die politischen Vertretungen der deutschen und ungarischen Minderheit bestehen blieben. Die anderen bürgerlichen Parteien wurden zur Zwangsvereinigung mit der Hlinka-Partei gedrängt, linke und jüdische Parteien wurden verboten. Die Pressezensur wurde eingeführt und ein Konzentrationslager für tatsächliche oder vermeintliche Regimegegner in Ilava eingerichtet. Mit ihren Organisationen – der Hlinka-Garde und der Hlinka-Jugend – bemühte sie sich die Hlinka-Partei das gesamte Leben in der Slowakei zu beherrschen. Die Entstehung des Slowakischen Staates betrachteten viele Ludaken – trotz dessen Mängel und staatsrechtlicher Einschränkungen – als Vollendung der slowakischen nationalemanzipatorischen Bestrebungen.

Die Parteiflagge der Ludaken 1938–1945

Aber auch der überwiegende Teil der slowakischen Bevölkerung nahm zu seinem neuen Staat zumindest in den ersten Jahren seines Bestehens eine ausgesprochen positive Haltung ein. Im Gegensatz zum tschechischen Protektorat war der Slowakei eine deutsche Besetzung erspart geblieben, innen- und kulturpolitisch blieb sie weitgehend autonom. Die Einschränkung der bürgerlichen Freiheiten wurde als erträglich angesehen (die Brutalität des Regimes konzentrierte sich gegen die Juden) und die Wirtschaft profitierte vom Krieg in hohem Maße. Auch das Schulwesen, Wissenschaft und Kultur erlebten einen Aufschwung. Bis zum Spätsommer 1944 herrschten in der Slowakei bessere Verhältnisse als in den benachbarten Ländern Mitteleuropas, sodass sich die slowakische Regierung jahrelang auf eine breite Toleranz oder gar Zustimmung der Bevölkerung zu ihren Maßnahmen stützen konnte. Unzufrieden mit der Regierung waren vor allem die Vertreter und Mitglieder der evangelischen Kirche. Sie machten etwa 17 % der slowakischen Bevölkerung aus, waren traditionell tschechoslowakisch orientiert und fühlten sich vom katholisch dominierten Ludaken-Regime als Bürger zweiter Klasse behandelt. Seit Dezember 1938 waren im slowakischen Landtag nur noch vier Lutheraner vertreten, in die Regierung und den weiteren Vorsitz der Hlinka-Partei schaffte es nur ein Evangelischer, Verteidigungsminister Ferdinand Čatloš.
Zur Verstimmung der slowakischen Bevölkerung trugen die sehr unpopulären Kriege gegen die slawischen Staaten Polen und Sowjetunion bei, an denen sich die Slowakei mit eigenen Truppen beteiligte, sowie die Einrichtung deutscher Berater-Positionen in den slowakischen Ministerien, die einseitige Orientierung an Hitlers Deutschland und der übertriebene Nationalismus. Auf eine breite gesellschaftliche Abneigung stieß später auch die Judenpolitik des slowakischen Regimes. Nach dem Salzburger Diktat 1940 setzte der erstarkte radikale Parteiflügel der Ludaken von Ministerpräsident Tuka eine rapide Radikalisierung der sogenannten „Lösung der Judenfrage“ durch. Der von der Regierung im September 1941 erlassene Judenkodex vollzog den Übergang von der bis dahin üblichen religiösen zur rassischen Beurteilung der Judenfrage und zählte zu den schärfsten antisemitischen Gesetzen Europas. Auf die Initiative Tukas hin wurden dann von März bis Oktober 1942 zwei Drittel der slowakischen Juden (etwa 58.000) in deutsche Vernichtungslager deportiert; von ihnen überlebten nur wenige Hundert.
Nach dem Umschlagen der Kriegslage im Winter 1942/43 nahm die Unruhe innerhalb der Slowakei zu. Im Jahr 1943 erreichten die wichtigen Nachrichten von deutschen Niederlagen (Stalingrad, Kursk, Ausstieg Italiens aus dem Krieg) und der sich abzeichnenden deutschen Gesamtniederlage das Land. Unter dem Eindruck der Siege der Roten Armee, aber auch der sich verbreitenden Nachrichten über nationalsozialistische Kriegsverbrechen in der Sowjetunion wuchs eine Welle der Russophilie und Slawophilie in der slowakischen Gesellschaft. So bot die Slowakei im Frühjahr 1944 nach außen hin das Bild einer „Oase des Friedens“, im Inneren hatten sich jedoch grundlegende Veränderungen und ein radikaler Stimmungsumschwung in allen Schichten der Bevölkerung vollzogen. Dennoch dauerte es trotz zunehmender antideutscher Stimmung in der Bevölkerung bis Mitte 1944, bis sich die politischen Verhältnisse in der Slowakei infolge der dramatischen Ereignisse auf allen europäischen Kriegsschauplätzen so weit veränderten, dass die Voraussetzungen für eine nationale Erhebung gegeben waren.

### Widerstandsgruppen und Bildung des Slowakischen Nationalrates

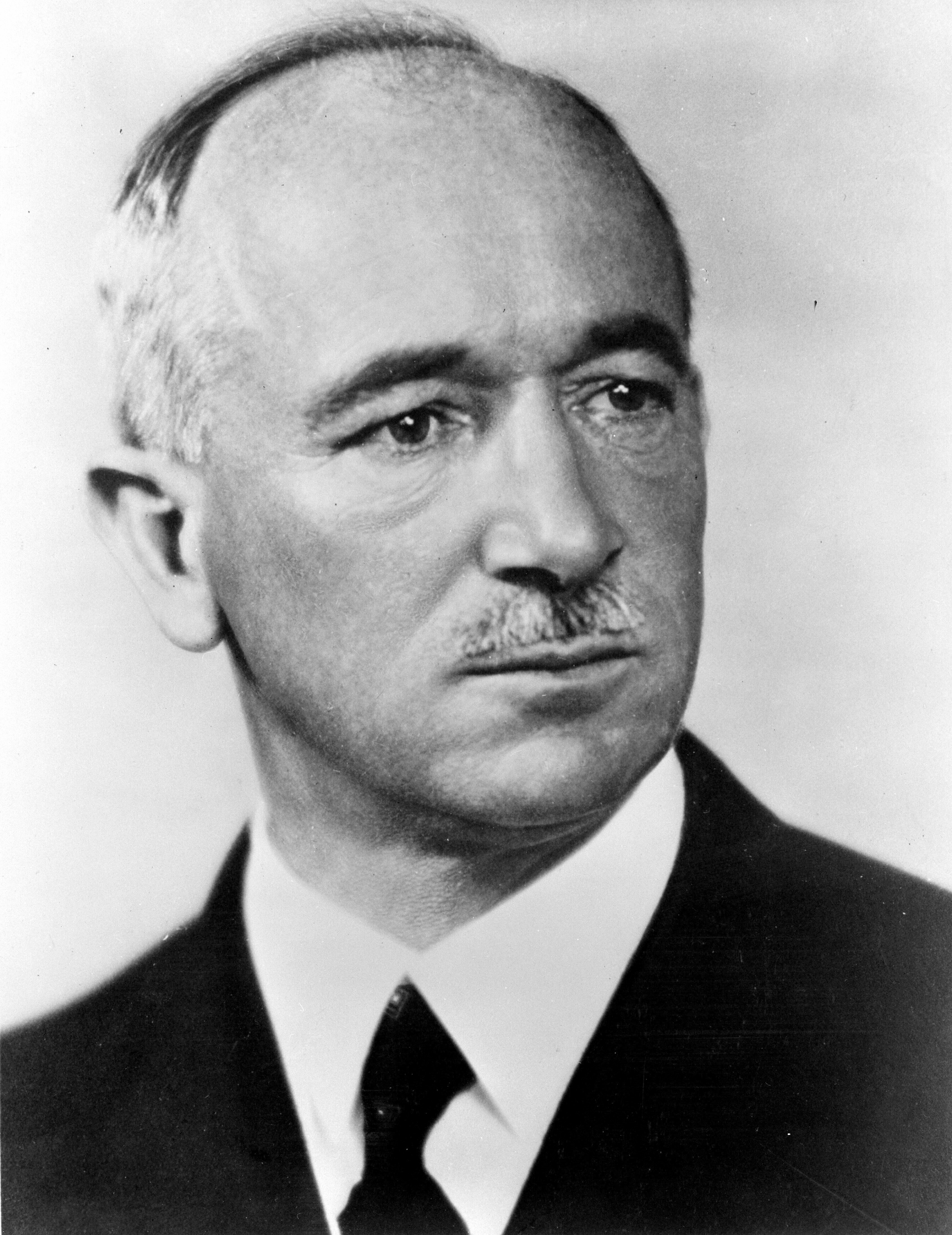
Edvard Beneš, 1940–1945 Präsident der tschechoslowakischen Exilregierung in London

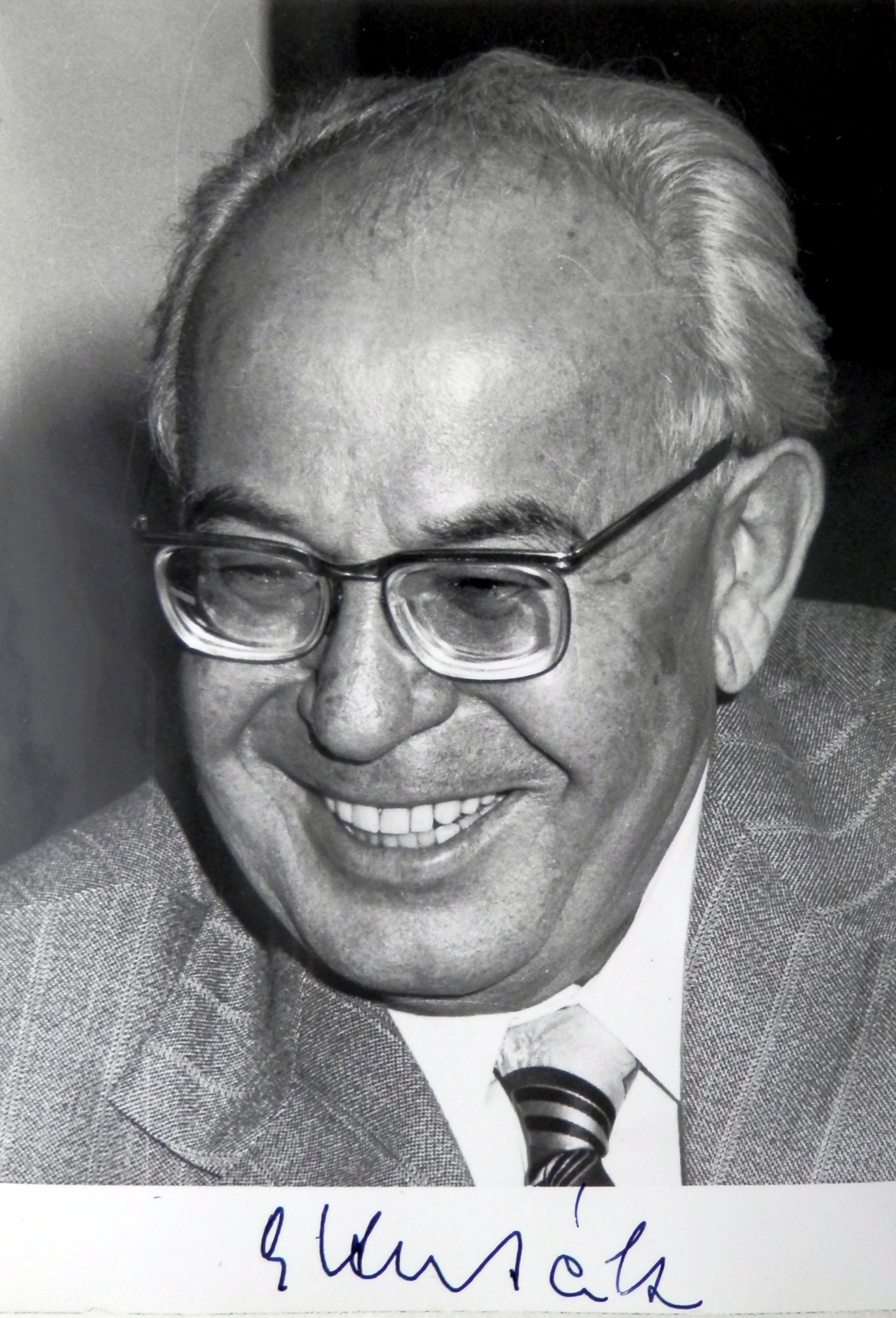
Gustáv Husák, führender Funktionär der slowakischen Kommunisten (1986)

Wie auch in mehreren anderen Ländern gab es in der Slowakei zwei verschiedene Hauptlinien des politischen Widerstandes – eine kommunistische und eine nichtkommunistische. Die Kommunistische Partei der Tschechoslowakei (KSČ) wurde 1938 als überhaupt erste Partei verboten und somit in die Illegalität gedrängt. Nach der Entstehung des Slowakischen Staates kam es zu einer Verselbstständigung der slowakischen Kommunisten, wodurch die Kommunistische Partei der Slowakei (KSS) entstand. Die Führung der tschechoslowakischen Kommunisten setzte sich nach Moskau ab.
Die slowakischen Kommunisten waren von Anfang an die wesentliche Widerstandskraft in der Slowakei und wurden als solche auch am heftigsten verfolgt. Tätig wurden sie zunächst durch die Herausgabe von illegalen Schriften und die Koordination von Streiks. Ihre Einstellung zur slowakischen Unabhängigkeit und der Tschechoslowakei durchlief mehrere Wandlungen und war abhängig von der offiziellen Politik Moskaus. Bis zur Anerkennung der Slowakei durch die Sowjetunion am 16. September 1939 befürwortete die Parteiführung die Wiederherstellung der Tschechoslowakei, danach akzeptierte sie die Idee einer eigenständigen Slowakei. Nach 1940 machten die slowakischen Kommunisten wiederum die Gründung einer „Slowakischen Sowjetrepublik“ zu ihrem Parteiprogramm. Erst als Stalin 1941 die tschechoslowakische Exilregierung Edvard Beneš’ anerkannte, akzeptierte die KSS die Wiederherstellung der Tschechoslowakei, forderte aber deren Föderalisierung.
Der bürgerliche und sozialdemokratische Widerstand stand mit der tschechoslowakischen Auslandsbewegung in Verbindung und baute Kontakte zum tschechischen Widerstand im Protektorat auf. Seit der Entstehung der unabhängigen Slowakei im März 1939 bildeten Beamte und Politiker, die weiterhin loyal zur Tschechoslowakei und zu Beneš standen, Widerstandsgruppen. Sie sammelten Intellektuelle aus Militär und Politik und verhalfen tschechischen Flüchtlingen aus dem Protektorat Böhmen und Mähren (meist Beamte und Widerstandskämpfer) zur Flucht über die Slowakei auf den Balkan und dann nach Westen. Alle diese Gruppen lehnten die Idee einer unabhängigen Slowakei ab und befürworteten die Wiederherstellung der Tschechoslowakei.
Die bedeutendste unter den nichtkommunistischen Widerstandsgruppen waren die mehrheitlich evangelischen Agrarier. Das Verhältnis zwischen den slowakischen Agrariern und Beneš war jedoch komplex, was daran lag, dass die Exilregierung an der Idee einer einheitlichen tschechoslowakischen Nation festhielt – eine Position, welche die Agrarier für inakzeptabel hielten. Die slowakischen Agrarier gingen in ihren Vorstellungen über eine erneuerte Tschechoslowakei nicht mehr vom Prager Zentralismus und einer einheitlichen tschechoslowakischen Nation aus. Die Mehrheit von ihnen war für das Respektieren der slowakischen nationalen Eigenständigkeit, woraus sie auch angemessene Änderungen bei der staatsrechtlichen Stellung der Slowakei ableiteten.
Vor 1943 kam es aufgrund von unterschiedlichen Zielsetzungen, mangelnder Koordination und einer fehlenden Akzeptanz in der Bevölkerung zu keiner planmäßigen Zusammenarbeit zwischen den Widerstandsgruppen. Erst aufgrund der Annäherung zwischen der tschechoslowakischen Exilregierung und der Sowjetunion sowie des Kriegsverlaufs, der den Einfluss der Sowjetunion in Ostmitteleuropa steigen ließ, setzte auch im slowakischen Widerstand ein Wandel ein. Im Jahr 1943 begannen die junge Generation der Kommunisten, geführt von Gustáv Husák, und die jungen Agrarier unter Ján Ursíny über ein gemeinsames Programm zu verhandeln. Im Dezember 1943 kam es zum „Weihnachtsabkommen“ zwischen dem „sozialistischen Block“ (Kommunisten und Sozialdemokraten) und dem „bürgerlichen Block“ (hauptsächlich Agrarier). Darin einigte man sich auf die Planung eines Aufstands und die Bildung eines „Slowakischen Nationalrats“ als oberstem Gremium des illegalen Widerstands, welcher aus drei Kommunisten (Gustáv Husák, Ladislav Novomeský, Karol Šmidke) und drei Nichtkommunisten (Ján Ursíny, Jozef Lettrich, Matej Josko) bestand. Vereinbart wurde die Bekämpfung des Tiso-Regimes und der deutschen Vorherrschaft sowie die Wiedererrichtung der Tschechoslowakei als eine demokratische Föderation von zwei Nationalstaaten, in der Tschechen und Slowaken als gleichwertige Partner leben sollten. Zudem wurde die politische Annäherung an die Sowjetunion angestrebt.

### Slowakische Armee und Golians Militärzentrale
Die oppositionellen Repräsentanten waren sich darüber im Klaren, dass die Realisierung jedweden Umsturzes oder Aufstandes ohne die Armee undenkbar war. Von diesem Standpunkt aus war für den Erfolg der Aktion vor allem die Einbindung des Generals- und Offizierskorps entscheidend. Die slowakische Armee war aus den Trümmern der alten tschechoslowakischen Armee entstanden, in der aufgrund der tschechischen Dominanz nur wenige Slowaken bis zum Offiziersrang aufgestiegen waren. Das slowakische Offizierskorps wurde – nachdem die Soldaten tschechischer, ungarischer oder karpato-ukrainischer Nationalität demobilisiert worden waren – in den Jahren 1939 bis 1942 aufgebaut. Die zentrale Rolle beim Aufbau der Armee spielte Ferdinand Čatloš, der nach der Gründung der selbstständigen Slowakei General, Verteidigungsminister und Oberbefehlshaber in einer Person wurde.
Die slowakische Armee wurde jedoch keine zuverlässige Machtstütze des Ludaken-Regimes. Im Allgemeinen war das slowakische Militär westlich orientiert, die ehemaligen tschechoslowakischen Offiziere waren im Geiste der demokratischen Traditionen der Masaryk-Tschechoslowakei erzogen worden. Den Kommunismus und auch eine Orientierung an der Sowjetunion lehnte man ab, die Kommunistische Partei hatte praktisch keinen Einfluss auf Armee, Polizei und Gendarmerie. Die slowakische Armee war formell selbstständig, jedoch hatte das slowakische Regime vor allem mit dem Wehrwirtschaftsvertrag von 1939 und der Installierung der Deutschen Industriekommission 1943 wichtige Gestaltungsbereiche aufgeben müssen. Dem deutschen Drängen nach einer Mitwirkung am Überfall auf Polen hatten slowakische Politiker nicht zuletzt in der Erwartung stattgegeben, dadurch weitere Gebietsabtretungen an Ungarn verhindern und zudem die infolge des Münchner Abkommens 1938 an Polen verlorengegangenen Gebiete zurückgewinnen zu können. Da es aber Slowaken aller politischer Lager zuwider war, das nahverwandte polnische Volk gemeinsam mit den Deutschen anzugreifen, kam es in vielen slowakischen Städten zu Meutereien slowakischer Soldaten.

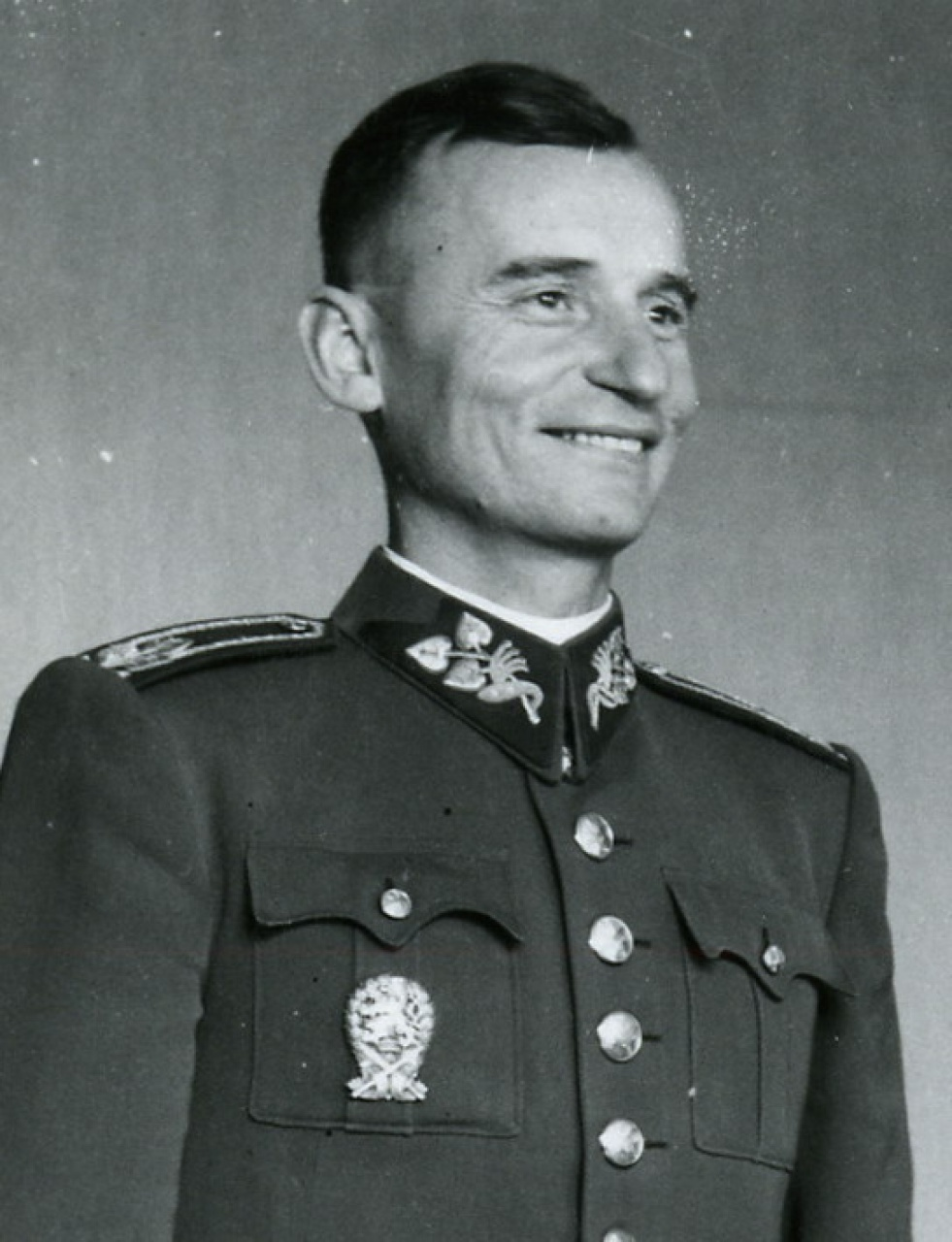
Oberstleutnant Ján Golian, erster Oberbefehlshaber der Aufstandsarmee.

Nach der Kriegserklärung gegenüber der Sowjetunion 1941 wurde eine Armee von 60.000 Mann an die Ostfront entsandt. Bis zum Frühjahr 1943 war die Zuverlässigkeit der slowakischen Einheiten in deutschen Augen zufriedenstellend gewesen, während des gesamten Jahres 1942 waren nicht mehr als 210 slowakische Soldaten zur Sowjetarmee oder zu den Partisanen übergelaufen. Ab Anfang 1943 jedoch, nach der Katastrophe von Stalingrad, steigerte sich die Zahl der slowakischen Überläufer sprunghaft. Nach zwei Massendesertationen slowakischer Truppen zu den Sowjets und ukrainischen Partisanen im Oktober 1943 erwiesen sich die slowakischen Verbände für weitere Kampfhandlungen an der deutschen Ostfront als unbrauchbar.
Das Beispiel der slowakischen Soldaten an der Ostfront, vor allem aber die gesamte militärpolitische Situation und die Situation in der Slowakei führte zu einer tiefen Differenzierung unter den Kader-Offizieren der slowakischen Armee. Nach außen hin war die slowakische Armee noch immer der Regierung Tiso gegenüber loyal, sie war aber von unzufriedenen Offizieren und Soldaten durchsetzt. Die aktivste und einflussreichste Widerstandsgruppe innerhalb der Armee bildete eine Gruppierung um vier Offiziere, unter welchen sich auch Oberstleutnant Ján Golian befand. Dieser wurde im Januar 1944 per Dienstversetzung zum Kommando des Feldheeres nach Banská Bystrica (dt. Neusohl) berufen, wo er die exponierte Funktion eines Stabschefs innehielt. Diese Position innerhalb der slowakischen Armee eröffnete Golian große Möglichkeiten für die Bildung eines konspirativen Netzes in den Garnisonen. Vor diesem Hintergrund wurde Golian im März 1944 von Exilpräsident Beneš mit der vorübergehenden Führung der militärischen Aktionen in der Slowakei betraut.
Unmittelbar nach Golians Ernennung durch Beneš unternahm der illegale Slowakische Nationalrat Schritte, um ihn für die eigene Plattform zu gewinnen. Durch die Kontaktaufnahme mit der Armee sowie die Unterordnung der pro-demokratischen Offiziersgruppe von Golian setzte sich der Slowakische Nationalrat endgültig gegenüber anderen oppositionellen politischen Gruppierungen durch. Am 27. April 1944 wurden nach einer Besprechung in Bratislava zwei für den Aufstand zentrale Institutionen geschaffen: ein „Militärrat“ beim Slowakischen Nationalrat, dem Golian und ein weiterer slowakischer Offizier angehörten, und eine „Militärzentrale“ als oberstes Kommando-Organ einer illegalen Aufstandsarmee, deren Befehlshaber Oberstleutnant Golian wurde.

### Aufstandsplanungen und Diplomatie
Nach der Gründung der illegalen Militärzentrale am 27. April 1944 ging die Initiative bei den Aufstandsvorbereitungen vollends vom Slowakischen Nationalrat auf die slowakische Armee über. Da Golian seit Januar 1944 an Banská Bystrica gebunden war, trat in den darauffolgenden Aufstandsvorbereitungen das Kommando des Feldheeres in Banská Bystrica in den Vordergrund. Die Militärzentrale ging nun in den Monaten Mai, Juni und Juli 1944 daran, alle notwendigen Vorbereitungen für einen bewaffneten Aufstand zu treffen. Es galt die führenden Kommandostellen und Stäbe mit zuverlässigen Offizieren zu besetzen und allgemeine Richtlinien für die Truppenteile im Falle eines Aufstands herauszugeben. Man ging daran, starke Truppeneinheiten im mittelslowakischen Dreieck Banská Bystrica–Brezno–Zvolen zu konzentrieren. Es war ein Gebiet, das man auf jeden Fall halten zu können glaubte, das aber auch hervorragend geeignet war, um einen unbemerkten Aufmarsch für militärische Aktionen zu vollziehen.

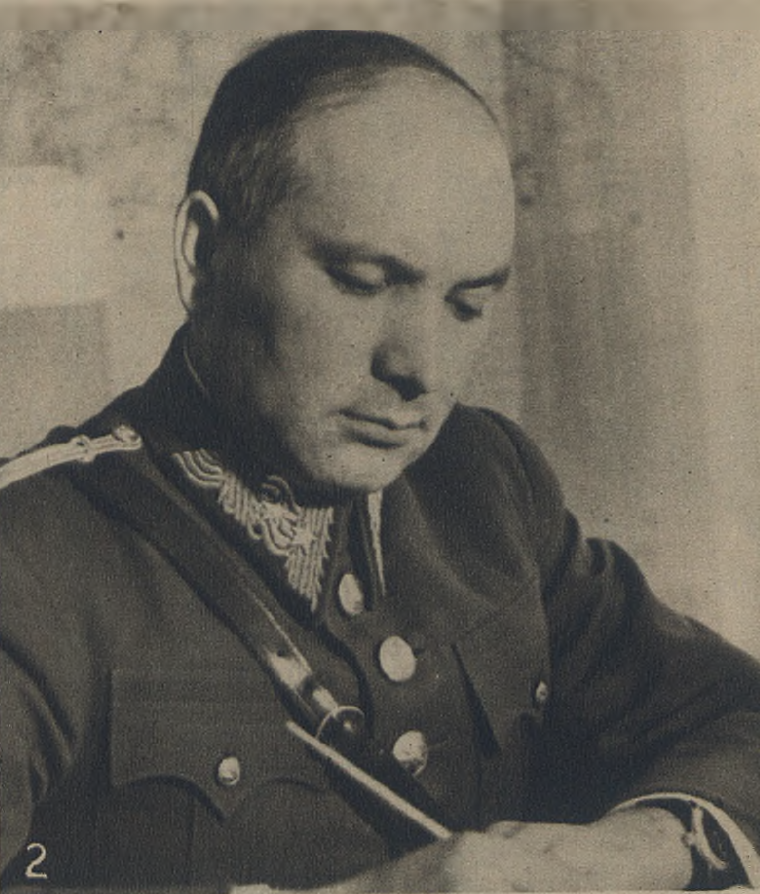
Verteidigungsminister Ferdinand Čatloš (1941)

Sowohl in der West- als auch in der Ostslowakei befanden sich die slowakischen Verbände unter deutscher Beobachtung. In Bratislava saß die deutsche Militärmission, unmittelbar nordwestlich davon erstreckte sich die sogenannte deutsche Schutzzone mit Hauptstützpunkt Malacky. Die Ostslowakei wiederum war seit August 1944 auf Wunsch des Oberkommandos der Wehrmacht zum Operationsgebiet erklärt worden, in dem die Deutschen freies Durchmarschrecht genossen. So ergab es sich von selbst, dass die gebirgige Mittelslowakei zum Glacis der militärischen Verschwörung wurde.
Fast parallel mit, jedoch unabhängig von den Bemühungen der Militärzentrale, einen militärischen Aufstandsplan herauszuarbeiten, entwickelte auch der slowakische Verteidigungsminister Ferdinand Čatloš einen eigenen Umsturzplan. Aufgrund der veränderten Kriegslage hatte er bereits seit 1943 einen Frontwechsel erwogen, Staatschef Tiso band er in seine Pläne aber nicht mit ein. Anfang 1944 empfahl Čatloš die Bildung einer Ostslowakischen Armee, die als eine der Säulen des zukünftigen Umsturzes fungieren sollte. Sein Vorschlag wurde sowohl vom staatlichen Verteidigungsrat als auch von der deutschen Führung gebilligt. Mit der Absicherung der nordöstlichen slowakischen Grenze durch das heimische Heer wollte Čatloš einer Besetzung dieses Gebietes durch deutsche Einheiten zuvorkommen, auf welche er keinerlei Einfluss gehabt hätte und die den Durchgang der Roten Armee in den Karpaten blockiert hätten. Im geeigneten Augenblick plante er die Regierung Tiso zu stürzen, eine Militärdiktatur zu errichten und die Slowakei auf die sowjetische Seite zu führen. Zum Unterschied vom Slowakischen Nationalrat schlug er aber vor, über den künftigen Status der Slowakei erst nach dem Krieg zu entscheiden.
Sowohl der Aufstandsplan der Militärzentrale wie auch Čatloš’ Umsturzplan rechneten grundsätzlich mit der Ausnutzung der Ostslowakischen Armee zur Öffnung der Grenzen in den Karpaten und der Durchlassung der Roten Armee auf slowakisches Gebiet. Der Aufstandsplan der Militärzentrale war seit Juli 1944 Gegenstand fortdauernder Aufmerksamkeit und fachlicher Unterstützung des tschechoslowakischen Verteidigungsministeriums in London, Čatloš’ Umsturzplan hingegen war politisch nicht an die Exilregierung gebunden (die von ihm nicht anerkannt wurde) und blieb bis Ende Juli 1944 nur einem engen Kreis von Eingeweihten bekannt.
Abgesehen von den beiden sogenannten Frontverbänden (1. Infanteriedivision in Rumänien und Baubrigade in Italien) war die slowakische Armee im April 1944 faktisch dreigeteilt: In der Westslowakei, in Bratislava und weiterer Umgebung, befanden sich die Reste des Verteidigungsministeriums unter General Čatloš, die Garnison von Bratislava mit rund 8.000 Soldaten sowie weitere Verbände mit Stärke von etwa 8.000 Mann, davon die Hälfte „Militärisches Arbeitskorps“. In der Mittelslowakei, in Banská Bystrica und Umgebung, konzentrierten sich rund um das Oberkommando der Landtruppen unter General Turanec Ersatz- und Ausbildungseinheiten von ca. 14.000 Mann, zuzüglich 4.000 Mann vom „Militärischen Arbeitskorps“. In der Ostslowakei schließlich bezog die Ostslowakische Armee Stellung, die die beiden aktiven Infanteriedivisionen Nr. 1 und Nr. 2 mit 24.000 Mann umfasste. Diese konnten – mit Waffen und Geräten aus neuester deutscher Produktion ausgerüstet – als die Elite der slowakischen Streitkräfte betrachtet werden.
Besonders wichtig war es, den Zeitpunkt für den Ausbruch des Aufstandes festzulegen. Ende Juli 1944 hatte die sowjetische Armee in einem schmalen Vorstoß die Weichsel bei Warschau erreicht und beschleunigte dadurch den Ausbruch des Warschauer Aufstands am 1. August. Die Sowjets drangen aber nicht weiter nach Polen vor und ermöglichten so den Deutschen, den Warschauer Aufstand niederzuschlagen. Der Slowakische Nationalrat wollte den Aufstand mit dem Vorstoß der Sowjets koordinieren und beschloss daher, eine Delegation – bestehend aus Karol Šmidke und einem slowakischen Offizier – in die Sowjetunion zu entsenden. Diese landete am 4. August mit einem Flugzeug in der Ukraine. Bei sich trug sie sowohl den Aufstandsplan der Militärzentrale als auch den Umsturzplan von General Čatloš („Čatloš-Memorandum“), der ihnen das Flugzeug zur Verfügung gestellt hatte und über die Delegation ebenfalls Kontakt mit den Sowjets aufnehmen wollte. Sie wurden zum Hauptquartier des Befehlshabers der 4. Ukrainischen Front, General Iwan Jefimowitsch Petrow, geleitet, wo sie zunächst verhört und danach zu weiteren Verhören nach Moskau entsandt wurden. Am 5. September gestattete man ihnen, in die Slowakei zurückzukehren, jedoch ohne Hinweise auf die sowjetischen Operationspläne oder eine Zusage zur Unterstützung des Aufstandes erhalten zu haben.
Die Militärzentrale setzte ihre Vorbereitungen für den Aufstand fort, während sie gleichzeitig auf die Rückkehr der beiden Gesandten sowie die Ankunft der sowjetischen Armee wartete. Unter dem Vorwand „einer verstärkten Beteiligung der slowakischen Armee im Kampfe gegen die Sowjets“ konnte sie durchsetzen, dass die Regierung Tiso eine Verordnung erließ, die weitere Altersgruppen mobilisierte. Unter demselben Vorwand wurden stillschweigend einige Einheiten der Armee in das strategisch wichtige Dreieck des Aufstandes versetzt. Schließlich transportierte die Militärzentrale Kriegsvorräte, Lebensmittel und Medikamente in das zu verteidigende Dreieck unter dem Vorwand, diese aus den der Bombardierung durch die Alliierten ausgesetzten Gebieten (insbesondere Bratislava) zu entfernen. Bis Juni 1944 verfügte die Mittelslowakei über Lebensmittelvorräte für volle drei Monate, 1,3 Millionen Liter Benzin in verschiedenen Lagerzentren und 3,54 Milliarden Slowakische Kronen in der Bank von Banská Bystrica.

### Störfaktor Partisanenbewegung und Zuspitzung der Lage

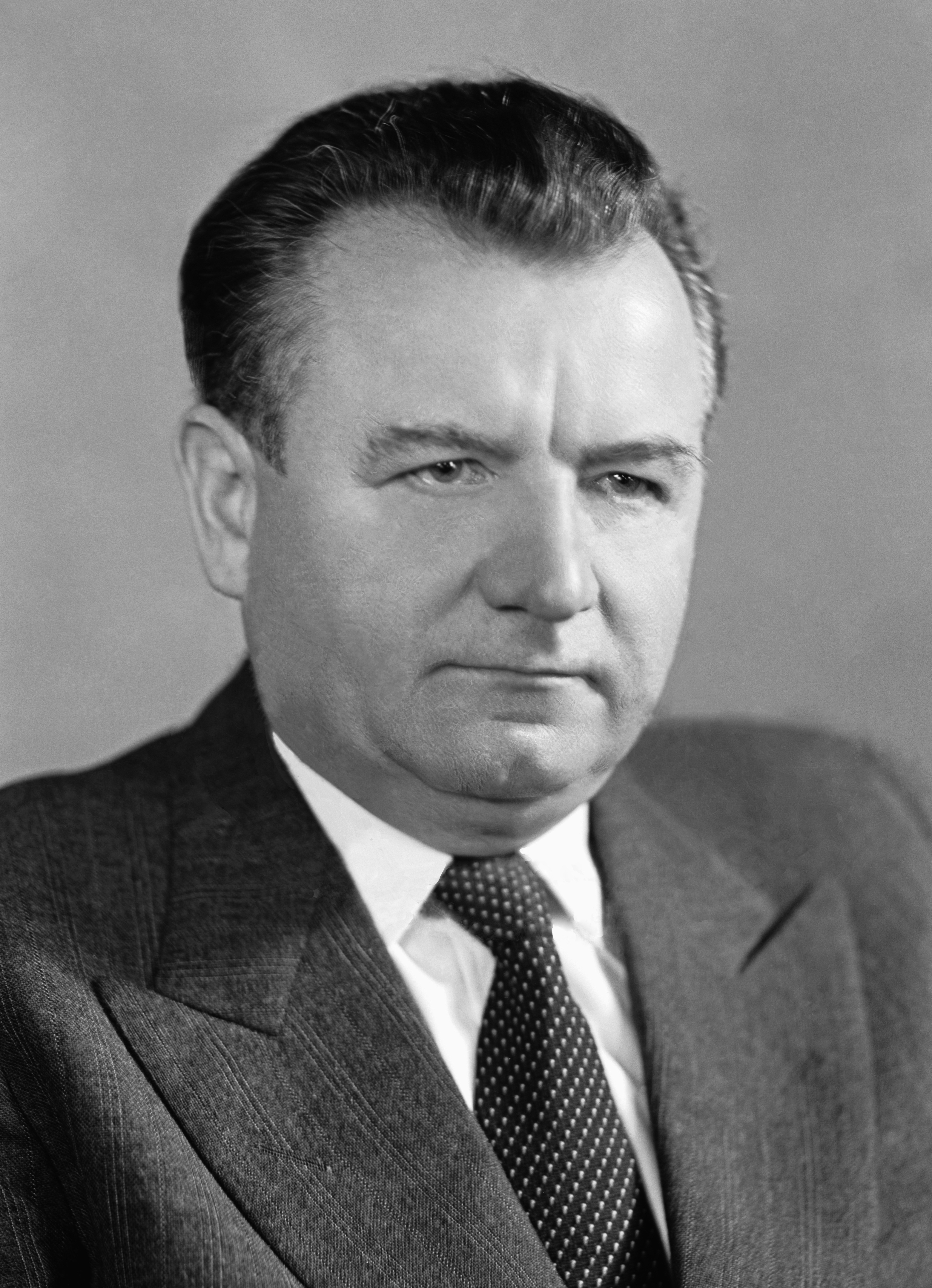
Klement Gottwald, tschechoslowakischer KP-Chef und späterer Diktator der Tschechoslowakei

Nach dem Fiasko bei der versuchten Koordinierung des Aufstandsplans mit Moskau komplizierte sich die Lage auch in der Slowakei selbst. Diese Tatsache hing ebenfalls mit den Sowjets bzw. den von ihnen entsandten Partisanen zusammen. Die Partisanenbewegung in der Slowakei äußerte sich in zwei Formen – einer heimischen und einer importierten, wobei letztere eindeutig bedeutender war. Die ersten heimischen Versuche zur Bildung bewaffneter Gruppen in den Wäldern gab es bereits 1942, wozu vor allem die slowakischen Kommunisten aufriefen. Die im Bergland der mittleren und nördlichen Slowakei gebildeten Partisanenverbände setzten sich aus Deserteuren der slowakischen Armee, entflohenen Kriegsgefangenen, verfolgten Juden sowie slowakischen und auch karpatendeutschen Regierungsgegnern zusammen. Das Partisanentum nahm jedoch in der ersten, für Deutschland und das slowakische Regime „siegreichen“ Periode, keine Massenform an und die bewaffneten Gruppen waren von der Bevölkerung isoliert. Eine echte Partisanenbewegung entwickelte sich in der Slowakei erst ab August 1944.
Im Mai 1944 schloss Klement Gottwald, der Vorsitzende der Kommunistischen Partei der Tschechoslowakei in Moskau, mit Nikita Chruschtschow, dem damaligen Generalsekretär der ukrainischen Kommunisten, ein Übereinkommen, wonach die Partisanenbewegung der Tschechoslowakei der ukrainischen Partisanenbewegung, die von Kiew aus geleitet wurde, unterstellt wurde. Von den Sowjets trainierte Gruppen wurden als Fallschirmspringer über der Slowakei abgesetzt und einige Partisanen gelangten auch über Ostpolen ins Land. Den ersten sowjetischen Fallschirmverband sandte das Ukrainische Partisanenkommando in der Nacht vom 25. auf den 26. Juli 1944 unter Leutnant Piotr A. Welitschko in die Slowakei, um die Führung über die slowakische Partisanenbewegung zu übernehmen und ihren Kadern mit erfahrenen sowjetischen Partisanenkämpfern Verstärkung zu bringen. Mit zunehmender Aktivität, vor allem Sabotageakte und Überfälle auf Polizeistationen, fanden die Partisanen immer mehr Zulauf. Ihre genaue Anzahl ist unter Historikern umstritten: Wolfgang Venohr geht von etwa 2000 Partisanen bei Aufstandsbeginn aus, deren Anzahl sich durch Zulauf auf 7.000 erhöhte. Andere Historiker geben dagegen 12.000 bis 18.000 Partisanen als Höchstanzahl an.
Das Verhältnis zwischen den Partisanen und dem Slowakischen Nationalrat war alles andere als ideal. Ungeachtet wiederholter Warnungen des Slowakischen Nationalrats und der Militärzentrale, dass die slowakische Armee sich für einen großen Aufstand vorbereite und dafür alle funktionierenden Kommunikationsrouten benötigt, zerstörten die Partisanen weiterhin Straßen, Eisenbahnen und Brücken. Sie attackierten auch in der Slowakei lebende Deutsche, sowie Personen, die aktiv im Partei- und Staatsapparat der Ludaken waren. Die zunehmenden Partisanenaktionen störten die Putschvorbereitungen und lenkten die Aufmerksamkeit der slowakischen und deutschen Dienststellen auf das Zentrum der Verschwörung in der Mittelslowakei. Warnungen seitens des Slowakischen Nationalrats, dass solche Aktionen zu einer deutschen Besetzung der Slowakei und damit zu einem verfrühten Ausbruch des Aufstands führen könnten, wurde von den Partisanen keine Beachtung geschenkt.
Neben dem Partisanenproblem zeichnete sich ab Mitte August auch die Tendenz ab, dass immer größere Teile der slowakischen Armee nicht nur mit der Befreiungsorganisation sympathisierten, sondern auch zu dieser überliefen. Obwohl der neue Oberbefehlshaber des Heeres, General Turanec, am 26. August mit repressiven Maßnahmen die Autorität der Regierung wiederherzustellen versuchte, erfolgte der Schritt zu spät, da die politische Führung in Bratislava längst die Loyalität der Armee verloren hatte. Die Aktivitäten der häufig von der Sowjetunion unterstützten Partisanen und die immer mehr als unzuverlässig eingeschätzte slowakische Armee machten die Slowakei zu einem Unsicherheitsfaktor innerhalb des deutschen Hegemonialbereichs.
Da die von der slowakischen Regierung getroffenen Vorkehrungen gegen die Partisanen nicht nur wirkungslos blieben, sondern die Widerstandsgruppen vielmehr ihre Aktionen gegen die deutsche Minderheit und die bewaffneten Kräfte des Deutschen Reiches steigerten, sah sich der deutsche Gesandte in Bratislava, Hanns Ludin, gezwungen um die Entsendung von Wehrmachteinheiten zur Bekämpfung der Partisanen nachzusuchen. Die militärische Lage an allen Kriegsschauplätzen ließ jedoch vorerst kein Eingreifen der Wehrmacht zu und nach einer vorübergehenden Beruhigung der Lage nahm Ludin auch am 27. August sein Gesuch um die Entsendung deutscher Truppen zurück, da die politische Situation eine solche Maßnahme nicht mehr zu rechtfertigen schien. Daraufhin ereignete sich in der Nacht vom 27. auf den 28. August in der mittelslowakischen Stadt Martin ein Vorfall, der zur Eskalation der angespannten Lage führte und die deutsche Intervention auslöste.

## Aufstand

### Zwischenfall von Martin und Ausbruch des Aufstands
Der vom rumänischen König Michael I. am 23. August erfolgreich durchgeführte Übertritt Rumäniens von der deutschen auf die sowjetische Seite rief in Berlin Bestürzung und Furcht davor hervor, dass das Beispiel Rumäniens in den anderen deutschen Satellitenstaaten Ostmitteleuropas Nachahmer finden könnte. In der Slowakei hinterließ der Frontenwechsel Rumäniens einen großen Eindruck, da zum ersten Mal ein Satellitenstaat in Südosteuropa von Deutschland abgefallen war. Am 27. August wurde im slowakischen Turčiansky Svätý Martin von einer Allianz aus Partisanen unter dem sowjetischen Partisanenführer Welitschko und der meuternden örtlichen Garnison der slowakischen Armee ohne Wissen der Militärzentrale ein Zug aufgehalten, mit dem die deutsche Heeresmission in Rumänien nach dem Frontwechsel Rumäniens von Bukarest nach Berlin zurückkehrte. Die 22 deutschen Offiziere wurden verhaftet und am nächsten Morgen von den meuternden Regierungstruppen auf Befehl Welitschkos allesamt erschossen.
Vor allem die Tatsache, dass die slowakische Armee in den Zwischenfall von Turčiansky Svätý Martin involviert war, aber auch die zunehmende Illoyalität vieler Einheiten gegenüber der Regierung in Bratislava setzten eine schnelle und harte Reaktion des Deutschen Reiches in Gang. Der deutsche Reichsaußenminister Joachim von Ribbentrop forderte den deutschen Gesandten Ludin auf, umgehend die slowakische Regierung dazu zu bewegen, ihre offizielle Zustimmung zum deutschen Einmarsch zu erteilen. Daraufhin traf Ludin (erneut) bei Staatspräsident Tiso ein und forderte mehr oder weniger kategorisch dessen Billigung der deutschen Okkupation, mit der sich Tiso nach langem Zögern einverstanden erklärte. Schritte zur Intervention in der Slowakei waren allerdings von der Wehrmacht bereits eingeleitet worden, bevor die slowakische Führung Berlin um militärische Unterstützung ersucht hatte. Die bereits in den Wochen zuvor erwogene Intervention deutscher Truppen in der Slowakei wurde nun in die Tat umgesetzt. Bereits 24 Stunden nach dem Zwischenfall von Martin rückten die ersten improvisierten Verbände der Wehrmacht in die Slowakei ein.
Für Golian und dessen Mitverschwörer war eine äußerst komplizierte Situation entstanden. Sie hatten keinerlei Nachrichten über das Ergebnis der Šmidke-Mission und kannten nicht die Einstellung der Sowjetunion. Auch die tschechoslowakische Exilregierung in London hatte in den mehr als drei Wochen, die seit der Ankunft der Šmidke-Delegation in der UdSSR verstrichen waren, noch kein Wort von den Sowjets vernommen, wie sie sich zu den Plänen eines Slowakischen Nationalaufstandes stellten. Moskau hüllte sich in Schweigen.
Golians Bemühungen, den Tag des Aufstandes noch so lange hinauszuzögern, bis er Nachricht aus der Sowjetunion hatte und seine militärischen Maßnahmen mit der Roten Armee abstimmen konnte, waren nun sämtlich zum Scheitern verurteilt. Dazu kam die Tatsache, dass die Ostslowakische Armee auf Anordnung Hitlers wegen der akuten Gefahr des sowjetischen Vormarsches bereits am 1. August 1944 der deutschen Heeresgruppe Nordukraine unterstellt wurde – ein Szenario, mit welchem in der ursprünglichen Aufstandsplanung überhaupt nicht gerechnet worden war. Auch für Verteidigungsminister Čatloš war eine Durchführung des Aufstandes nach seinen Plänen unrealistisch geworden, seit dieser am 25. August als Oberbefehlshaber der Armee abgesetzt worden war.
Am Abend des 29. August – erst wenige Stunden, nachdem erste deutsche Vorauseinheiten die nordöstliche Grenze der Slowakei überschritten hatten – verlas Verteidigungsminister Čatloš auf Befehl Präsident Tisos im Bratislaver Rundfunk seine Proklamation an Armee und Bevölkerung, wonach die slowakische Regierung die deutsche Wehrmacht zur Bekämpfung der Partisanen ins Land gerufen habe und die slowakische Armee den Deutschen keinen Widerstand entgegensetzen solle. Fünfundvierzig Minuten später teilte die Militärzentrale in Banská Bystrica telefonisch allen über die ganze Slowakei verstreuten Garnisonen mit, den Deutschen Widerstand zu leisten. Der Slowakische Nationalaufstand begann so als Antwort auf den Einmarsch der deutschen Okkupationseinheiten.

### Ausgangssituation und Entwaffnungsaktionen

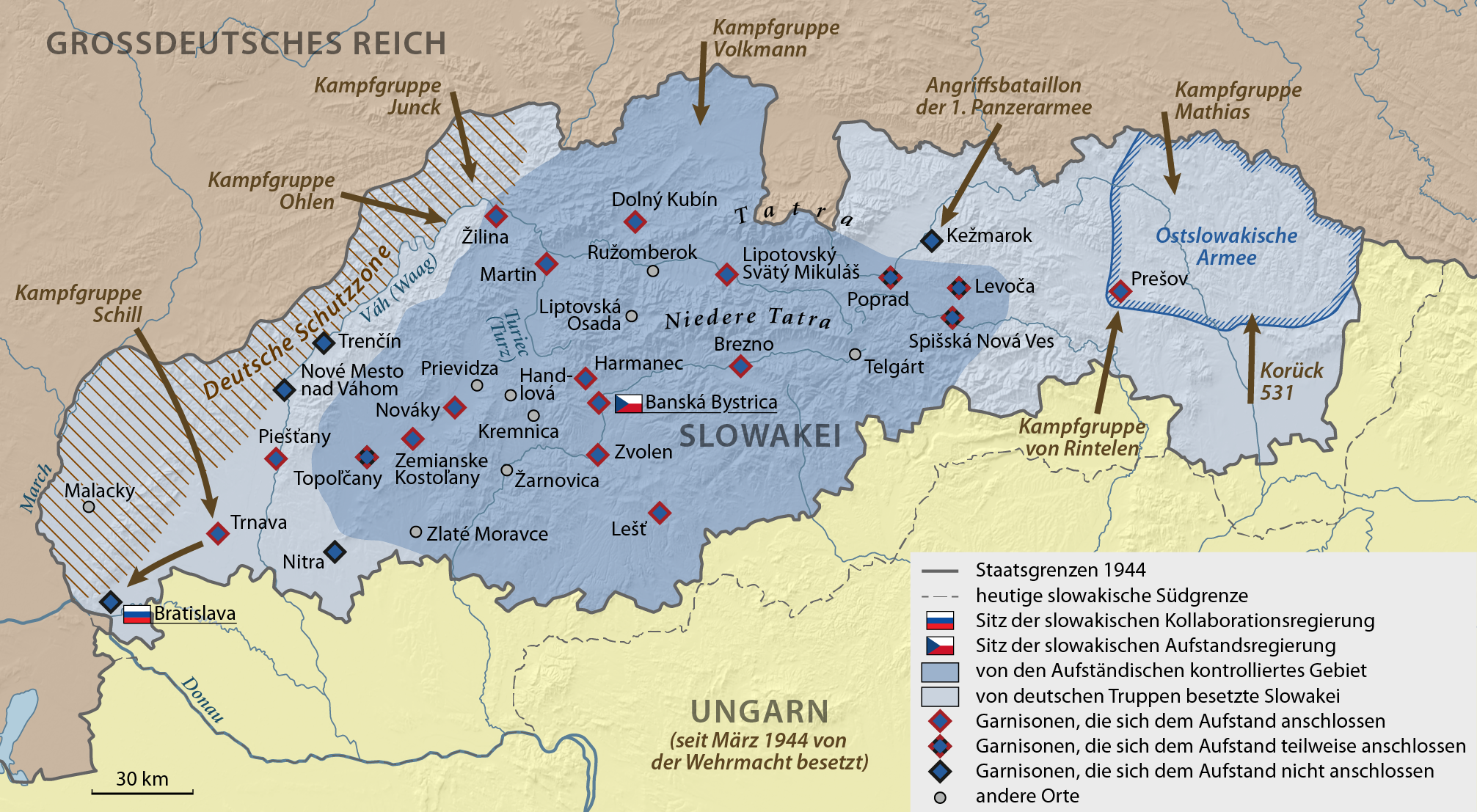
Die Situation in den ersten Aufstandstagen

In den ersten Aufstandstagen umfasste das Gebiet der Aufständischen mit etwa 22.000 km² über die Hälfte des damaligen slowakischen Staatsgebietes und mit einer Bevölkerung von 1,7 Millionen rund 64 % der Gesamtbevölkerung der Slowakei. Auf Empfehlung der Londoner Exilregierung gab die Führung der Aufstandsarmee bereits am 30. August einen Befehl heraus, wonach sie ihre Einheiten zu einem integrierenden Teil der tschechoslowakischen Streitkräfte erklärte. Am 7. September erkannten die USA, die Sowjetunion und Großbritannien diesen Status offiziell an. So transformierte sich die Militärzentrale am 30. August zum „Kommando der tschechoslowakischen Armee“ (Veliteľstvo československej armády, kurz VČSA). Die den Kern des bewaffneten Aufstandes bildenden slowakischen Truppen erhielten die Bezeichnung „Tschechoslowakische Armee in der Slowakei“ (Československá armáda na Slovensku, kurz ČSAS) und wurden am 30. September in „1. tschechoslowakische Armee in der Slowakei“ (1. ČSAS) umbenannt. Diese Armee war vom ersten Tage an regulär, hatte ihren Kommandostab, ihre Regimenter, Bataillone und Kompanien, trug Waffen, Uniformen und hielt sich an das internationale Kriegsrecht.

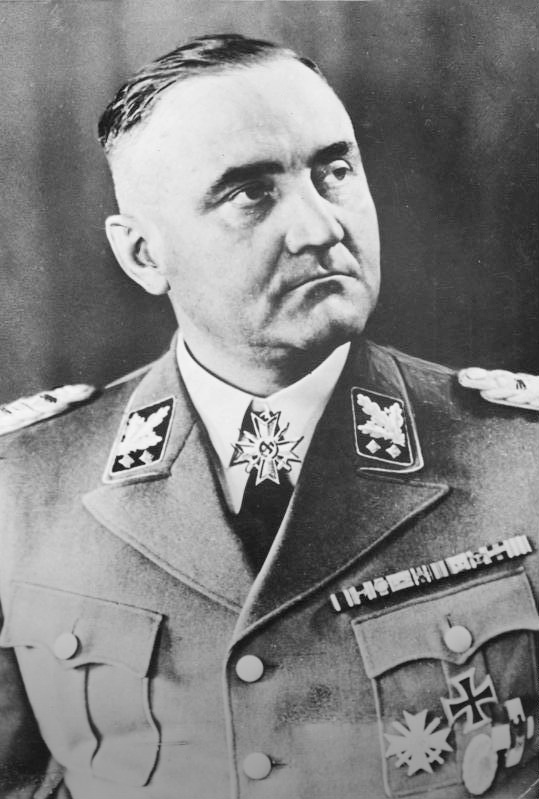
SS-Obergruppenführer Berger, erster Deutscher General in der Slowakei

Die 1. tschechoslowakische Armee hatte anfangs 18.000 Mann, nach der Mobilisierung am 5. September 1944 stieg deren Zahl auf 47.000 und später nochmals auf rund 60.000. An ihrer Spitze stand als vorläufiger Befehlshaber Oberstleutnant Ján Golian, der Anfang September zum Oberst und kurz darauf zum Brigadegeneral befördert wurde. Das Hauptquartier befand sich in Banská Bystrica.
Die deutschen Truppen marschierten im Spätsommer 1944 nach und nach mit beinahe 50.000 Mann in die Slowakei ein, und der „souveräne“ und „befreundete“ Staat wurde zum Kriegsschauplatz. Das Land wurde in zwei selbstständige Militärbereiche geteilt: während im Ostteil des Landes die Heeresgruppe Nordukraine die Durchführung der Aktion leitete, lag die Befehlsgewalt im Rest des Landes beim „Deutschen General in der Slowakei“, der ab 1. September 1944 mit Gottlob Berger von der SS gestellt wurde, da die Aktion in den Bereich „Partisanenbekämpfung“ fiel. Berger standen anfangs knapp 9000 Mann zur Verfügung, zusammengefasst in für diesen Einsatz neu aufgestellten Kampfgruppen. Als erste Einheiten kamen am 29. August die Kampfgruppen Ohlen und Junck, die etwa 3900 Mann hatten und am 5. September zur 178. Division Tatra zusammengelegt wurden. Seit 1. September kämpfte in der Slowakei die über 2000 Mann starke Kampfgruppe Schill, außerdem operierten in den ersten Septembertagen auf slowakischem Boden die Kampfgruppe des Majors Otto Volkmann sowie die Kampfgruppen Wildner und Wittenmeyer aus der 14. Waffen-Grenadier-Division der SS. Mit Abschluss des Aufmarsches hatte sich ein Ring deutscher Truppen um das mittelslowakische Aufstandsgebiet gelegt.
Der Zwischenfall von Turčiansky Svätý Martin hatte nicht nur zur Folge, dass die Konfrontation zwischen den Gegnern zu früh ausgelöst und damit jede Berechnung der Verschwörer zunichtegemacht wurde, sondern er bewirkte vor allem, dass die deutsche Seite von Anfang an in den Besitz der operativen Initiative gelangte. Infolge des Überraschungseffektes gelang es den deutschen Kampfgruppen, die in der Ost-, aber auch in der Westslowakei stationierten, kaum Widerstand leistenden slowakischen Einheiten fast vollständig zu entwaffnen.
Den größten Anfangserfolg stellte für die Deutschen die schnelle Entwaffnung der wohl am besten ausgerüsteten und am besten trainierten slowakischen Soldaten der Ostslowakischen Armee dar. In den ursprünglichen Aufstandsplänen hatten Golian und der Slowakische Nationalrat diesen Einheiten die Hauptrolle zugewiesen. Die Entwaffnung der ostslowakischen Divisionen, die seit dem 27. August vom Kommando der Heeresgruppe Nordukraine vorbereitet worden war, dauerte zwei Tage und war am 31. August 1944 abgeschlossen. Die Hälfte der insgesamt 25.000 slowakischen Soldaten wurde entwaffnet und interniert, einige entkamen und flüchteten zu ihren Familien oder schlossen sich den Partisanen an. Nur etwa 2.000 Soldaten erreichten das Gebiet der Aufständischen in der Mittelslowakei. Erhebliche Bestände an Waffen und militärischer Ausstattung, inklusive Artillerie, fielen in deutsche Hand. Einen weiteren frühen Sieg errangen die Deutschen in der Westslowakei, da sich die starken Garnisonen von Bratislava und Nitra nicht dem Aufstand anschlossen. Nur die Militärgarnison des westslowakischen Trnava (dt. Tyrnau) lief mit 3.000 Soldaten ins Aufstandsgebiet über.

### Erste Abwehr der Aufstandsarmee und Sowjetische Offensive
Nach den Anfangserfolgen war der Deutsche General in der Slowakei davon überzeugt, dass die „Sühneaktion“ nur vier Tage benötige, um das Land im Sinne der „Schutzmacht“ zu befrieden. In Unkenntnis der tatsächlichen Lage glaubte Berger, die Überfälle und Aktionen gegen die deutschen Streitkräfte würden ausschließlich von Partisanengruppen durchgeführt. Der Angriff der Kampfgruppe Ohlen blieb jedoch, noch bevor er das Operationsziel Martin erreichte, aufgrund des hartnäckigen slowakischen Widerstandes und der ungünstigen Geländeverhältnisse nahe Žilina (dt. Sillein) liegen. Dieser erste slowakische Abwehrerfolg wirkte sich positiv auf die Kampfmoral der Aufständischen aus, so dass sich der Vormarsch bei allen deutschen Einheiten erheblich verlangsamte und teilweise ganz zum Erliegen kam. Während sich die Vorstöße der Kampfgruppe Ohlen an den slowakischen Abwehrstellungen festliefen, konnte der Kampfverband Mathias im Norden und Nordosten erfolgreich auf Ružomberok (dt. Rosenberg) vorrücken und bedrohte das wichtige mittelslowakische Industriezentrum mit seinen Waffenfabriken. Auch die Kampfgruppe Schill operierte mit Erfolg im Nitra-Tal, wo sie bereits am 5. September Baťovany nördlich der Kreisstadt Topoľčany (dt. Topoltschan) einnahm, ehe der slowakische Widerstand einen weiteren Vormarsch unmöglich machte. Dem Gefechtsverband der Heeresgruppe Nordukraine glückte einen Tag später die Einnahme von Ružomberok, so dass den Aufständischen die unentbehrlichen Waffenfabriken verloren gingen. Besonders im Ostteil des Aufstandsgebietes versuchte die militärische Führung in Banská Bystrica, einen starken Abwehrriegel aufzubauen, um hier keinen Raum aufgeben zu müssen. Denn sie hoffte, dass eine geplante Offensive der Roten Armee an der Beskidenfront, die nur 120 km nordöstlich verlief, raschen Erfolg haben und zu einer Vereinigung führen würde.
Der Slowakische Nationalrat und die Militärzentrale kannten jedoch nicht die Änderungen der sowjetischen Strategiepläne, denen zufolge die Rote Armee nicht von Norden her über die Karpaten ins mittlere Donaubecken vordringen sollte, sondern von Süden her durch Rumänien und das Donautal. Während in der sowjetischen Kriegsplanung also die Befreiung der Slowakei auf die letzten Kriegsmonate verschoben wurde, nahm die Führung der slowakischen Aufstandsarmee an, dass die Invasion der Sowjets im Sommer oder Frühherbst 1944 stattfinden werde. Erst aus Anlass der politischen und militärischen Veränderungen in der Slowakei korrigierte die Rote Armee ihre Operationsplanung. Zwar setzte sie den erfolgreichen Feldzug in Rumänien und auf der Balkanhalbinsel fort, eröffnete aber früher als beabsichtigt ihre Offensive an der Beskidenfront. Der kurzfristig organisierte Angriff ging jedoch auf Kosten der militärischen Stärke. Die Ostkarpatische Operation der Roten Armee dauerte von 8. September bis 28. Oktober 1944. Obwohl die Rote Armee bei Beginn der Militäraktion lediglich 40 km von der slowakischen Grenze entfernt war, gelang es ihr bis Ende Oktober 1944 lediglich die Karpatenukraine und Teile der Ostslowakei zu erobern, wobei sie dabei Verluste von 21.000 gefallenen und 89.000 verwundeten Soldaten zu verzeichnen hatte.
Die Bilanz der deutschen „Säuberungsaktion“ fiel in den ersten zehn Tagen trotz anfänglicher Erfolge recht mager aus. Die Verantwortung dafür trug in erster Linie SS-Obergruppenführer Berger, der die Dimension des slowakischen Aufstandes völlig falsch eingeschätzt und deshalb versucht hatte, das Problem mit einem viel zu geringen Kräfteeinsatz zu lösen. Aber auch die konzeptionslose Kampfführung des deutschen Generals in der Slowakei trug zu dem schlechten Ergebnis bei. Der deutsche Angriff war nach zwei Wochen infolge der sich stabilisierenden slowakischen Abwehrfront fast zum Erliegen gekommen.
Da sich der Umfang des Gebietes der Aufständischen verkleinerte, kam der Kriegsführung durch Partisanen erhöhte Bedeutung zu. Nach dem Plan des Militärs sollten die Partisanenverbände eine wirksame Unterstützung für die Aufständischen und die Armee abgeben, vernehmlich dadurch, dass sie im Rücken des Feindes tätig werden sollten. Einige slowakische Partisanengruppen hatten sich sogar vor dem Ausbruch des Aufstandes unter das Armeekommando gestellt. Die meisten Partisanenverbände beschränkten sich aber in ihrer Unterstützung, die sie der Armee angedeihen ließen, auf das unbedingt notwendige Mindestmaß und verfolgten in Befolgung der vom Ukrainischen Partisanenhauptquartier in Kiew ausgehenden Befehle ihre eigenen Aktionen. Da es den slowakischen Kommunisten nicht gelang, die Herrschaft über das Militär zu erringen, an dessen Spitze nichtmarxistische Offiziere standen, versuchten sie zum Ausgleich, aus den Partisanenabteilungen ihre eigene Armee zu bilden. Der Konflikt zwischen der Armee und den Partisanen führte während des Aufstandes zu einer Krise, die der Slowakische Nationalrat am 12. September durch die Errichtung eines „Kriegsrates“ zu lösen versuchte, der alle Tätigkeiten der Armee und der Partisanen koordinieren sollte. Der Rat, dem führende Demokraten und Kommunisten angehörten, konnte den Konflikt wegen dauernder kommunistischer Schikanen jedoch niemals ganz aus der Welt schaffen.

### Reorganisation und Gebietsgewinne der deutschen Truppen
In der zweiten Operationsphase, die sich durch erfolgreiche Abwehrkämpfe der Widerstandsverbände auszeichnete, erzielten die Einheiten Gottlob Bergers in der Zeit von 8. bis 19. September kaum Fortschritte. Im Osten des Aufstandsgebiets beschränkte sich die Heeresgruppe Nordukraine auf eine minimale Verteidigung der Frontlinie, da die Kampfgruppen Mathias und Rintelen zur Abwehr der sowjetischen Offensive dringend benötigt wurden. Nur im Südwesten gelang es der Kampfgruppe Schill, die Front nach Osten voranzutreiben.

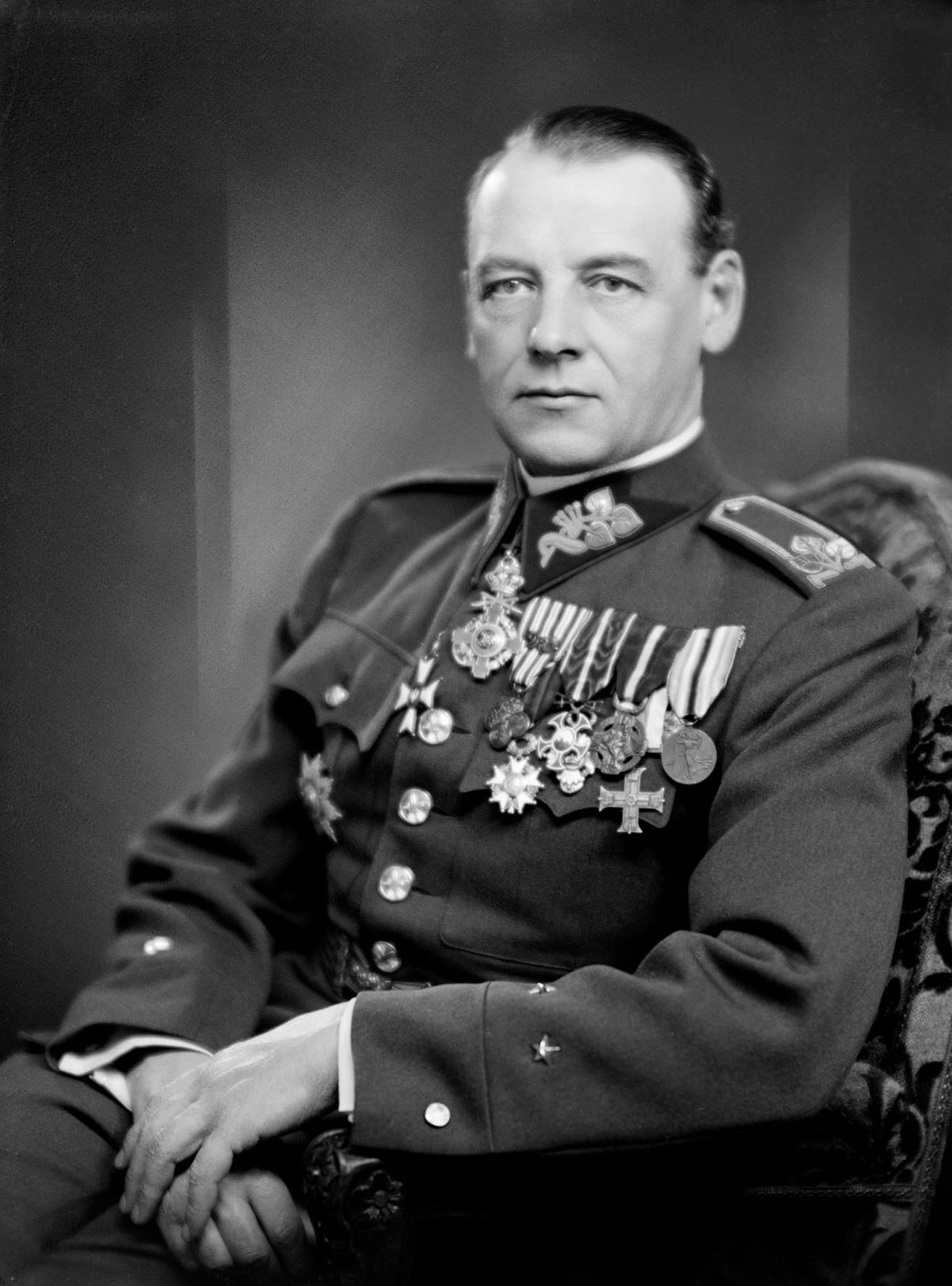
General Rudolf Viest, zweiter Oberbefehlshaber der Aufstandsarmee

Am 14. September wurde SS-Obergruppenführer Berger wegen seiner Erfolglosigkeit von dem Posten „Deutscher General in der Slowakei“ durch den General der Waffen-SS Hermann Höfle abgelöst. Mit Höfle begann ein neues Stadium der Gefechtsführung. Nachdem Berger die bewaffneten Aktionen gegen die Aufständischen im Wesentlichen improvisiert und kaum koordiniert durchgeführt hatte, ließ Höfle erstmals einen Operationsplan erstellen, der vorrangig einen koordinierten Einsatz aller deutschen Kräfte vorsah. Nach drei Wochen Kampf gegen die Befreiungsbewegung beabsichtigte der General, das Aufstandsgebiet durch einen lückenlosen Einschließungsring abzuriegeln und konzentrisch gegen die Widerständler vorzugehen. Die zwischenzeitlich um zwei Bataillone verstärkte Division Tatra verfügte nun über ausreichend Kampfkraft, um den slowakischen Abwehrriegel nahe Žilina zu durchbrechen und am 21. September Martin einzunehmen.
Statt den Angriffsschwung der Division Tatra auszunutzen, hielt Höfle den Verband an, um das Hinterland des Waag- und Turz-Tales nach Partisanen zu durchkämmen. Da die Partisanen sich in die unwegsame Kleine Tatra zurückzogen, verlief diese Aktion recht erfolglos. Mit seiner „Säuberungsaktion“ gab Höfle der slowakischen Aufstandsarmee zehn Tage Zeit, um eine neue Verteidigungsfront aufzubauen. Lediglich dem II. Bataillon der Kampfgruppe Schill gelang es am 23. September, die Stadt Handlová (dt.  Krickerhau) fast kampflos zu besetzen. Im Südabschnitt kam erst nach drei Wochen wieder Bewegung in die Operation, nachdem das I. Bataillon Schill Žarnovica (dt. Scharnowitz) genommen hatte und am 28. September den Kontakt zum verstärkten Bataillon der 14. Waffen-Grenadier-Division der SS herstellen konnte, das aus Richtung Nová Baňa (dt. Königsberg) vorstieß. Dagegen mussten die schwachen Sicherungskräfte des Korück 531 östlich von Telgárt (dt.: Thiergarten) weitere Rückschläge hinnehmen, als sie erneut dem Ansturm der Aufständischen nicht standhielten und deshalb fast 15 km westlich von Spišská Nová Ves (dt. Zipser Neudorf) zurückgingen.
Zwischen 20. September und Anfang Oktober konnte der Okkupator seine militärische Lage erheblich verbessern, wobei sich die geänderte Operationsführung mit wechselnden Angriffsschwerpunkten bewährt hatte. Ende September lag das taktische Dreieck Zvolen-Brezno-Banská Bystrica, das Zentrum des slowakischen Aufstandes, in Reichweite der deutschen Offensivkräfte und das Gebiet der Aufständischen hatte sich auf 6.800 km² mit 340.000 Einwohnern verkleinert. Angesichts der erfolgreichen Aktionen in den letzten Septembertagen plante Höfle einen Frontalangriff auf den Kern der Befreiungsbewegung, der nur noch 25 km von den deutschen Linien entfernt lag. Der General befahl, dass die Division Tatra in Richtung Kremnica (dt. Kremnitz) und die Kampfgruppe Schill Richtung Svätý Kríž die Offensive ansetzen sollten. Allerdings schwächte er die Division, indem er einen Teil der Kräfte zur Kampfgruppe Schäfer abzog. Der verstärkte SS-Verband erhielt den Auftrag, von Norden in Richtung Liptovská Osada vorzugehen. Mit seiner Absicht, Banská Bystrica von drei Seiten anzugreifen, glaubte Höfle, die Aufständischen in kurzer Zeit besiegen zu können. Doch die Operation scheiterte vollständig, da die einzelnen Gefechtsgruppen zu schwach waren, um die massive slowakische Verteidigung zu überwinden. Obwohl die Division Tatra am 6. Oktober Kremnica besetzte, blieb die Offensive insgesamt ein Misserfolg, so dass der General am 8. Oktober das Unternehmen abbrach. Noch einmal war es den Aufständischen gelungen, sich gegen den deutschen Ansturm zur Wehr zu setzen.

### Deutsche Schlussoffensive und Ende des Aufstands

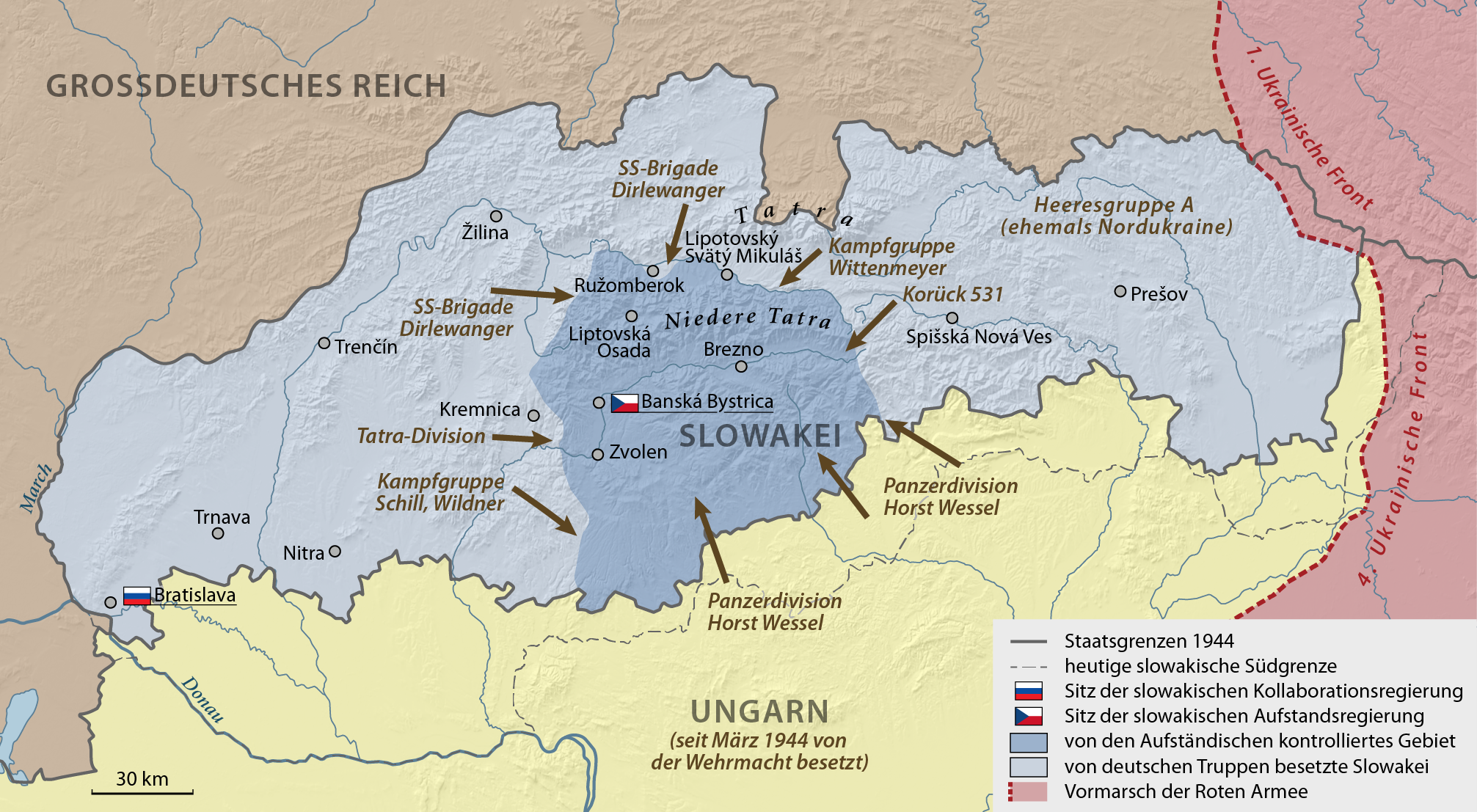
Situation zu Beginn der deutschen Schlussoffensive am 18. Oktober 1944

Unterdessen war es auch bei den Aufständischen zu einem Führungswechsel gekommen. Am 7. Oktober übergab Brigadegeneral Golian nach 40 Tagen das Kommando über die „1. tschechoslowakische Armee in der Slowakei“ an den aus London eingeflogenen Divisionsgeneral Rudolf Viest und wurde dessen Stellvertreter. Unter dem Druck der deutschen Okkupationstruppen war das Gebiet der Aufständischen bis zu den ersten Oktobertagen auf nur noch knapp 7.000 km² mit etwa 300.000 Einwohnern geschrumpft. Die slowakische Aufstandsarmee hatte schwere Verluste hinnehmen müssen. Etwa 2.180 Soldaten waren gefallen, tausende weitere waren durch Verwundung, Desertion, Gefangennahme oder Überlauf zum Feind ausgefallen. Mitte Oktober zählte die Aufstandsarmee noch etwa 36.000 Soldaten, von denen aber nur zwei Drittel vollständig bewaffnet und einsatzfähig waren. Dazu kamen noch einige Tausend Partisanen im Kessel und die Partisanen und Soldaten außerhalb des Einschließungsrings hinter den deutschen Linien, die aber kaum noch militärische Effektivität entfalteten. Fast 80 % der Panzerwaffen waren von den Deutschen vernichtet worden, und auch die slowakische Artillerie hatte weit über die Hälfte ihres Bestandes eingebüßt.
Im Zeitraum von 10. bis 17. Oktober flachte die Kampftätigkeit an allen Fronten der Mittelslowakei ab. Die Deutschen konsolidierten sich in den eroberten Gebieten und sicherten ihre Herrschaft und Besatzungstruppen ab. Gleichzeitig entwarf General Höfle einen Operationsplan für die Schlussoffensive. Da sich gezeigt hatte, dass die vorhandenen Verbände nicht ausreichten, um die Aufständischen in dem gebirgigen und verteidigungsgünstigen Gelände zu bezwingen, mussten die Angriffskräfte erheblich verstärkt werden. Nach dem Sturz des Horthy-Regimes in Budapest und der Einsetzung der Pfeilkreuzler-Regierung am 16. Oktober konnten die Deutschen beachtlich viel Militär von Ungarn aus in die südliche Slowakei schleusen. Von diesem Zeitpunkt an verschlechterte sich die Lage der Aufständischen zusehends. Zwei neue Gefechtsverbände sollten zur endgültigen Entscheidung beitragen. Am 16. Oktober traf die berüchtigte SS-Brigade Dirlewanger, die bereits bei der Niederschlagung des Warschauer Aufstands im Einsatz war, mit 15.000 Mann im Norden des Operationsgebietes ein. Im Südosten sammelte sich die 18. Panzer-Grenadier-Division der SS „Horst Wessel“ auf ungarischem Territorium. Der Operationsplan sah vor, dass die deutschen Verbände konzentrisch von allen Seiten attackieren sollten, wobei die 18. Panzer-Grenadier-Division der SS als Überraschungsmoment aus dem Nachbarland heraus in die Kämpfe eingreifen sollte. Damit beabsichtigte Höfle, dem Gegner keine Ausweichmöglichkeiten mehr zu lassen.

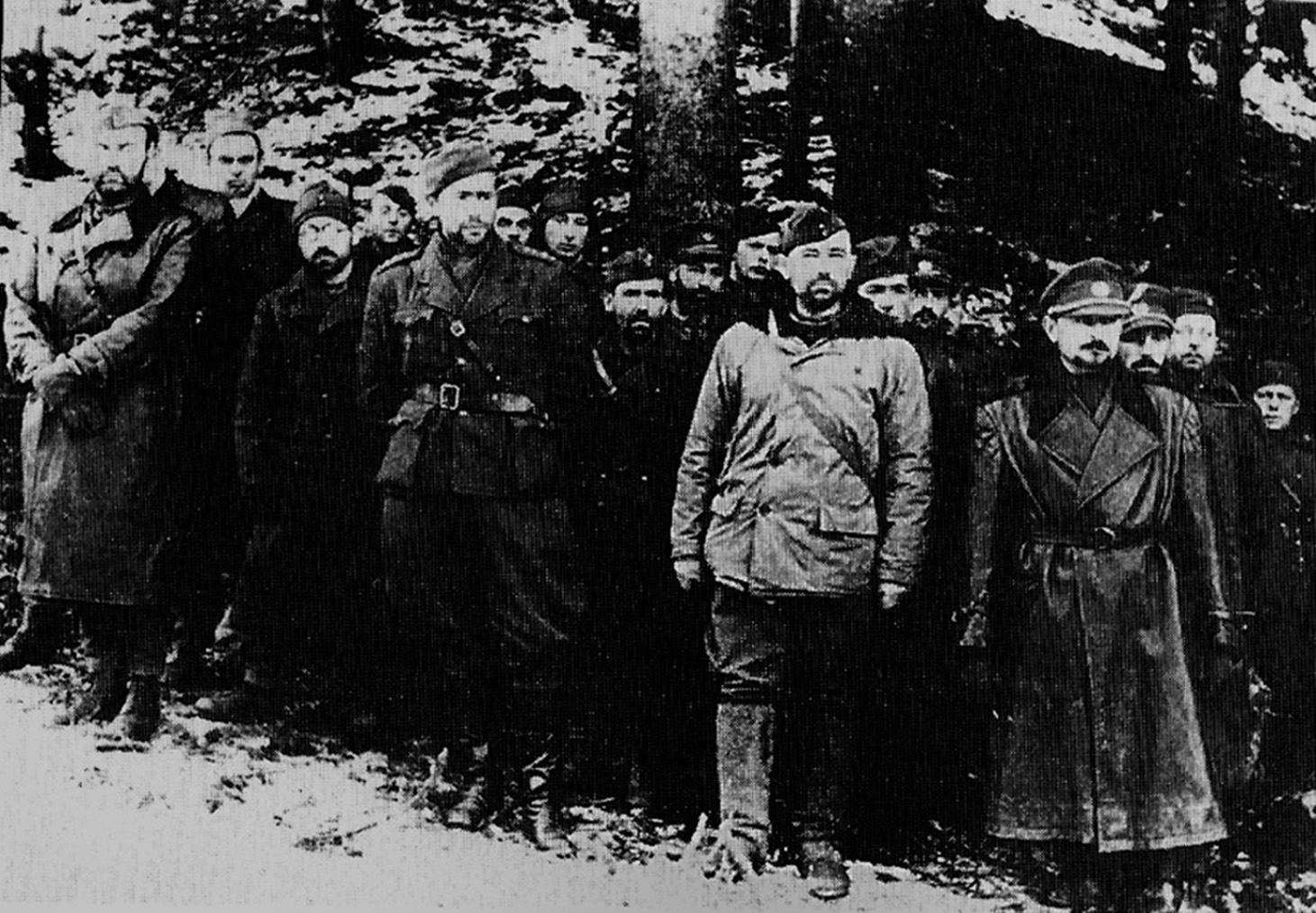
Soldaten der Aufstandsarmee bei ihrem Rückzug in die Berge nach der Niederschlagung des Aufstands

Nachdem der Aufmarsch am 17. Oktober im Wesentlichen hatte abgeschlossen werden können, war der Angriffsbeginn für den darauffolgenden Tag vorgesehen. Am 18. Oktober eröffneten die Kampfgruppe Schill und die SS-Brigade Dirlewanger die Schlussoffensive, wobei die Division Tatra den Gegner in ihrem Gefechtsstreifen nur binden sollte. Erst einen Tag später setzte die Operation im Süden mit der 18. SS-Division sowie der Kampfgruppe Wittenmeier ein, die sich aus Teilen der 14. SS-Division und einem verstärkten Heeresbataillon zusammensetzte. Auch die Sicherungskräfte des Korück 531, das am 10. Oktober die Kommandogewalt im Befehlsbereich Ostslowakei übernommen hatte, griffen ab dem 19. Oktober aus dem Raum Betlanovce-Spišská Nova Ves in die Schlussoffensive ein und konnten innerhalb von sechs Tagen den Raum bis zur Westgrenze des Operationsgebietes unter deutsche Kontrolle bringen. Die Verbände im Süden gingen planmäßig gegen das Aufstandszentrum in Banská Bystrica vor, das am 27. Oktober von der Kampfgruppe Schill eingenommen wurde. Mit der Eroberung von Banská Bystrica brach der Aufstand gegen die „Schutzmacht“ und das Tiso-Regime zusammen.
Obwohl der Aufstand niedergeworfen war, kapitulierte die Armee nicht. In der Nacht vom 27. auf 28. Oktober gab General Rudolf Viest um 04:00 Uhr seinen letzten Befehl an die „1. tschechoslowakische Armee in der Slowakei“ heraus. Darin akzeptierte er die Niederlage der Aufstandsarmee als organisierter Einheit und befahl den Soldaten, den regulären Widerstand einzustellen, sich in die Berge zurückzuziehen und zum Partisanenkampf überzugehen.

### Rolle des slowakischen Kollaborationsregimes

Symbol der paramilitärischen Hlinka-Garde, die mit Bereitschaftseinheiten (POHG) die deutschen Besatzungstruppen unterstützte.

Die slowakische Regierung in Bratislava wurde von der Ausrufung des Slowakischen Nationalaufstands unangenehm überrascht und von der spontanen Reaktion der Bevölkerung schockiert. Vor ihren Augen zerbrach der gesamte Machtapparat und eine weitere Existenz des Slowakischen Staates war nur unter deutscher Aufsicht und unter Assistenz nationalsozialistischer Machtstrukturen möglich.
Am 5. September 1944, eine Woche nach dem Ausbruch des Aufstands, wurde in der Slowakei eine neue Regierung eingesetzt. Štefan Tiso, ein Cousin dritten Grades des Präsidenten Jozef Tiso, löste den bisherigen Ministerpräsidenten Vojtech Tuka ab und übernahm zugleich das Außen- sowie das Justizministerium.
Neben der Regierung war in der Slowakei Staatspräsident Jozef Tiso einer der wichtigsten Akteure. Neben seinen in der Verfassung von 1939 festgeschriebenen weitreichenden Befugnissen verfügte Tiso über große Beliebtheit und Autorität in der Bevölkerung, die auf der wohlangesehenen Verquickung von Staats- und Kirchenamt gründete. Nach außen wusste Tiso in der Wahrnehmung repräsentativer Aufgaben die Selbstständigkeit des slowakischen Staates zu untermauern. Diese Position führte dazu, dass die Deutschen auch nach dem Ausbruch des Aufstands an ihm festhielten, obwohl er zu keiner Zeit zu den radikalsten Vertretern der nationalsozialistischen Ideologie unter den slowakischen Politikern gehörte.
Die slowakische Regierung blieb bis zum Kriegsende ihrer „Schutzmacht“ treu, allerdings erwies sich die slowakische Armee für die im Spätsommer 1944 in die Slowakei einrückenden deutschen Truppen als völlig unbrauchbar. Auch wenn das slowakische Regime fest hinter dem Deutschen Befehlshaber stand, konnte es ihn kaum mit eigenen kämpfenden Truppen unterstützen. Zwei Divisionen der slowakischen Armee waren 1944 außerhalb der Slowakei im Einsatz; zwei weitere, die in der Ostslowakei stationiert waren, wurden unmittelbar nach dem Ausbruch des Aufstands von den Deutschen entwaffnet und sichergestellt. In der West- und vor allem Mittelslowakei schloss sich ein Großteil der slowakischen Offiziere und Soldaten dem Aufstand an. Die slowakische Armee war zersetzt, und bis zum Kriegsende wollte es dem slowakischen Regime nicht gelingen, diese durch eine neu aufgestellte Armee zu ersetzen. Das Ergebnis dieser Bemühungen war die „Domobrana“ (dt. Heimwehr), die Mitte September 1944 auf ein „Heer“ von 6 900 regierungstreuen Soldaten zurückgreifen konnte, im November auf knapp 20.000 Mann und durch die Mobilisierung älterer Jahrgänge im Januar und März 1945 einen Personalbestand von 41.000 Soldaten erreichte. Den Kern bildeten die Garnisonen, die dem Regime treu geblieben waren, allen voran die Garnison von Nitra, die als einzige nach dem Ausbruch des Aufstands nicht entwaffnet wurde. Die „Domobrana“ besaß jedoch vielmehr einen symbolischen Charakter, da die mangelnde Kampfbereitschaft, die unzulängliche Ausbildung und die unzureichende Ausrüstung der Armee (mehr als zwei Drittel ihrer Männer blieben unbewaffnet) einen Einsatz an der Front oder bei der Partisanenbekämpfung von vornherein ausschloss, so dass sie vornehmlich nur zur Schanz- und Reparaturarbeiten im Hinterland herangezogen werden konnte.
Da die slowakische Armee und zum großen Teil auch die slowakische Polizei versagt hatten, blieb nach dem Ausbruch des Aufstands die Hlinka-Garde die einzige Organisation, auf deren Zusammenarbeit sich das Tiso-Regime bzw. die deutschen Stellen verlassen wollten. Unmittelbar nach seiner Berufung zum neuen Chef der Hlinka-Garde am 7. September 1944 begann Otomar Kubala mit der Reorganisation der Garde. Neu war vor allem die Aufstellung der Bereitschaftseinheiten der Hlinka-Garde (slowak. Pohotovostné oddiely Hlinkovej gardy, kurz POHG), speziellen bewaffneten Einheiten, die in größeren Städten errichtet und den zuständigen Bezirkshauptmännern der Hlinka-Garde bzw. deren Hauptkommandeur in Bratislava unterstellt wurden. Insgesamt wurden 38 POHG-Einheiten aufgestellt, im März 1945 dienten 5 867 Slowaken in den POHG. Die POHG waren als Militäreinheiten organisiert, waren aber – obwohl sie dem Justizwesen der Armee unterstanden – kein Teil der Armeeorganisation. Ihre Feldkompanien (slowak. Poľné roty) trugen deutsche Uniformen und kollaborierten direkt mit der deutschen Sicherheitspolizei und dem Sicherheitsdienst. Unter dem Verteidigungsministerium wurde ein Staatssekretariat für das Sicherheitswesen geschaffen, dem alle sicherheitspolizeilichen Organe (Staatssicherheit, Polizei, Gendarmerie, aber auch die Hlinka-Garde) unterstanden. Zu dessen Chef wurde auf Anweisung des Deutschen Befehlshabers ebenfalls Otomar Kubala ernannt.

### Aufstandsregierung und Bevölkerung

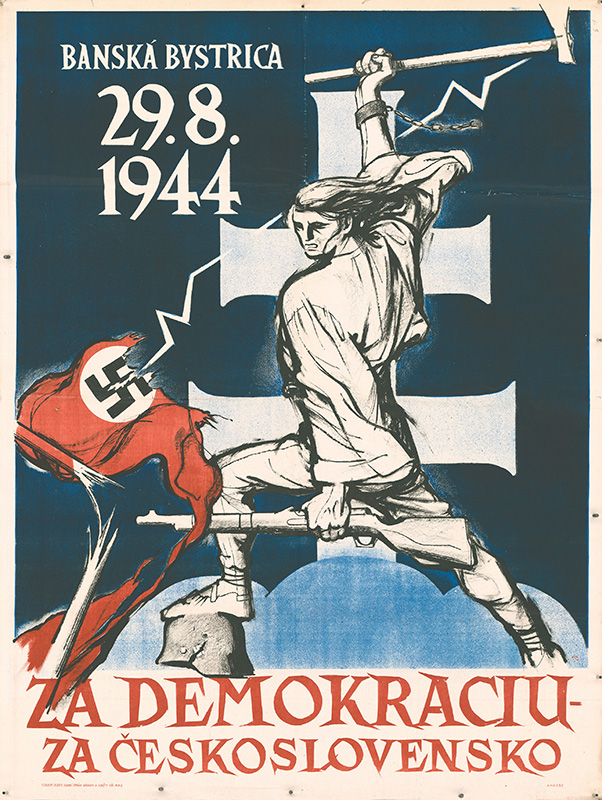
Propagandaplakat der Aufständischen: „Für die Demokratie – Für die Tschechoslowakei“

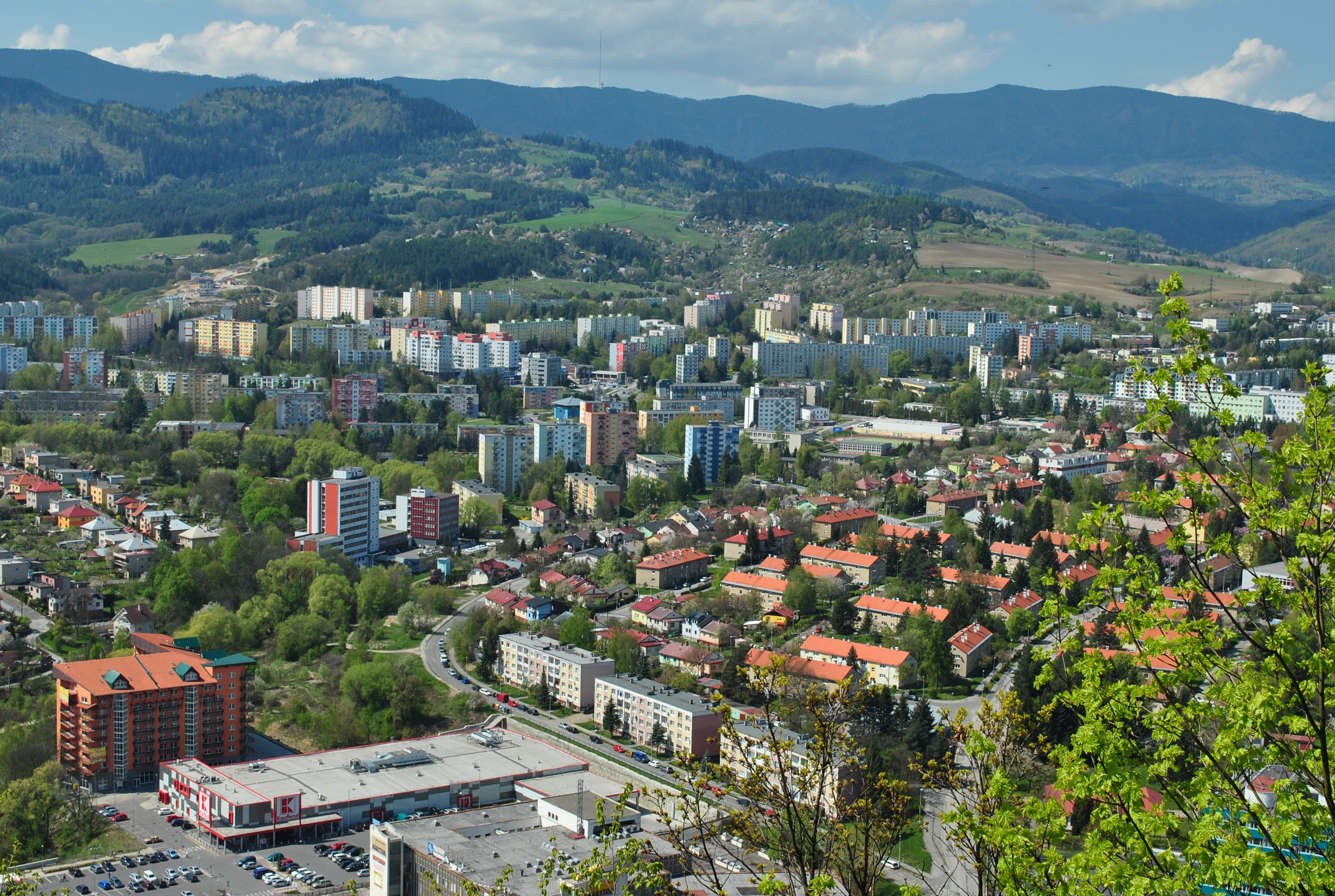
Das heutige Banská Bystrica mit Umgebung

Für sechzig Tage war Banská Bystrica der Kommandositz der aufständischen Armee und ebenfalls das Zentrum des politischen Lebens und der Administration der befreiten Slowakei. Die aufständische Slowakei bildete dabei eine eigenständige administrativ-staatliche Entität – die wiederhergestellte Tschechoslowakische Republik. Der revolutionäre Slowakische Nationalrat, der nun 13 Mitglieder hatte, wurde am 5. September vollständig etabliert, nachdem der slowakische Kommunist Karol Šmidke aus Moskau zurückgekehrt war. Zusammen mit Vavro Šrobár, dem Repräsentanten des bürgerlich-demokratischen Lagers, wurde er einer der beiden Vorsitzenden des Slowakischen Nationalrates. Der Nationalrat und seine Organe hatten im Prinzip dieselbe Anzahl an Mitgliedern des sozialistischen Blocks und des bürgerlich-demokratischen Blocks. Die Vollversammlung des Slowakischen Nationalrates (bestehend aus 41 Mitgliedern ab 5. September und 50 Mitgliedern ab Oktober) veröffentlichte Dekrete mit der Wirkungskraft von Gesetzen. Der Slowakische Nationalrat übernahm die legislative, staatliche und exekutive Macht in der Slowakei und hob Gesetze und Dekrete auf, welche dem „republikanisch-demokratischen Geist“ widersprachen (inklusive aller antijüdischen Gesetze). Im Gegenzug wurden jene slowakischen, deutschen und ungarischen Parteien und Organisationen, welche das politische System des Slowakischen Staates formten, verboten.
Parteipolitisch organisierten sich das bürgerlich-demokratische Lager der Aufständischen in der Demokratischen Partei (DS), der sozialistische Block wiederum in der Kommunistischen Partei der Slowakei. Dabei stellte die radikalste Veränderung im Hinblick auf die Verhältnisse im Slowakischen Staat, aber auch der vorangegangenen Tschechoslowakischen Republik, der Machtantritt der slowakischen Kommunisten dar, die bis 1938 bei Parlamentswahlen nie mehr als 10 Prozent der Stimmen erhielten. Der Aufstand stellte zwar keinen „kommunistischen Putsch“ dar, da die Repräsentanten des bürgerlichen Lagers bei der Vorbereitung und dem Verlauf des Aufstands die bedeutendere Komponente waren. Dennoch kamen gerade während des Aufstands die slowakischen Kommunisten erstmals an die Macht, wurden Regierungspartei und übernahmen politische Schlüsselpositionen. Das sich über den Slowakischen Nationalrat neu etablierte politische System war unabhängig von der Ludaken-Regierung in Bratislava, wie auch von den Exilzentren in London und Moskau. Ihr politisches System war demokratischer als jenes der Ludaken, jedoch wurden andere politische Parteien außer den Demokraten und den Kommunisten nicht zugelassen. Auch wurden alle Bildungseinrichtungen der nationalen Minderheiten mit Ausnahme der Volksschulen (Grundschulen) geschlossen.

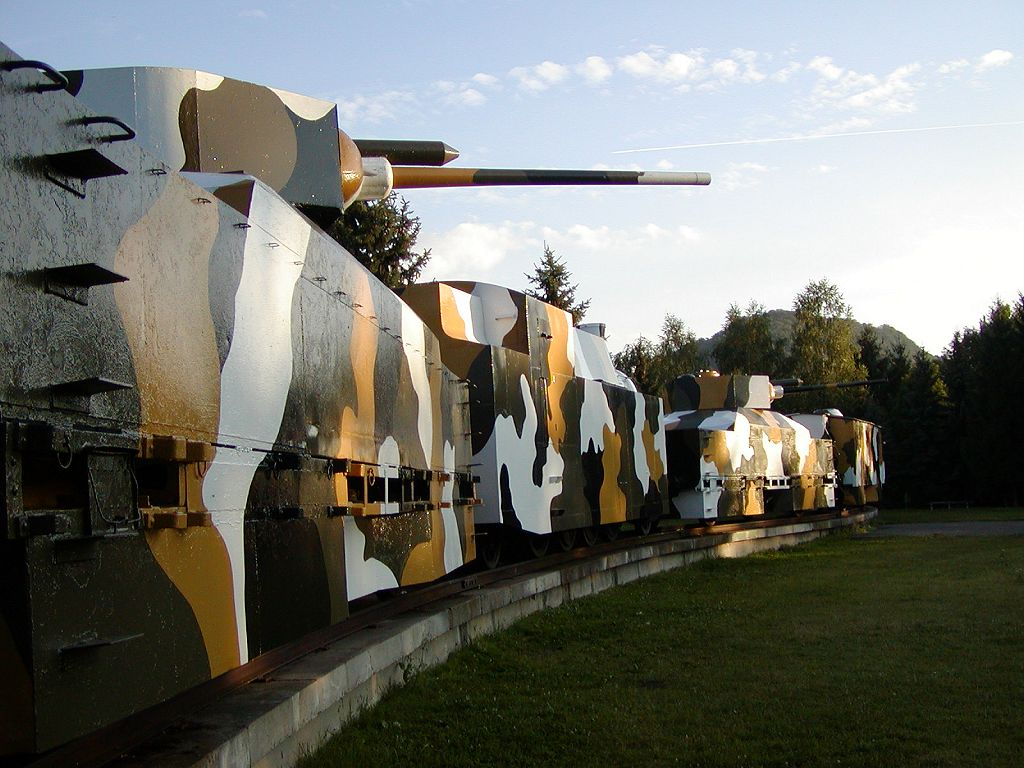
Replik eines gepanzerten Zvolener Zuges

Die Wirtschaft des von den Aufständischen kontrollierten Gebietes war vorrangig den militärischen Anforderungen untergeordnet. Ein Schlüsselunternehmen stellten dabei die Podbrezovské železiarne (= Podbrezover Eisenwerke) dar, die ohne Unterbrechung zwei Monate für die Aufständischen produzierten, vor allem Granatwerfer, Antipanzerhindernisse aus Stahl etc. Wichtig waren auch die Eisenbahnwerke in Zvolen, denen es gelang drei Panzerzüge (Panzerzug Štefánik, Panzerzug Hurban, Panzerzug Masaryk) in Rekordzeit zu bauen. Die finanzielle Absicherung des Aufstandsgebietes übernahm die Filiale der Slowakischen Nationalbank in Banská Bystrica, der Rest des ökonomisch-sozialen Lebens unterlag den einzelnen Beauftragten (Ministern) des Slowakischen Nationalrates. Neben den Anforderungen der Armee war auch eine Bedienung des zivilen Sektors notwendig. Bei der Infrastruktur waren hier die Straßen entscheidend, wobei auch Eisenbahnlinien für den zivilen Sektor genutzt wurden. Im Bereich der Versorgung galt im Aufstandsgebiet, wie auch im Slowakischen Staat, ein System mit Lebensmittelmarken.
Wichtig war auch die Frage von Information bzw. im weiteren Sinne von Propaganda. Die wichtigste Rolle spielte hier vor allem der aufständische Rundfunk, der am 30. August 1944 als Slobodný slovenský vysielač (= Freier Slowakischer Rundfunk) in Banská Bystrica seine Tätigkeit begann und der Bevölkerung der Mittelslowakei als Mittel der Mobilisierung, Organisation und Information diente. Während des Aufstands sendete in tschechischer und slowakischer Sprache auch BBC für die Tschechoslowakei und der von der Moskauer Führung der Kommunistischen Partei der Tschechoslowakei organisierte Moskauer Rundfunk für die Tschechoslowakei. Außerdem erschienen im Aufstandsgebiet mehr oder weniger regelmäßig 20 bis 30 Zeitungen und Magazine, außerdem fungierten auch die für Friedenszeiten typischen Institutionen der Theater und Kinos.
Von beiden Seiten wurde der Widerstandskampf immer wieder nicht nur als politischer, sondern auch als ein konfessioneller Kampf „der Lutheraner gegen die Katholiken“ verstanden. Während der Existenz des Slowakischen Staates nahm die Mehrheit der katholischen Würdenträger gegenüber dem neuen Regime eine loyale Haltung ein, mehrere arbeiteten auch in dessen höchsten politischen und gesetzgebenden Strukturen. Nach Ausbruch des Aufstands wurden die katholischen Pfarrer innerhalb des Aufstandsgebiets als Feinde der erneuerte Tschechoslowakischen Republik bezeichnet und verfolgt, einige auch hingerichtet. Diametral anders gestaltete sich die Situation für die evangelische Kirche, die sich mit dem Ludaken-Regime nicht identifizierte und ihm gegenüber eine negative Haltung einnahm. Während der Vorbereitung und Schaffung der politischen Widerstandsorganisation übernahmen gerade Evangelische deren führende Positionen, während praktizierende Katholiken im Slowakischen Nationalrat praktisch nicht vorhanden waren. Später schlossen sich dem Aufstand dutzende evangelische Pfarrer wie auch Bischöfe an – der Aufstand umfasste die evangelischsten Gebiete Turiec, Liptov und Banská Bystrica. Die meisten evangelischen Pfarrer waren während des Aufstands in der Feldmission der 1. tschechoslowakischen Armee in der Slowakei tätig. Von einem „evangelischen Aufstand“ zu sprechen wäre dennoch inkorrekt, waren doch die Mitglieder der Aufstandsarmee – also der entscheidenden Kraft des Aufstands – mehrheitlich Katholiken.

### Verhalten der Alliierten
Für die erfolgreiche Durchführung des Aufstandes war man von der Voraussetzung ausgegangen, dass er durch die Alliierten rasch und wirkungsvoll unterstützt werden würde. Die Alliierten nahmen dem slowakischen Volksaufstand gegenüber jedoch eine zwiespältige Haltung ein. Die westlichen Alliierten brachten dem Aufstand politisch ihre Sympathien entgegen, interessierten sich aber militärisch gesehen wenig für ihn, da deren Armeen nicht daran dachten, Operationen in Ostmitteleuropa durchzuführen. Andererseits interessierten sich Sowjets vom militärischen Standpunkt aus für den Aufstand, da durch ihn das Vordringen der sowjetischen Armee nach Westen erleichtert werden konnte. Politisch gesehen, betrachteten sie den Aufstand aber mit Misstrauen, weil dessen Führungsschicht Kommunisten und Demokraten waren, wobei die Demokraten aus marxistischer Sicht feindliche „bourgeois Nationalisten“ waren. Wolfgang Venohr wertet die alliierte Unterstützung für den Slowakischen Nationalaufstand zusammengefasst als „ebenso unbedeutend und ungenügend wie im Falle des Warschauer Aufstands“.
Am 31. August 1944 wandte sich Jan Masaryk, Außenminister der tschechoslowakischen Exilregierung, persönlich an die Vertreter der Alliierten in London und ersuchte sie, die slowakischen Aufständischen zu unterstützen. Er ersuchte die Vertreter Großbritanniens und der Vereinigten Staaten darum, die Alliierten mögen die deutschen Operationsziele in der Slowakei bombardieren, und zweitens, Alliierten mögen in einer Erklärung den heimischen tschechoslowakischen Streitkräften die Rechte von Kombattanten einräumen, damit die Aufständischen unter den Schutz der Genfer Konvention stehen würden. Am 7. September erließ das US-Außenministerium eine Erklärung, die den slowakischen Aufständischen einräumte, „Streitkräfte darzustellen, die gegen die Deutschen kämpfen“, und die Deutschen nachdrücklich davor warnte, „die Kriegsregeln“ in Form von Repressalien gegen sie zu verletzen. Das britische Außenministerium gab eine ähnlich lautende Erklärung ab.
Das Kommando der Briten und der Amerikaner zögerte, dem Ansuchen Masaryks, die Slowaken militärisch zu unterstützen, nachzukommen. Britische und amerikanische Luftstreitkräfte hatten bereits bestimmte Ziele in der Slowakei bombardiert und hatten dem Warschauer Aufstand, der von ihrer in Italien gelegenen Basis weiter entfernt war als die Slowakei, Hilfsleistungen zur Verfügung gestellt. Sie landeten auch zweimal in Banská Bystrica, um alliierte Piloten zu evakuieren, die über dem Gebiet, das die Deutschen besetzt hielten, Unterschlupf gefunden hatten. Nichtsdestoweniger beschloss der amerikanische Generalstab am 22. September, von der Unterstützung der Slowaken abzusehen, mit der Begründung, dass „diese für die amerikanische und britische Luftwaffe keine vernünftigerweise durchführbare Operation darstellen würde“. Die Zurückhaltung der Amerikaner gegenüber dem slowakischen Aufstand war auf die oft geäußerte Angst des Vorsitzenden des amerikanischen Generalstabs zurückzuführen, wonach die Einmischung des Westens in Osteuropa die von den Sowjets versprochene Unterstützung im Pazifik gefährden könne.
Die sowjetische Regierung beantwortete niemals das Ansuchen Großbritanniens, obwohl sie den slowakischen Aufständischen in begrenztem Ausmaß Hilfe zuteilwerden ließ. Am 22. September fügte die sowjetische Regierung den Erklärungen der Vereinigten Staaten und Großbritanniens einigermaßen verspätet eine eigene Erklärung bei, die „den vereinten Widerstandskräften auf tschechoslowakischem Territorium das Recht eines kriegführenden Staates mit allen Konsequenzen, die sich daraus ergeben“, einräumte. Vorher erteilte das Sowjetkommando dem 1. Tschechoslowakischen Armeekorps, das gemeinsame Operationen mit der 4. Ukrainischen Front und den sowjetischen Streitkräften durchführte, den Auftrag, einen Durchbruch durch den Dukla-Pass in den Karpaten zu versuchen und Verbindungen zu den slowakischen Aufständischen herzustellen. Als die tschechoslowakische Armee den Pass jedoch am 14. September erreichte, war er nicht mehr von der slowakischen Armee, sondern von den Deutschen bewacht. Die tschechoslowakischen und die sowjetischen Streitkräfte konnten ihn erst am 6. Oktober nach großen Verlusten einnehmen.
Als direkte Unterstützung des slowakischen Aufstandes entsandte das Sowjetkommando die 1. Tschechoslowakische Luftstaffel mit 21 Kampfflugzeugen, die eine große Hilfe darstellte. Das Sowjetkommando entsandte auch die 2. Tschechoslowakische Fallschirmbrigade, die rund 2000 gutausgebildete und gutausgestattete Männer umfasste. Sie kamen aber erst im Laufe mehrerer Wochen nach und nach an. Infolgedessen konnten sie nicht als Einheit am Kampf teilnehmen. Die Sowjets übermittelten ferner mehrere kleinere Waffen und 150 Panzerabwehrgeschütze, die aber gegen die schweren und mittleren Panzer der Deutschen wirkungslos waren.

### Militärstrategische Bedeutung des Aufstands

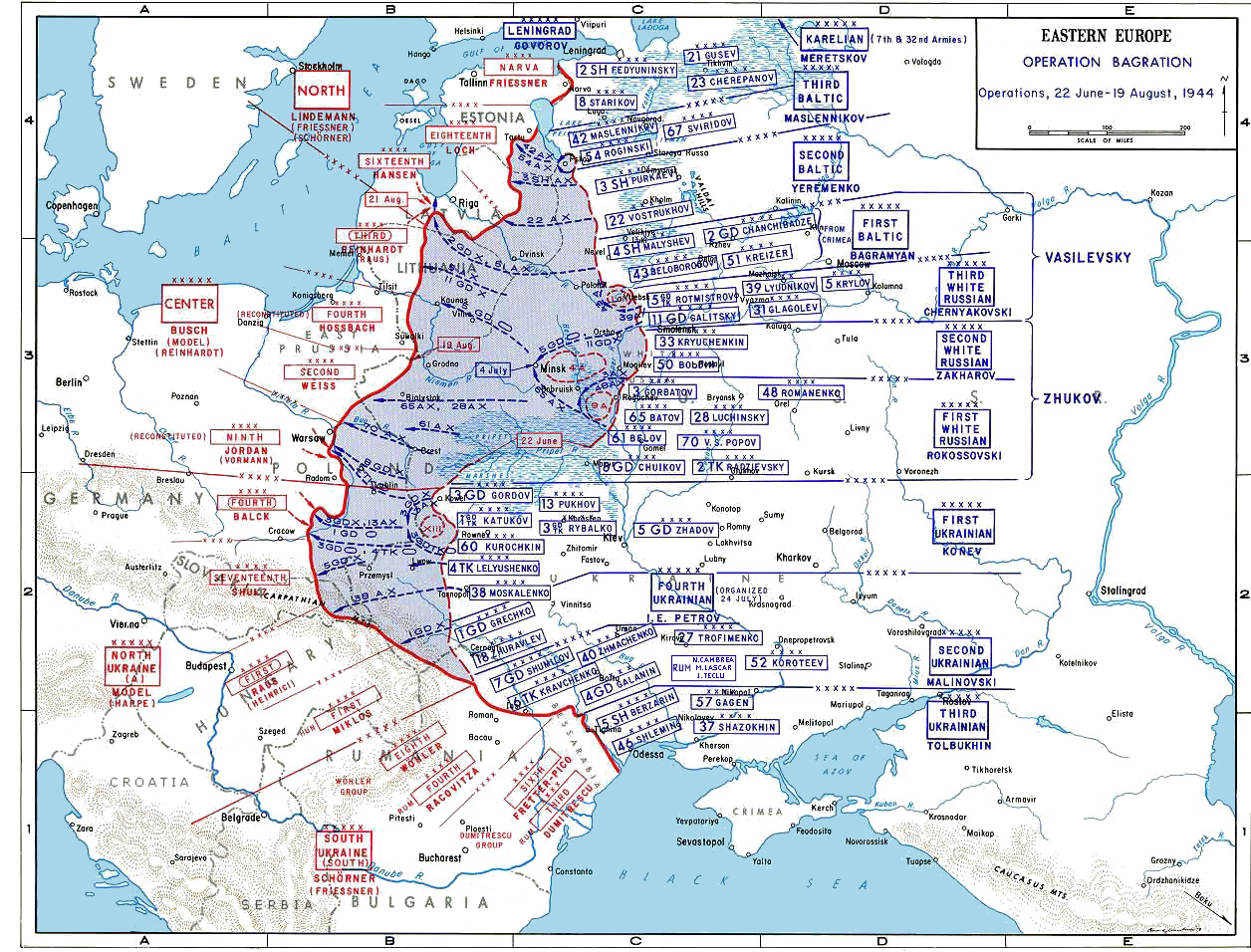
Gebietsgewinne der Sowjets bis 19. August 1944

Als am 29. August 1944 der Slowakische Nationalaufstand begann, bedrohte das Ereignis nicht nur das slowakische Kollaborationsregime unter Tiso, sondern auch die Hegemonie des nationalsozialistischen Deutschland in Ostmitteleuropa. Dabei konnte die Möglichkeit nicht ausgeschlossen werden, dass die Erhebung sich zu einer Gefahr für die deutsche Abwehrfront zwischen Weichsel und Südkarpaten ausweitete. Im Sommer 1944 hatten die Achsenmächte die militärische Initiative an der Ostfront vollständig verloren und waren von der Roten Armee in die Defensive gedrängt worden. Dabei hatte die Wehrmacht bis zum Sommer 1944 so viel Substanz eingebüßt, dass sie kaum noch in der Lage war, den Frontzusammenhang aufrechtzuerhalten. In diesem Kriegsstadium wirkten sich vor allem zwei Faktoren auf die operative Handlungsfähigkeit der Achsenmächte aus. Einerseits hatte die Invasion der anglo-amerikanischen Alliierten am 6. Juni in Nordfrankreich einen neuen Brennpunkt im Westen des deutschen Herrschaftsgebietes geschaffen und andererseits verschlechterte die sowjetische Sommeroffensive, die Mitte Juni im Frontabschnitt der Heeresgruppe Mitte eröffnet wurde, die militärische Situation des Dritten Reiches so gravierend, dass die Wehrmacht noch mehr als bisher den überlegenen Kräften der Anti-Hitler-Koalition ausgeliefert war.
Auf den ersten Blick erscheint der Slowakische Nationalaufstand als isoliertes Geschehen im Rücken der deutschen Front. Bei näherer Betrachtung schreibt ihm der deutsche Historiker Klaus Schönherr jedoch erheblichen Einfluss auf die militärische Lage und die operativen Abläufe am Südflügel der Ostfront zu, denn die politisch-militärischen Ereignisse in der Slowakei veranlassten die militärische Führung der UdSSR, ihre operativen Absichten erheblich zu verändern und den neuen Gegebenheiten anzupassen. Die Rote Armee wollte den nationalen militärischen Widerstand nutzen, um den Eckpfeiler der deutschen Front zum Einsturz zu bringen. Damit beabsichtigte Moskau, Ungarn zu besetzen sowie direkt in die südlichen Teile des „Großdeutschen Reiches“ vorzustoßen. Infolge der revidierten Operationsplanung der Roten Armee sah sich die Wehrmacht gezwungen, nicht nur die sowjetisch-rumänische Offensive in Siebenbürgen abzuwehren, sondern auch in den Beskiden nach einer kurzen Ruhephase die Verteidigung im vollen Umfang wieder aufzunehmen. Letztlich besaß die Wehrmacht sowie der ungarische Verbündete noch die Substanz sowohl den Aufstand in der Mittelslowakei niederzuwerfen, als auch das sowjetische Ziel abzuwehren, Teile der Heeresgruppe A und Süd einzukesseln und zu vernichten.
Aus militärischer Sicht bestand die Bedeutung des Aufstands vor allem darin, dass er die zusammenhängende, einheitliche deutsche Front störte. Seit dem Ausbruch des Aufstandes bis zum Kriegsende hörte die Slowakei auf, ein sicheres Hinterland für die deutsche Armee an der Ostfront zu sein. Hinter den Linien der Front war das Kommunikationssystem der Deutschen unterbrochen. Die Slowakei bildete keine bequeme Nachschubroute und auch kein Rückzugsgebiet für die deutschen Streitkräfte mehr. Die deutschen Truppen, die an anderen Stellen dringend benötigt wurden, um gegen die Alliierten zu kämpfen, wurden zur Bekämpfung der Aufständischen und der Partisanen in der Slowakei festgehalten. Die deutschen Pläne über die Einsetzung der slowakischen Armee im Krieg wurde vereitelt. Schließlich hatten die Deutschen schwere Verluste an Menschenleben und Material bei der Bekämpfung der Aufständischen und der Partisanen zu verzeichnen. Dennoch blieb die militärische Bedeutung des Aufstands im Endeffekt gering. Nur für die Entwaffnung der zwei slowakischen Divisionen in der Ostslowakei zog die Wehrmacht Verbände von anderen Fronten ab. Ansonsten wurden für die Aufstandsbekämpfung vor allem Reserve- und Ersatzeinheiten eingesetzt, die sich gerade in Aufstellung oder in Wiederaufstellung nach einem Fronteinsatz befanden.

### Deutsche Volksgruppe und Kriegsverbrechen der Aufständischen

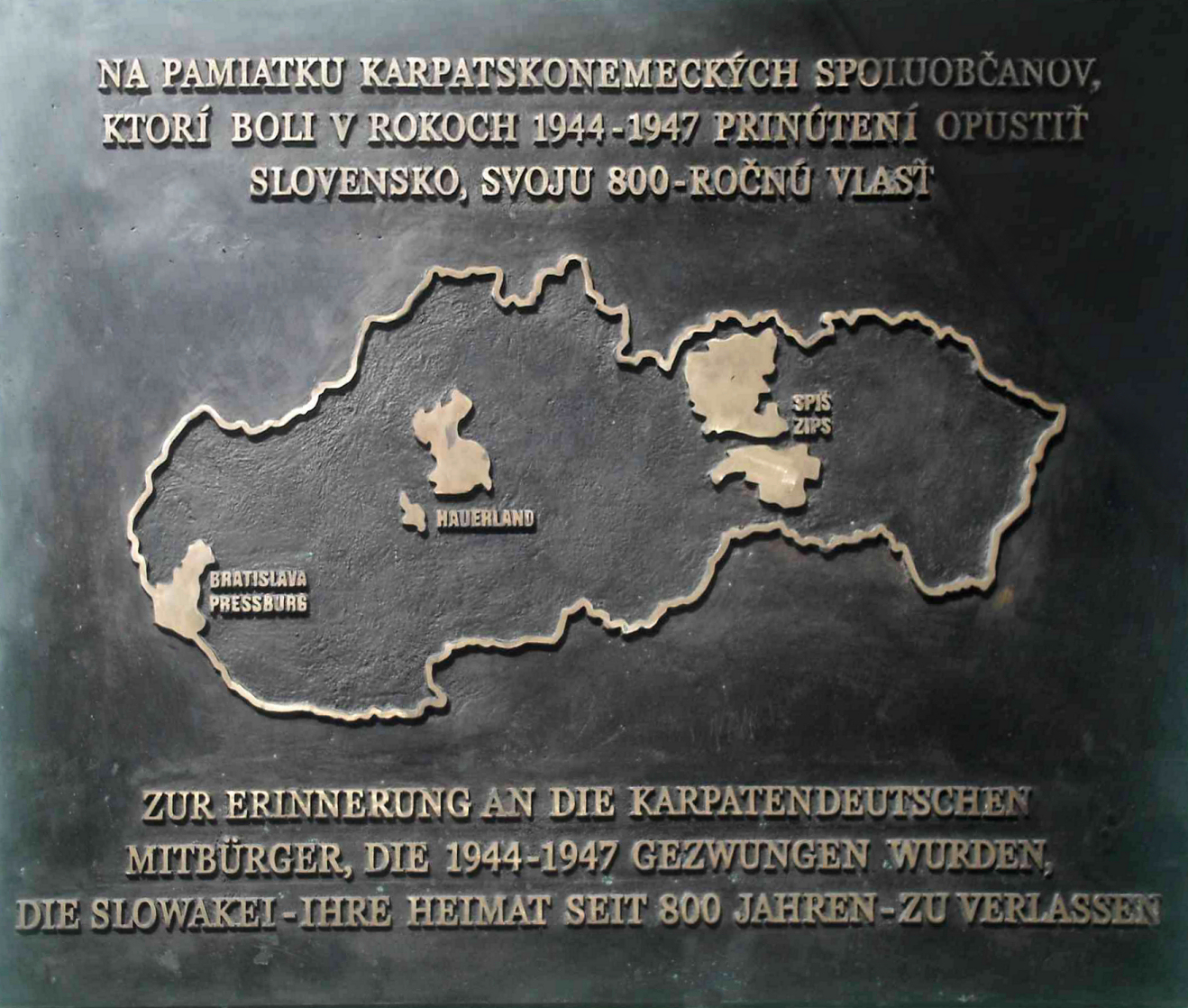
Darstellung deutscher Siedlungsgebiete in der Slowakei auf einer Gedenktafel für Vertriebene

Nach den Ergebnissen der im Dezember 1940 durchgeführten Volkszählung lebten in der Slowakei 130.192 slowakische Staatsbürger, die sich zur deutschen Nationalität bekannten. Ihre Vorfahren waren seit dem 12. Jahrhundert ins damalige Königreich Ungarn eingewandert und lebten seit dem 19. Jahrhundert zumeist in folgenden drei Siedlungsgebieten: in Bratislava (vor 1918 Preßburg) und Umgebung in der Westslowakei, im Hauerland in der Mittelslowakei und in der Zips in der Ostslowakei. Nach der Entstehung des Slowakischen Staates bekamen sie als nationale Minderheit laut der slowakischen Verfassung weitgehende Rechte zuerkannt.
Politisch aktiv wurden die Deutschen im Slowakischen Staat vor allem durch die 1938 gebildete Deutsche Partei (DP). An ihrer Spitze stand Franz Karmasin, der gleichzeitig zum Staatssekretär des neu errichteten Staatssekretariats für Belange der deutschen Volksgruppe ernannt wurde. Im Einzelnen hatte die DP die Aufgabe, die in der Partei erfassten Deutschen politisch und militärisch nach dem Vorbild der reichsdeutschen NSDAP zu erziehen, das wirtschaftliche und kulturelle Leben der in der Slowakei lebenden Deutschen zu fördern und darauf zu achten, dass sie als vollkommen gleichberechtigte Staatsbürger behandelt werden und dieselben Rechte wie die Slowaken genießen. Im Herbst 1941 hatte die DP 60 997 Mitglieder und erfasste damit beinahe die Hälfte der slowakischen Staatsbürger deutscher Nationalität.
Die militärische Organisation der Deutschen war die Freiwillige Schutzstaffel (FS), die Mitte 1944 insgesamt 7 818 Angehörige hatte und meistens mit Wachdiensten beauftragt wurde, sich aber häufig auch an verschiedenen „Sicherungsmaßnahmen“ beteiligte, z. B. den Festnahmen von Juden.
Am 2. September 1944 wurde durch den Befehl des Deutschen Befehlshabers in der Slowakei der Deutsche Heimatschutz aufgestellt. Alle wehrfähigen Angehörigen der deutschen Volksgruppe vom 16. bis zum 50. Lebensjahr waren durch das SS-Einsatzkommando Slowakei zu erfassen und zunächst in geschlossenen Siedlungsgebieten als Ortswehr einzusetzen. Laut einer Aufstellung vom Januar 1945 hatte der Deutsche Heimatschutz insgesamt 8 116 Angehörige.

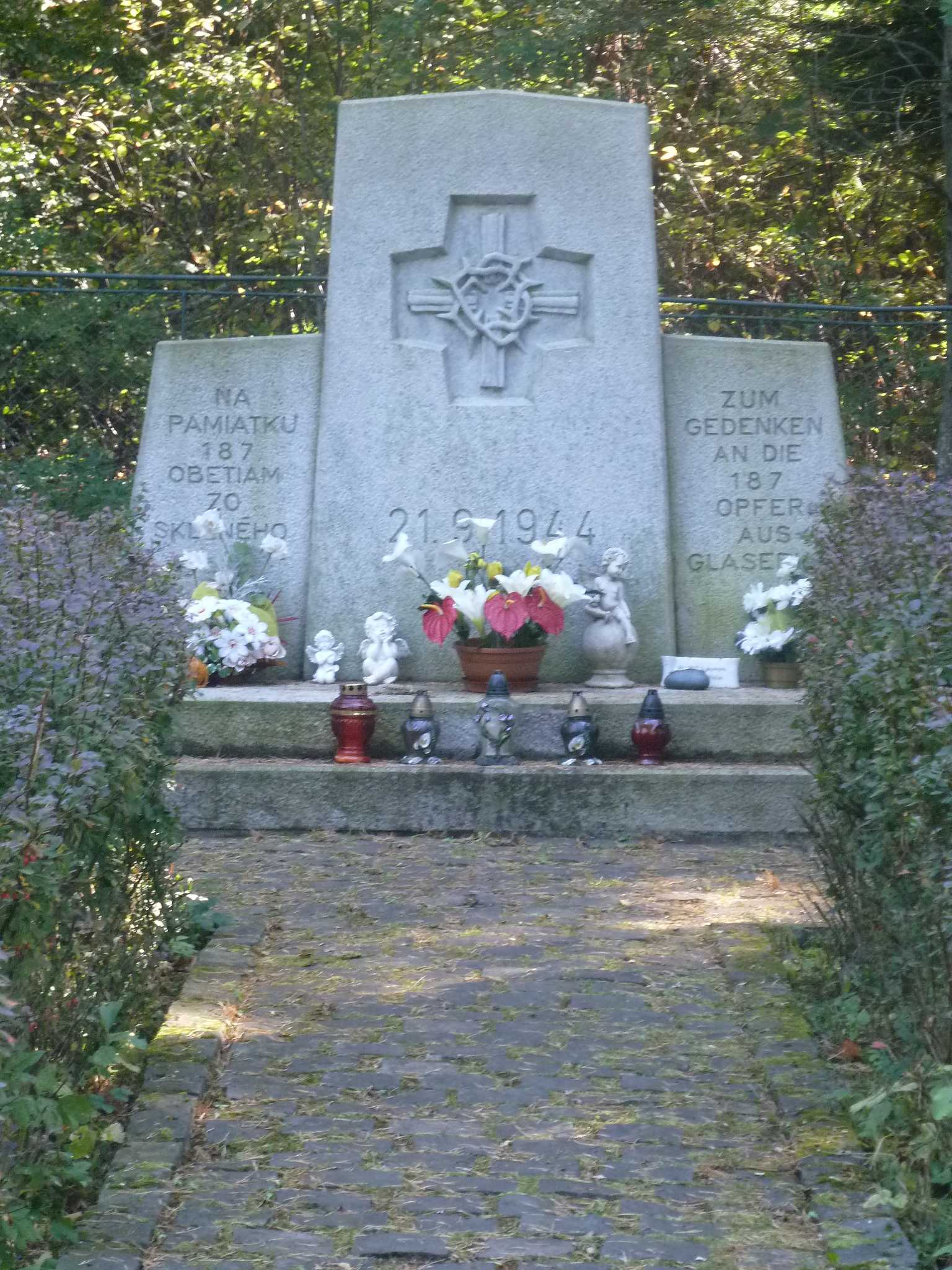
Massengrab und Mahnmal in Sklené (Glaserhau)

Auf dem von Aufständischen kontrollierten befreiten Gebiet kam es zu zahlreichen Verbrechen an der deutschen Minderheit.
Die Zahl der in der Slowakei umgebrachten Volksdeutschen lässt sich bis heute nicht genau ermitteln. Es wird angenommen, dass Partisanen und Aufständische bei ihren Aktionen gegen die Zivilbevölkerung zwischen 1000 und 1 500 Menschen ermordeten, von denen die überwiegende Mehrheit deutscher Nationalität war. Die meisten Verbrechen an den Volksdeutschen wurden kurz nach dem Ausbruch des Aufstands in der Mittelslowakei, in der Region Hauerland begangen. Auf diesem Gebiet übten Aufständische und Partisanen mehr als einen Monat lang die Kontrolle aus und gingen meist gezielt gegen die deutsche Zivilbevölkerung vor. In einem Befehl aus der illegalen Militärzentrale vom 28. August 1944 hieß es, dass nach der Ausrufung des Aufstands alle einheimischen Deutschen mitsamt ihren Familien sofort in Kasernen interniert bzw. bei Widerstand liquidiert werden sollten. An mehreren Orten der Mittelslowakei kam es im Spätsommer 1944 zur Ermordung von Volksdeutschen, teils weil sie sich für die Interessen des Reiches engagiert haben, teils aber auch nur auf Grund ihrer Zugehörigkeit zur deutschen Minderheit.
Die größte Massenerschießung fand am 21. September in der Nähe der Gemeinde Sklené (dt. Glaserhau) statt (siehe auch Massaker von Glaserhau). In der Nacht zum 17. September wurde das Dorf, in dem sich fast 90 Prozent der Bevölkerung zur deutschen Nationalität bekannten, von rund 250 Partisanen der Einheit „1. tschechoslowakische Partisanenbrigade Josef W. Stalins“ besetzt. In der Nacht zum 21. September führten diese Hausdurchsuchungen durch und ließen ungefähr 300 Männer im Alter zwischen 16 und 60 Jahren in der örtlichen Bürgerschule antreten. Von da aus wurden die meisten – unter dem Vorwand, Schanzarbeiten zu leisten – zum Bahnhof gebracht, wo sie in einen Zug einsteigen mussten. Nach einer Fahrt von etwa zwei Kilometern hielt der Zug an. Die Gefangenen mussten aussteigen und wurden von den Partisanen erschossen. Insgesamt wurden auf diese Weise 187 Männer ermordet, weitere 62 in das Internierungslager in Slovenská Ľupča gebracht.
Weitere Erschießungen von Volksdeutschen durch Partisanen und Aufständische fanden in Handlová (dt. Kickerhau, ca. 80 Ermordete) und anderen Orten im Hauerland statt.
Im Herbst 1944 begann die deutsche Führung im Hinblick auf den Vormarsch der Roten Armee mit der Vorbereitung einer totalen Evakuierung der Deutschen aus der Slowakei. Eine genaue Zahl der evakuierten Volksdeutschen konnte bislang nicht ermittelt werden, die Angaben variieren zwischen 70.000 und 120.000 Evakuierten. Insgesamt dürften zwei Drittel der in der Slowakei lebenden Volksdeutschen durch die Evakuierung erfasst worden sein. Nach dem Krieg kehrte ein Teil von ihnen in die Slowakei zurück, wurde dann aber 1946 im Rahmen der Aussiedlungsaktionen zusammen mit den Verbliebenen wieder aus der Tschechoslowakei ausgewiesen. Bei der 1950 durchgeführten Volkszählung bekannten sich lediglich 5 179 Einwohner in der Slowakei zur deutschen Nationalität. In dieser Hinsicht bedeutete das Dritte Reich und der sechs Jahre lang existierende Slowakische Staat faktisch das Ende des seit dem Mittelalter währenden Zusammenlebens von Deutschen und Slowaken in diesem Raum.

### Teilnahme von Juden am Aufstand
Beim Ausbruch des Aufstands im August 1944 lebten Schätzungen zufolge noch bis zu 25.000 Juden auf slowakischem Gebiet. Der Großteil besaß als unverzichtbare Arbeitskraft eine Arbeitsbewilligung von einem der slowakischen Ministerien, die vor dem 14. März 1939 getauften Juden (ca. 3.200) und die in Mischehen lebenden (ungefähr 1.000) wiederum zumeist eine Ausnahmebewilligung des Staatspräsidenten. Ein Teil lebte aber auch unangemeldet in der Slowakei.
Juden kämpften als Soldaten und Offiziere der aufständischen Armee und als Angehörige der Partisaneneinheiten an allen Fronten des Aufstands. An den Kämpfen nahm u. a. eine ausschließlich aus Juden zusammengesetzte Einheit teil, die sich aus 250 kampffähigen ehemaligen Internierten des Konzentrationslagers Nováky rekrutierte. Ihre Partisaneneinheit („Nováky-Gruppe“) wurde Bestandteil der 4. taktischen Gruppe der Aufstandsarmee. Eine Sonderstellung unter den jüdischen Kämpfern, die sich am slowakischen Volksaufstand beteiligten, nahm die vierköpfige Gruppe der mit Fallschirm auf dem Aufstandsgebiet gelandeten britischen Militärmission in Banská Bystrica ein. Alle hatten zuvor im damaligen Palästina gelebt und Fallschirmkurse absolviert. Unmittelbar nach Ausbruch des Aufstands meldeten sich alle vier freiwillig zu der Militärkommission, die das britische Oberkommando in die Slowakei zu entsenden gedachte. Die Aufgabe der Mission war, den Kontakt des britischen Heereskommandos mit dem Oberkommando der aufständischen Slowakei zu vermitteln. Nachdem die deutschen Truppen das Aufstandszentrum besetzt hatten, zogen sich die palästinensisch-jüdischen Fallschirmsoldaten in die Berge zurück. Drei der vier kamen infolge des Aufstands um.
Der überwiegende Teil der jüdischen Partisanen kämpfte in verschiedenen Partisaneneinheiten – in 32 der 46 größeren Partisaneneinheiten wurden jüdische Namen festgestellt. Ihre bisher eruierte Gesamtzahl beträgt 1.566 jüdische Teilnehmer, davon 1.397 Männer und 169 Frauen. Damit waren von den insgesamt rund 16.000 Partisanen etwa 10 % Juden, und bis zu 6,4 % der in der Slowakei verbliebenen – wegen der vorausgegangenen Deportationen mehrheitlich älteren – jüdischen Bevölkerung nahmen am Aufstand teil. Damit lag der Prozentsatz der Juden, die sich für den Aufstand entschieden, größer als der Anteil slowakischer Kämpfer an der Gesamtbevölkerung. 269 jüdische Partisanen fielen im Kampf oder starben in der Folge der Kampfhandlungen, was 17 % aller kämpfenden Juden entspricht. 166 jüdische Teilnehmer am Aufstand erhielten die Auszeichnung des Ordens des SNP I. und II. Klasse. Damit steht die Teilnahme der Juden am antifaschistischen Kampf in der Slowakei nicht nur zahlenmäßig, sondern auch in Bezug auf die Intensität ihrer Teilnahme an vorderster Stelle der jüdischen Beteiligung an der europäischen Widerstandsbewegung.

## Folgen

### Deutsches Besatzungsregime und Kriegsverbrechen

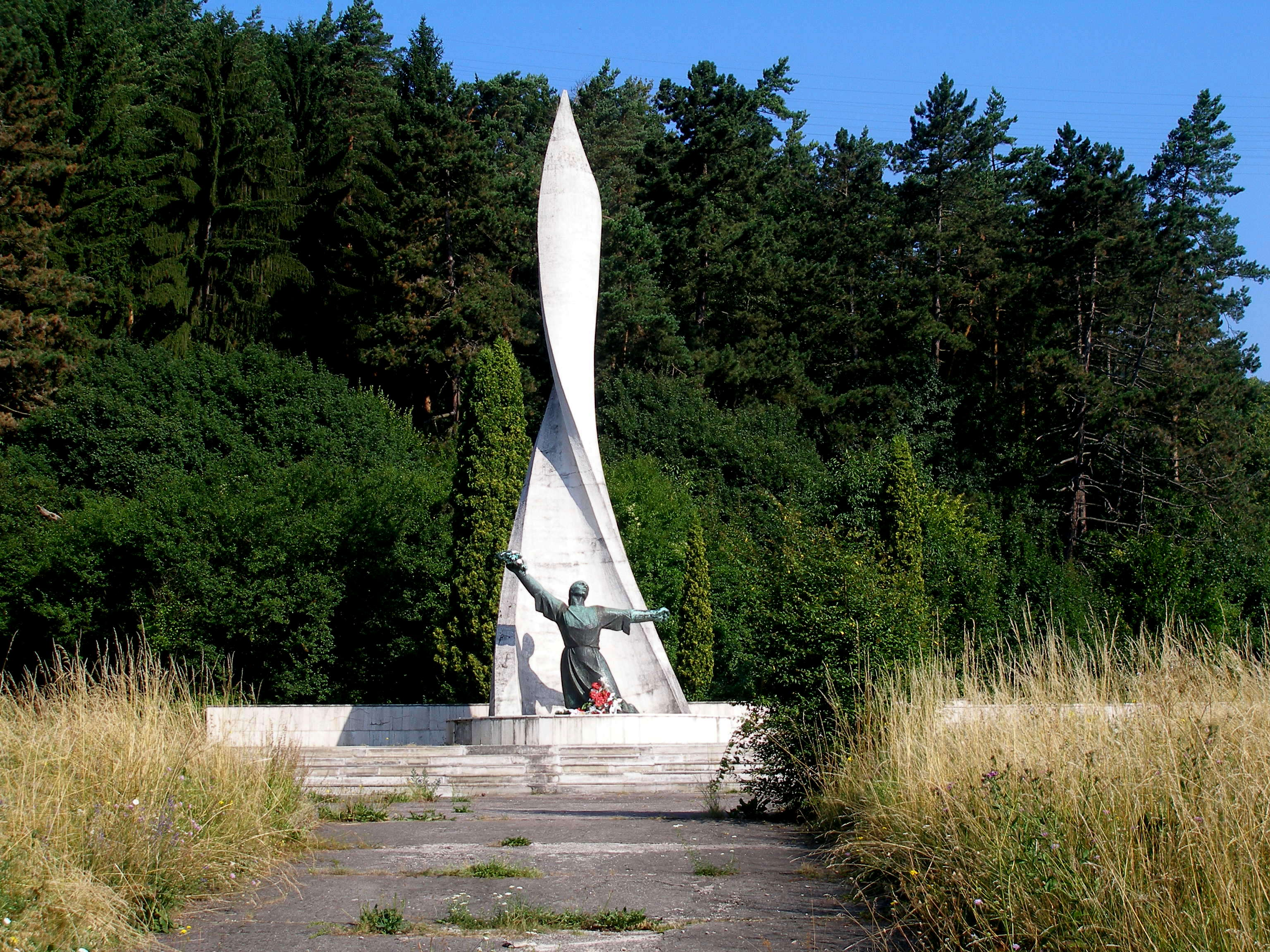
Denkmal für jene mindestens 400 Menschen, die von der deutschen Einsatzgruppe H unter Mithilfe der Bereitschaftseinheiten der Hlinka-Garde in Nemecká ermordet wurden.

Spätestens mit dem Beginn des Aufstands hatte das Tiso-Regime den Rückhalt im eigenen Land endgültig verloren und war in völlige Abhängigkeit zum Deutschen Reich geraten. SS-Truppen gingen in der Folgezeit zusammen mit slowakischen Verbänden sowie dem aus der deutschen Bevölkerungsgruppe in der Slowakei rekrutierten „Heimatschutz“ brutal gegen Partisanen, aber auch gegen Zivilisten vor. Durch die Vergeltungsmaßnahmen an den gefangenen Aufständischen und „Strafmaßnahmen“ an der Zivilbevölkerung in den ehemaligen Aufstandsgebieten stieg die Zahl der Opfer nach dem Ende des Aufstands. Öffentliche Hinrichtungen, Massenerschießungen, Deportationen in die Vernichtungs- und Konzentrationslager, das Niederbrennen von Gemeinden und Dörfern gehörten nun zum slowakischen Alltag. Die meisten Aktionen wurden von der bereits kurz nach Ausbruch des Aufstands in die Slowakei entsandten Einsatzgruppe H organisiert und häufig unter der Mitarbeit von Einheimischen durchgeführt. Zu den Opfern gehörten vor allem Juden, aber auch zahlreiche Roma sowie festgenommene Partisanen und Aufständische oder ihre Unterstützer. Insgesamt wurden rund 30.000 Staatsbürger der Slowakei in deutsche Gefangenen-, Arbeits-, Internierungs- und Konzentrationslager deportiert (etwa zwei Drittel in Gefangenen- und Arbeitslager).
Die Orte mit den meisten Massenerschießungen waren Kremnička (743 Opfer, davon 280 Frauen und 99 Kinder) und Nemecká (mindestens 400 Opfer), wobei die Erschießungen durch das Einsatzkommando 14 der Einsatzgruppe H unter Obersturmführer Herbert Deffner organisiert und unter Mitarbeit einer Truppe der Bereitschaftseinheiten der Hlinka-Garde durchgeführt wurden. Eine wichtige Aufgabe der Einsatzgruppe H bestand in der Festnahme der militärischen Führer des Aufstands, den Generälen Viest und Golian. Nach der Besetzung von Banská Bystrica am 27. Oktober hatten sie sich auf den Gebirgspass Donovaly zurückgezogen und waren in die Ortschaft Pohronský Bukovec gelangt, wo sie am 3. November von Angehörigen des Einsatzkommandos 14 verhaftet wurden. Beide Generäle wurden in Bratislava verhört und anschließend am 9. November nach Berlin gebracht. Eindeutige Beweise für das weitere Schicksal der Generäle fehlen bis heute, jedoch deute laut der Historikerin Šindelářová alles darauf hin, dass sie im Februar 1945 im Konzentrationslager Flossenbürg erschossen wurden.
Im Zuge der Aufstandsbekämpfung leiteten Wehrmachtseinheiten und Einsatzgruppen außerdem umfangreiche Plünderungsaktionen ein, ohne auf die künstlich aufrechterhaltene Scheinsouverenität des Slowakischen Staates Rücksicht zu nehmen. Diese wurden – trotz der Proteste slowakischer Stellen – auch auf nichtaufständische Gebiete in der Slowakei ausgedehnt. Ende Dezember 1944 erfolgte die Berufung eines deutschen „Wirtschaftsbeauftragten“, wonach alle Rohstoff- und Nahrungsmittelreserven beschlagnahmt und nach den Arbeitskräften auch die Industrieanlagen der vollen Verfügungsgewalt der Reichsorgane unterworfen wurden. Dazu urteilt Hoensch (1994): „Die Slowakei behielt nach dem Nationalaufstand ihre ‚souveräne‘ Fassade lediglich noch aus Tarnungsgründen und wurde intern bereits als ‚innerreichliches Problem‘ betrachtet und behandelt.“

### Judenverfolgung und Holocaust
Der Ende August 1944 ausgebrochene Aufstand wurde von der deutschen Führung zum Anlass genommen, die Vernichtung der jüdischen Bevölkerung in der Slowakei zu vollenden. Im Unterschied zu den Deportationen von 1942 wurde dieses Mal die Aktion von Anfang an fast ausschließlich von deutschen Stellen organisiert und durchgeführt. Kein Schutzbrief wurde mehr anerkannt. Eine Tatsache bleibt, dass die höchsten slowakischen Organe nicht die Absicht hatten, die Judendeportationen fortzusetzen, sie versuchten sogar sie zu verhindern. Trotzdem verhielten sie sich zu diesem Zeitpunkt noch judenfeindlich, denn sie wollten die wahre Ursache des Aufstands als allgemeine und offene Äußerung der Ablehnung des Regimes nicht zur Kenntnis nehmen. In der Frage der Ursache des Aufstands und des entscheidenden Anteils der Juden an seiner Vorbereitung, seinem Ausbruch und Verlauf waren die slowakischen und deutschen Regierungskreise einer Meinung.

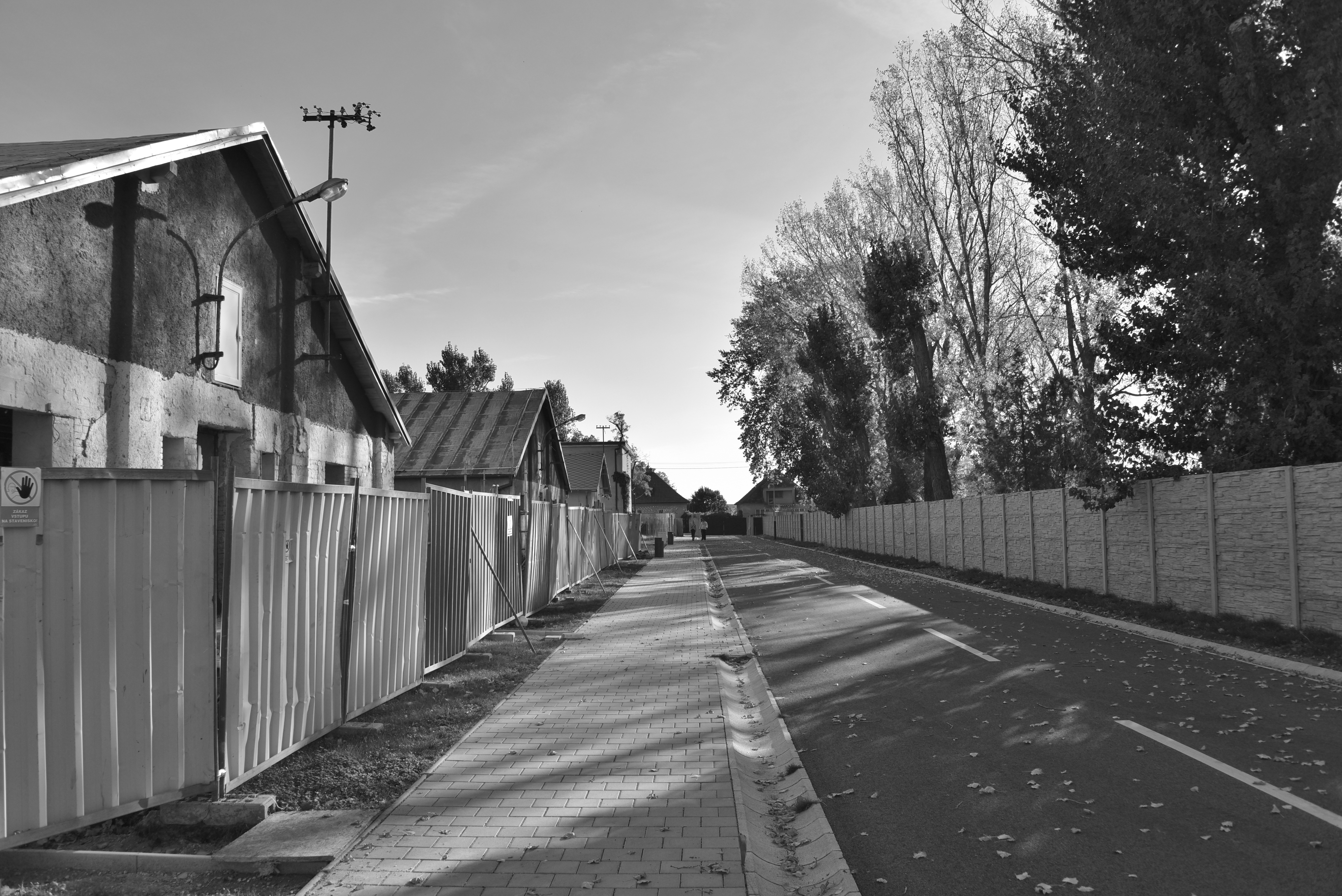
Gelände des früheren KZ Sereď, von dem aus slowakische Juden während und nach dem SNP weiter in deutsche Konzentrations- und Vernichtungslager deportiert wurden.

Die Hauptrolle bei der nun proklamierten radikalen Lösung der „Judenfrage“ spielte zweifellos die Einsatzgruppe H unter dem Kommando Josef Witiskas. Ihre Tätigkeit bedeutete in der Praxis die Verhaftung der Juden und ihre anschließende Deportation aus der Slowakei oder ihre Ermordung auf slowakischem Boden. Die Aktionen begannen unmittelbar nach dem Eintreffen der Einsatzgruppe H bzw. ihrer ersten beiden Einsatzkommandos 13 und 14. Größere Razzien mit zahlreichen verhafteten Juden gab es in den ersten Septembertagen insbesondere in Topoľčany und Trenčín, die größte Razzia gegen Juden wurde Ende September 1944 in der slowakischen Hauptstadt durchgeführt, bei der 1 600 Juden festgesetzt wurden. Die Verhaftung wurde in der Regel von den Angehörigen der Einsatzgruppe H vollzogen, häufig mit Unterstützung von Slowaken oder Volksdeutschen. Hierauf folgte zunächst die Verbringung der Festgenommenen in das nächste Gefängnis, wo sie registriert und in manchen Fällen (unter Folter) vernommen wurden, um von ihnen den Aufenthaltsort weiterer versteckter Juden zu erfahren.
Der Großteil der festgenommenen Juden wurde anschließend in das Konzentrationslager Sereď überführt. Der Ort nahe Trnava diente bereits bei den Deportationen 1942 als Konzentrationslager bzw. nach deren Abschluss im September 1942 bis zum Ende August 1944 als Arbeitslager für bis zu 1 200 Juden und wurde in den ersten Septembertagen von deutschen Stellen übernommen (unmittelbar nach dem deutschen Einmarsch waren bis auf 15 verbliebene Juden alle aus dem Lager geflohen). Für die Organisation des anschließenden Abtransports der Juden aus Sereď in die Vernichtungslager wurde Hauptsturmführer Alois Brunner in die Slowakei beordert, einer der wichtigsten Mitarbeiter Adolf Eichmanns bei der Realisierung des Genozids an den slowakischen Juden. Nach seiner Ankunft in Sereď wurden die Deportationen aus der Slowakei sofort wieder aufgenommen und sollten die nächsten sechs Monate bis Ende März 1945 andauern. Bis Kriegsende wurden (zusätzlich zu den etwa 58.000 Deportierten von 1942) mehr als 14.000 Juden deportiert oder auf slowakischem Gebiet ermordet.
Dank der Hilfe slowakischer Mitbürger konnten aber auch in dieser zweiten Phase noch an die 10.000 Juden, von denen ein Teil im bewaffneten Aufstand mitkämpfte, gerettet werden. Die Slowaken gehören im Hinblick auf ihre Anzahl zu den häufigsten Trägern der israelischen Auszeichnung Gerechte unter den Völkern, die der Staat Israel für die Rettung von Juden verleiht. Dennoch leitete die in dem Genozid mündende „Lösung der Judenfrage“ im Zweiten Weltkrieg faktisch den Zerfall der geschlossenen jüdischen Gemeinschaft in der Slowakei ein. Die Emigrationswellen der Jahre 1945, 1948 und 1968 brachten dann ihr definitives Ende.

### Opferzahlen und Kriegsschäden
Schätzungen über die insgesamt von Anfang des Aufstands an bis zur Befreiung getöteten Soldaten und Partisanen der Aufständischen sowie die gefallenen deutschen Soldaten gehen heute von etwa 7500 Soldaten und 2500 Partisanen aus, wobei die slowakischen Aufständischen während des Nationalaufstands etwa 3000 Mann verloren (mehrheitlich Soldaten, aber auch Partisanen) und ungefähr 1000 weitere in Gefangenschaft starben. Durch die Forschungsarbeit slowakischer Historiker konnten bisher ungefähr 1500 Opfer nachgewiesen werden. Die Anzahl der bei den Aufstandskämpfen umgekommenen deutschen Soldaten konnte laut dem Historiker Martin Lacko (2008) bis heute nicht objektiv beziffert werden. In einem 1985 noch in der sozialistischen Tschechoslowakei veröffentlichten Sammelband zur Geschichte des Slowakischen Nationalaufstands geben die Autoren folgende deutsche Verluste an: 4200 gefallene Soldaten, 5000 Verletzte und 300 Gefangene.
Angaben über Opferzahlen infolge der nationalsozialistischen Besatzungspolitik in der Slowakei von September 1944 bis März 1945 schwanken meist zwischen 4000 und 5000 Menschen, wobei etwa 2000 von ihnen Juden waren. Das Museum des Slowakischen Nationalaufstands (Múzeum SNP) geht in seiner 2009 veröffentlichten Publikation davon aus, dass von September 1944 bis Ende April 1945 insgesamt 5305 Menschen ermordet und in 211 Massengräbern verscharrt wurden. 102 Dörfer und Gemeinden wurden völlig oder teilweise niedergebrannt.
Darüber hinaus zerstörten oder beschlagnahmten die deutschen Besatzungstruppen 800 motorisierte Fahrzeuge und 267 Flugzeuge. Der Gesamtschaden, der in der Slowakei während des Aufstands und dem Frontdurchlauf entstanden ist, wurde nach dem Krieg auf etwa 114 Milliarden Kronen geschätzt. Dabei wurden Straßen, Brücken und Schienen zerstört. Von ursprünglich knapp 700 Lokomotiven blieben nur 22 übrig. Die Mehrheit der Tunnel und Eisenbahnbrücken waren verschüttet oder zerstört, ähnlich erging es auch der Straßenkommunikation: Etwa 1 500 Brücken wurden zerstört und 500 weitere beschädigt.

### Bedeutung für die politische Stellung der Slowakei nach 1945
Die Bedeutung des Slowakischen Nationalaufstands lag weniger auf der militärischen als auf einer politischen und moralischen Ebene. Aufgrund der Niederlage des Aufstands erfüllten sich die politischen Erwartungen der Aufstandspolitiker nur teilweise. Mit der Realisierung des Aufstands konnten sie zwar die Slowakei von der Last der vorhergehenden Kollaboration mit dem Dritten Reich befreien, erlangten deutlichen Einfluss und ihre politischen Ansichten mussten in London wie auch in Moskau zur Kenntnis genommen werden. Dennoch waren sie bei der Befreiung vollends auf äußere Kräfte angewiesen, womit sich ihre Position für die Nachkriegsära deutlich verschlechterte. Auf dem befreiten slowakischen Gebiet, welches von der Roten Armee schrittweise an die Zivilverwaltung übergeben wurde, konnte sich der Slowakische Nationalrat faktisch noch das Machtmonopol erhalten. Erst nach der vollen Etablierung der neuen tschechoslowakischen Regierung in Prag kam es 1945 bis 1948 bzw. 1960 zum etappenweisen Abbau aller Elemente national-politischer Selbstverwaltung, welche sich die Slowaken gegenüber der tschechischen Politik durch den Aufstand errungen hatten. Die politischen Ziele der am Aufstand beteiligten bürgerlichen Demokraten und Kommunisten fanden in der Nachkriegszeit keine Berücksichtigung. Den Demokraten gelang es die Slowakei vor einem kommunistischen Regime nur bis Februar 1948 zu schützen. Nicht viel besser erging es den slowakischen Kommunisten, von denen die Mehrheit im Rahmen der innerparteilichen Säuberungen der 1950er Jahre in kommunistische Gefängnisse kam. Dennoch gab der Aufstand mit seinem Kampf für politische Freiheit und nationale Selbstverwaltung der Slowakei Ideale, zu denen sie sich nach 1989 stolz bekannte und immer noch bekennt.

### Juristische Aufarbeitung

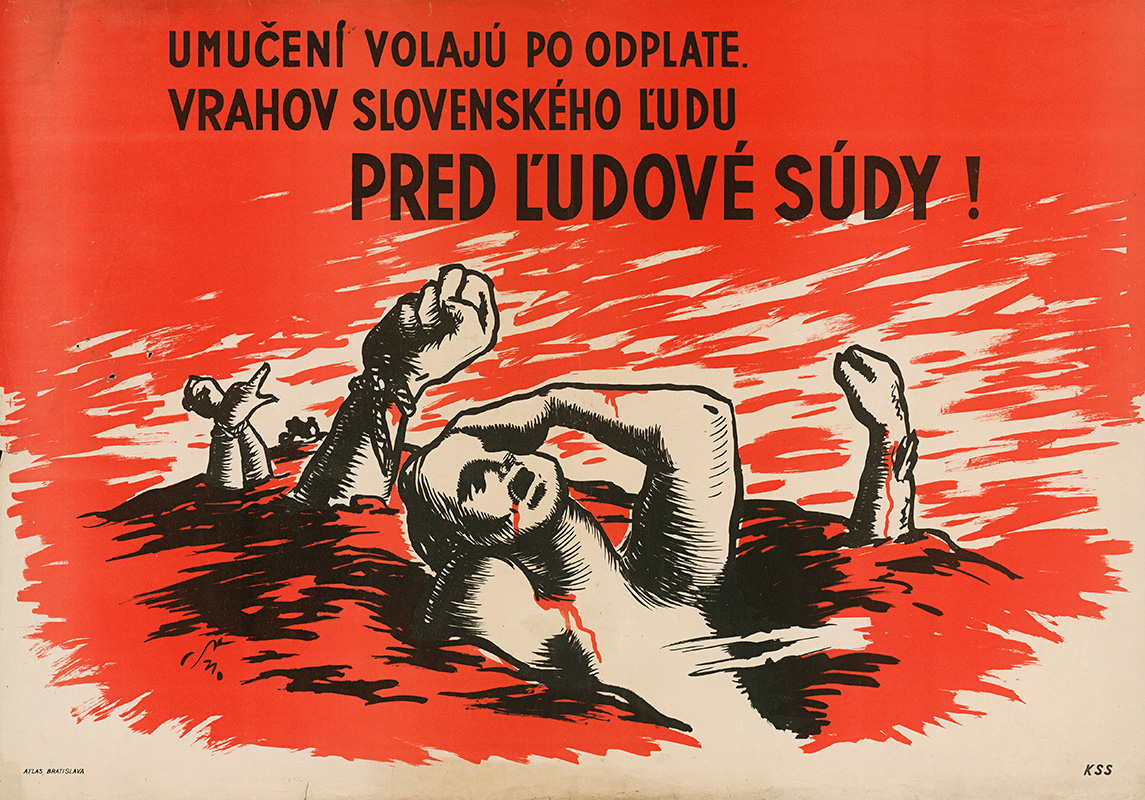
Propagandaplakat des Slowakischen Nationalrates 1946: „Die Gemarterten rufen nach Vergeltung. Mörder des slowakischen Volkes vor die Volksgerichte!“

Der Slowakische Staat hörte nach sechs Jahren auf zu existieren, dennoch gab es in den ersten Jahren der wiedererrichteten Republik Bereiche, die ausschließlich in die Kompetenz des Slowakischen Nationalrats, des gesetzgebenden Organs der autonomen Verwaltung in der Slowakei, gehörten und somit der Entscheidungsgewalt der Prager Zentralregierung entzogen waren. Einer dieser Bereiche war die strafrechtliche Verfolgung der seit 1938 begangenen Verbrechen. Diese orientierte sich an den einschlägigen Abkommen der Alliierten, die noch während des Krieges oder kurz danach abgeschlossen worden waren. Das durch die tschechoslowakische Exilregierung in London ausgearbeitete Dekret mit den Bestimmungen für die Strafverfolgung von NS- und Kriegsverbrechern wurde durch den Slowakischen Nationalrat abgelehnt, was dazu führte, dass in der Tschechoslowakei letztendlich in dieser Sphäre nach zweierlei unterschiedliche Normen verfahren wurde. Im westlichen Teil der Republik bildete die Grundnorm das sogenannte große Retributionsdekret vom 19. Juni 1945, in der Slowakei die bereits einen Monat früher in Kraft getretene Verordnung des Slowakischen Nationalrats Nr. 33/1945.
Zu den 100 SS-Führern der Einsatzgruppe H, die in der Studie der tschechischen Historikerin Lenka Šindelářová untersucht wurden, ergibt sich folgendes Bild:
Von den tschechischen Volksgerichten wurden insgesamt fünf SS-Führer rechtskräftig verurteilt. Keiner von diesen wurde jedoch wegen der in der Slowakei begangenen Verbrechen zur Rechenschaft gezogen – alle mussten sich wegen ihrer früheren Tätigkeiten im Protektorat Böhmen und Mähren verantworten. Es wurden drei Todesurteile und zwei Freiheitsstrafen von fünf und zwölf Jahren ausgesprochen.
Nur ein einziger der 100 SS-Führer musste sich in der Slowakei vor Gericht verantworten. Gegen weitere wurde zwar ermittelt, doch die Ergebnisse reichten nicht aus, um den Beschuldigten einen Prozess zu machen.
In der Bundesrepublik wurde kein einziger SS-Führer der Einsatzgruppe H wegen seiner Tätigkeit in der Slowakei verurteilt. Dennoch mussten sich einige von ihnen vor einem bundesdeutschen Gericht für ihr Handeln während des Krieges verantworten und in manchen Fällen sogar eine Haftstrafe verbüßen. Insgesamt zehn SS-Führer der Einsatzgruppe H wurden in der Bundesrepublik wegen Tötungsverbrechen, die sie außerhalb der Slowakei begangen hatten, rechtskräftig verurteilt.
Außer in der Tschechoslowakei und der Bundesrepublik wurden Angehörige der Einsatzgruppe H auch in anderen Ländern zur Rechenschaft gezogen und in einigen Fällen rechtskräftig verurteilt. Über vier Kommandoführer wurde die Todesstrafe verhängt und anschließend vollstreckt.

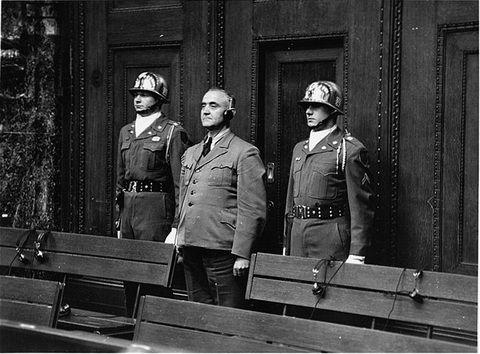
Gottlob Berger bei den Nürnberger Prozessen (1949)

Durch slowakische Volksgerichte wurden aber noch weitere Personen rechtskräftig verurteilt, die in einem gewissen Zusammenhang mit der Tätigkeit der Einsatzgruppe H zu sehen sind.
So wurde am 3. Dezember 1947 durch das Nationalgericht Bratislava der ehemalige Deutsche Gesandte in Bratislava, Hanns Elard Ludin, und der deutsche Befehlshaber in der Slowakei, Hermann Höfle, zum Tode durch Erhängen verurteilt. Beide wurden in insgesamt 27 Punkten für schuldig befunden, wobei ihre Verbrechen hauptsächlich darin bestanden, dass sie sich an der „politischen, wirtschaftlichen und sonstigen Unterdrückung des slowakischen Volkes beteiligt haben. Höfle kämpfte mit der deutschen Armee auf dem Gebiet der Tschechoslowakischen Republik gegen die Rote Armee, gegen andere Armeen der Alliierten, den Slowakischen Nationalaufstand und die Partisanen in der Slowakei; beide standen im Dienst des nationalsozialistischen Deutschlands, gaben Befehle und beteiligten sich an der Verschleppung von slowakischen Staatsbürgern in Ausland“. Die Todesstrafen wurden am 9. Dezember 1947 vollstreckt. Am 27. Februar 1948 wurde auch der „Beauftragte für jüdische Angelegenheiten“ für die Slowakei, Dieter Wisliceny, in Bratislava hingerichtet. Der erste deutsche Befehlshaber Gottlob Berger konnte dagegen von den tschechoslowakischen Organen nicht ergriffen werden.
Ungleich größeres Aufsehen erregte ein anderer Prozess vor dem Nationalgericht Bratislava, nämlich der gegen den ehemaligen Präsidenten des Slowakischen Staates, Jozef Tiso. Angeklagt wurden neben ihm der ehemalige slowakische Innenminister Alexander Mach und der ehemalige Innen- und Außenminister Ferdinand Ďurčanský. Das umstrittene Urteil wurde am 15. April 1947 gefällt. Tiso wurde zum Tod durch Erhängen verurteilt und die Todesstrafe drei Tage später vollstreckt. Auch über den abwesenden Ďurčanský verhängte das Gericht ein Todesurteil. Mach wurde demgegenüber zu 30 Jahren Haft verurteilt, wobei die Strafe später auf 25 Jahre herabgesetzt wurde und Mach letztendlich 1968 dank einer Amnestie vorzeitig entlassen wurde. In einem weiteren Prozess vor den Nationalgericht wurden am 11. November 1947 auch die übrigen Minister, die ihren Posten am 5. September 1944 angetreten hatten, verurteilt: der ehemalige Ministerpräsident und Außenminister Štefan Tiso zu 30 Jahren, der Verteidigungsminister Štefan Haššík in Abwesenheit zum Tode durch Erschießen, der Finanzminister Mikuláš Pružinský zu sechs Jahren, der Wirtschaftsminister Gejza Medrický zu sieben Jahren, der Minister für Schulwesen und Volksaufklärung Aladár Kočíš zu sechs Jahren und der Minister für Verkehr und öffentliche Arbeiten Ľudovít Lednár zu vier Jahren Haft.
Des Weiteren wurde durch das Nationalgericht im August 1946 der Stabschef der Hlinka-Garde und Staatssekretär für das Sicherheitswesen, Otomar Kubala, zum Tode verurteilt und anschließend erschossen.

## Rezeption

### Zeitgenössische Deutungen (1944–1945)

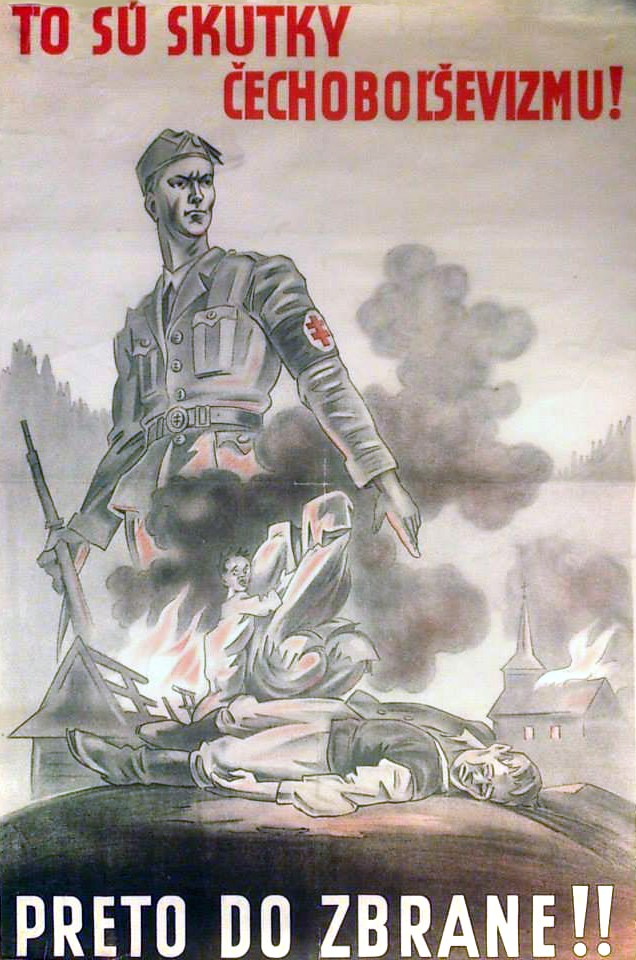
Propagandaplakat der Ludaken gegen den Aufstand: „Dies sind die Taten des Tschechobolschewismus – Daher an die Waffen!“

Die Vertreter des slowakischen Kollaborationsregimes bezeichneten im September und Oktober 1944 den Aufstand als klein, unvorbereitet, bedeutungslos und fremd – als Werk „nichtslowakischer Elemente“: der sogenannten Tschechoslowaken, Tschechen, Juden, russischen Fallschirmjäger und heimischen Verräter. Für Präsident Tiso und die Führung der Hlinka-Partei war der Slowakische Nationalaufstand eine rein kommunistisch inspirierte Verschwörung, zu der sich ein kleiner Teil der Slowaken durch die Vorspielung falscher Tatsachen hatte missbrauchen lassen. Sie konnten die Auflehnung gegen ihr autoritäres, von der katholischen Kirche aktiv unterstütztes Regime, das dem Land trotz des Krieges eine relative Wohlhabenheit eingetragen und bisher nur geringe materielle Opfer abverlangt hatte, nicht begreifen. Das Zerbrechen ihres Staates empfanden sie als ein historisches Missverständnis, das sie dem Eingreifen einer fremden Macht und eines fremden Willens, aus Moskau und London importiert, zuschreiben zu müssen glaubten. Sympathisanten der regierenden Hlinka-Partei sowie ihre ideologischen Nachfolger nahmen und verstehen ihn bis heute als verbrecherische, antinationale, protschechische, probolschewistische und antichristliche bzw. lutheranische Verschwörung, als Terrorismus gegen die staatliche Souveränität und brudermörderischen Bürgerkrieg. Nach der Unterdrückung des Aufstands überwog das Bedürfnis des deutschen Schutzherren, einen großen Sieg zu verkünden – folglich qualifizierte auch die offizielle slowakische Presse den „Putsch“ zu einem „Aufstand“ um.
Exilpräsident Beneš wollte im Slowakischen Nationalaufstand wiederum die Bestätigung der Loyalität zur Tschechoslowakei der Vorkriegszeit sehen. Doch auch seine Londoner Exilregierung musste das selbstbewusste Auftreten der slowakischen Nationalorgane akzeptieren und nach 1945 erwies es sich als schwierig, zum Vorkriegszentralismus zurückzukehren. Die Mehrheit der slowakischen nichtkommunistischen Organisatoren und Teilnehmer erwartete einen neuen gemeinsamen demokratischen Staat der Slowaken und Tschechen nach dem Prinzip der Gleichberechtigung.

### Beurteilung in der demokratischen Nachkriegs-Tschechoslowakei (1945–1948)
Am ersten Jahrestag des SNP, der am 29. August 1945 gefeiert wurde, wurde unter Teilnahme des tschechoslowakischen Staatspräsidenten Beneš der Grundstein für das Denkmal für die Opfer des Aufstandes gelegt. Die Feierlichkeiten sollten zum Wiederaufbau der durch Krieg zerstörten Slowakei im Rahmen der Tschechoslowakei mobilisieren und vor allem eine Botschaft übermitteln: Der Krieg war „antifaschistisch“ gewesen und für alle Gräueltaten und Verbrechen waren „Faschisten“ verantwortlich. Die folgenden SNP-Jahrestage spiegelten den Kompetenzverlust der slowakischen Nationalorgane zu Gunsten der Prager Institutionen wider. Die Vorstellungen der Aufständischen von der Föderalisierung der Tschechoslowakei waren nicht umgesetzt worden – nicht nur wegen der Ungefälligkeit der tschechischen Seite, sondern auch wegen der politischen Auseinandersetzung zwischen slowakischen Demokraten und Kommunisten, wobei die letzteren zu Instrumenten der Erneuerung des Zentralismus wurden.

### Uminterpretationen in der kommunistischen Tschechoslowakei (1948–1989)

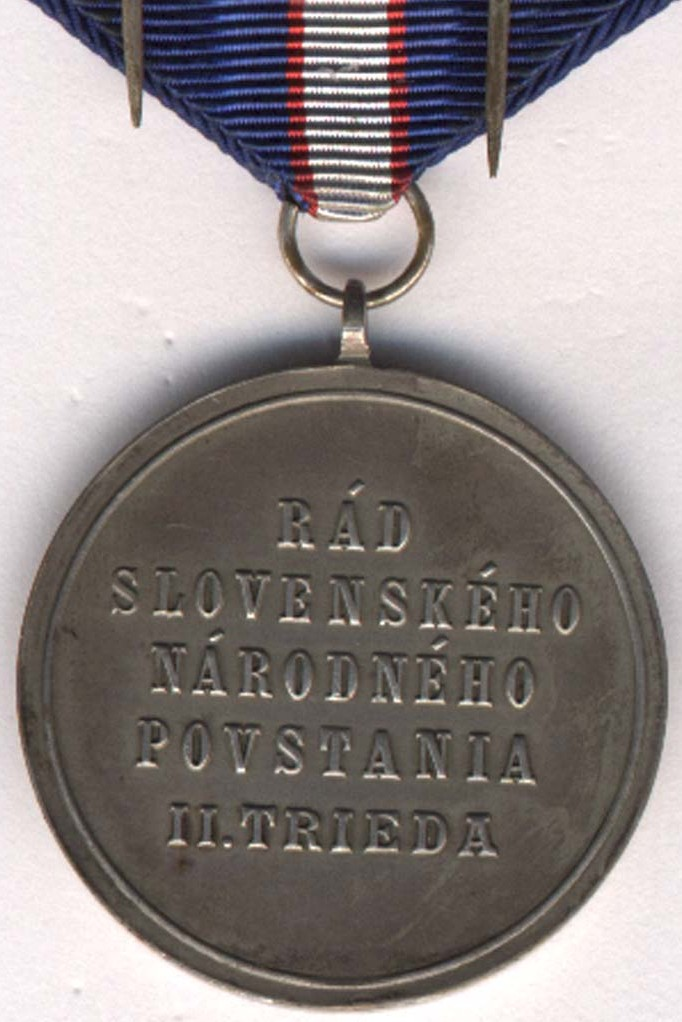
Der Orden des SNP II. Klasse, vergeben von der ČSSR für die Teilnahme am Aufstand

Nach ihrer Machtübernahme im Februar 1948 gewann die Kommunistische Partei der Tschechoslowakei das exklusive Recht, das „historische Erbe“ des Slowakischen Nationalaufstands zu verwalten.
Nachdem Februarumsturz 1948 wurden die ohnehin unbedeutenden Kompetenzen des Slowakischen Nationalrats, des einst höchsten Aufstandsorgans von 1944, auf ein Minimum repräsentativer Funktionen reduziert. Als Nächstes wurden Generäle der tschechoslowakischen Armee, soweit sie Slowaken und ehemalige Prominente des Aufstandes waren, entlassen und eingekerkert. Alle diejenigen Aufstandsführer, die Nichtkommunisten waren, wurden denunziert, verfolgt und von jeder Verehrung ausgeschlossen (so Jozef Lettrich, Ján Ursiny und Matej Josko). Dieser Prozess war bereits um 1949 beendet.
Beim 5. Jahrestag 1949 wurde erklärt, die Kommunistische Partei sei die „einzige führende und organisatorische Kraft des Aufstands“ gewesen, Klement Gottwald habe „den Aufstand persönlich von Moskau und Kiew aus“ vorbereitet und von dort geleitet. Der Slowakische Nationalaufstand habe die „brüderliche Bindung zwischen Tschechen und Slowaken im einheitlichen und unteilbaren Staat“ gefestigt.
Laut der slowakischen Historikerin Elena Mannová (2011) war die Beurteilung des Aufstands von 1949 bis 1964 in der kommunistischen Tschechoslowakei von einer Denationalisierung der Erinnerung an den Nationalaufstand geprägt:
„Es begann die Konstruktion des ‚sozialistischen tschechoslowakischen Volkes‘, das Schulter an Schulter mit der Sowjetunion fröhlich den Sozialismus aufbaute. Die Initiative derjenigen, die schon Erfahrungen im Kampf gegen ein undemokratisches Regime hatten, war dabei nicht willkommen. Politische Säuberungen, Einschüchterungen und die politischen Prozesse der 1950er Jahre, die auch zahlreiche der früheren Aufständischen betrafen, erlaubten es im Allgemeinen nicht, abweichende Interpretationen des SNP öffentlich zu äußern.“
Die Geschichtspropaganda definierte das Ereignis als „kommunistisch“, innerparteiliche Konkurrenten wurden als „unechte Kommunisten“ etikettiert und als Verräter kriminalisiert. Machtkämpfe zwischen den Spitzen der slowakischen und der tschechischen KP spielten sich ab als eine Variante der Kampagne gegen den sogenannten bourgeoisen Nationalismus, die in allen multiethnischen kommunistischen Staaten abliefen. Nach dem Bruch Jugoslawiens mit der Sowjetunion wurden mehrere führende slowakische Kommunisten des (angeblichen) antitschechischen „bourgeoisen“ Nationalismus beschuldigt. Forderungen nach einer föderativen Ordnung der Tschechoslowakei, die während des SNP erhoben worden waren, wurden als erster Schritt zur künftigen Sezession der Slowakei verstanden.
Auf dem IX. Parteitag der tschechoslowakischen Kommunisten im Jahre 1950 wurden schließlich auch die kommunistischen Aufstandsführer von 1944 des „bourgeoisen Nationalismus“ angeklagt. Am 18. April 1951 wurde gegen Husák und Novomeský auf einer Sitzung des Zentralkomitees der KSS der Vorwurf erhoben, sie wären während des Aufstandes bereit gewesen, zur Position des Klassenfeindes überzugehen. Novomeský und Husák wurde der Prozess gemacht, und im Dezember 1952 starb unter ungeklärten Umständen der ehemalige Vorsitzende des Slowakischen Nationalrats von 1944, der Altkommunist Karol Šmidke. Der deutsche Historiker Wolfgang Venohr (1992) schreibt dazu:
„Danach war klar, dass Faktum und Vermächtnis des slowakischen Aufstandes von 1944 den tschechischen stalinistischen Kommunisten unter Gottwald genausowenig ins Konzept passten, wie vorher den tschechischen bourgeoisen Kräften unter Beneš. In Prag hatte man schnell begriffen, dass dem Aufstand weit mehr als bloße historische Bedeutung zukam, dass er notwendigerweise zum Unterfutter für alle slowakischen Emanzipations- und Gleichheitsbestrebungen werden musste, wenn man seine Überlieferung nicht schleunigst in den Griff bekam und in dem gewünschten Sinne deformierte. […] Alles, was 1954 zum zehnten Jahrestag der Aufstandes auf dem tschechoslowakischen Büchermarkt erschien, war nichts als Geschichtsklitterung primitivster Ausführung […].“

Wappen der Tschechoslowakei 1960–1990

Wolfgang Venohr fasst die „neue verbindliche Interpretation des Aufstandes“ in folgenden sechs Punkten zusammen:
1. Der Aufstand war eine Sache des ganzen slowakischen Volkes unter der Führung der Kommunisten.
2. Der Aufstand war lediglich als Teilstück des tschechoslowakischen Gesamtwiderstandes zu betrachten.
3. Der Aufstand war in Vorbereitung und Durchführung ein Verdienst der kommunistischen Gottwald-Gruppe in Moskau.
4. Den Aufstand hatten militärisch die Partisanen und nicht die slowakischen Armeeverbände getragen.
5. Der Aufstand hätte ohne die tatkräftige Unterstützung der Sowjetunion niemals stattfinden können.
6. Der Aufstand war schließlich gescheitert, dank der Unfähigkeit der slowakischen Armeeoffiziere und infolge der Intrigen der Beneš-Clique in London.[209]

Gustáv Husák und seine Genossen wurden 1960 aus der Haft entlassen, moralisch jedoch erst Ende 1963 rehabilitiert – aus Furcht, nach einer Rehabilitierung der „slowakischen bourgeoisen Nationalisten“ könne sich ihr politisches Programm aus der Zeit des SNP erneuern.
Die neue Verfassung von 1960 degradierte den Slowakischen Nationalrat völlig und ordnete die Verwaltung direkt Prag unter. Außerdem wurde im Staatswappen des sich nun Tschechoslowakische Sozialistische Republik (ČSSR) nennenden Landes das slowakische Doppelkreuz durch ein Feuer auf dem Berg Kriváň ersetzt, welches den Slowakischen Nationalaufstand symbolisieren sollte.
In der zweiten Hälfte der 1960er Jahre konnte die Nationalisierung des Andenkens an den Aufstand nicht mehr aufgehalten werden.
Im Jahre 1968 wurden vorher verschwiegene Aspekte des Aufstandes frei in der Presse diskutiert. Auf den Tribünen bei lokalen Feiern des Jahrestages erschienen zum ersten Mal seit 1948 auch Vertreter des demokratischen Widerstandes. Die sowjetische Okkupation und die darauffolgende sogenannte Normalisierung bereiteten dem pluralen Erinnern dann ein Ende.
Nach 1969 fungierte als die einzige offizielle und für Historiker verbindliche Interpretation des Aufstandes die „nationalkommunistische“ Gustáv Husáks, die er in seinen Memoiren 1964 dargelegt hatte.

### Bewertung in der heutigen Slowakei

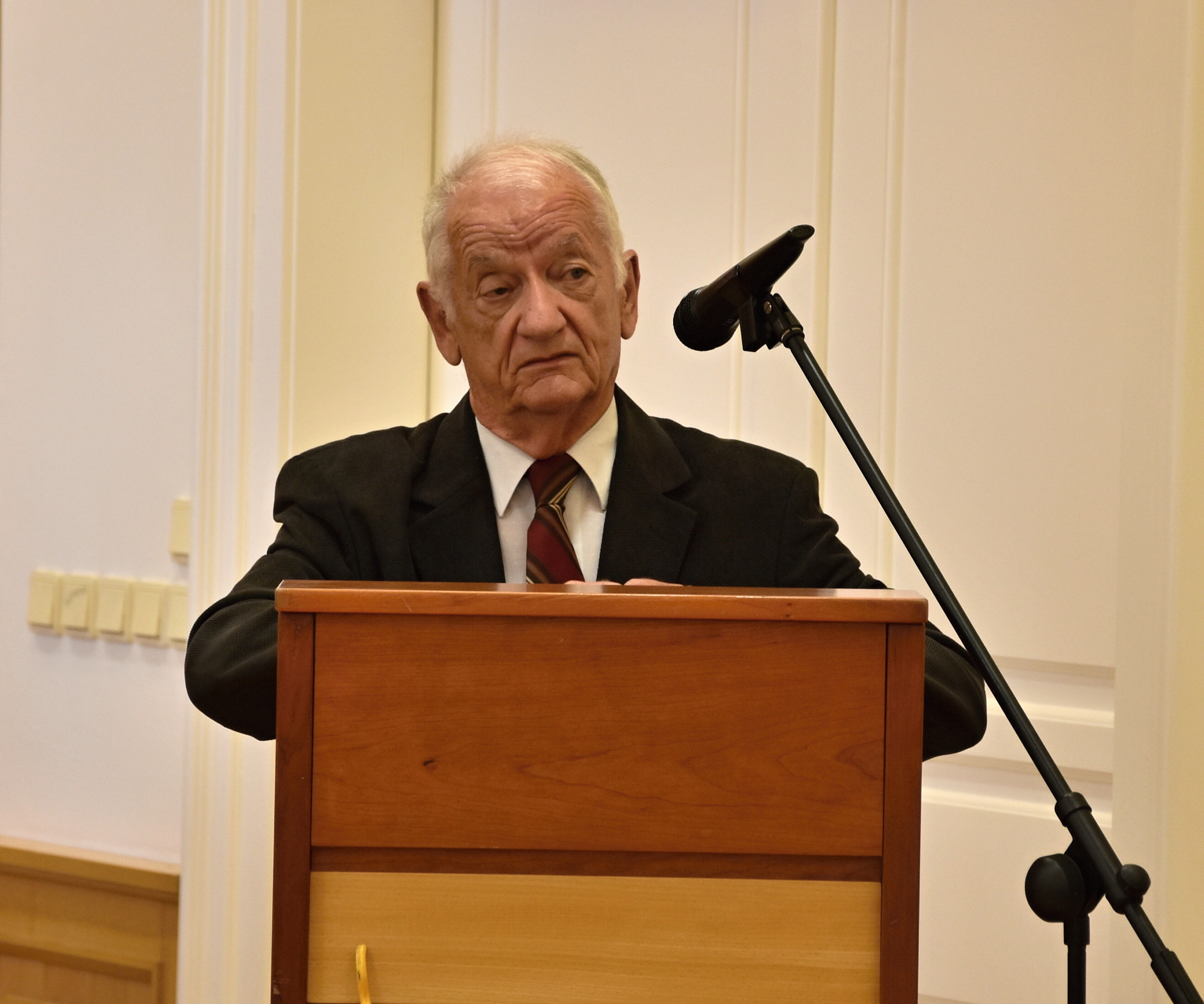
Der slowakische Historiker Ivan Kamenec bei einer Tagung der Slowakischen Historischen Gesellschaft (2019)

Der Sturz des kommunistischen Machtmonopols brachte das Ende des kanonisierten Erinnerns und die Möglichkeit frei zu diskutieren. Die Fachwelt stellte die Frage der Bewertung des Aufstands im April 1991 auf der X. Sitzung der Slowakischen Historischen Gesellschaft (SHS), auf der sie mehrheitlich die Konzeption des Dissidenten und Historikers Jozef Jablonický akzeptierte, wie er sie 1990 in Buchform unter dem Titel Povstanie bez legiend (dt. „Aufstand ohne Legenden“) präsentiert hat. Es ging dabei um das Hervorheben der Bedeutung des nichtkommunistischen bürgerlichen Widerstands und die Rolle der Armee, wobei die Bedeutung der Kommunisten und der Partisanenbewegung nicht verleugnet wurde. Die slowakischen Regierungen nach 1989 und 1993 akzeptierten den Aufstand als staatliche Tradition. Das 50. Jubiläum wurde im August 1994 unter Teilnahme von sechs Staatspräsidenten gefeiert. Die slowakische Armee, die sich seit Januar 1993 formierte, bekannte sich zu ihrer Tradition. Bis 2005 fanden die Jubiläumsfeiern zum SNP nur einmal alle 5 Jahre statt, seit 2006 werden die Gedenkfeierlichkeiten jährlich abgehalten. Seitdem stieg auch das Interesse ausländischer Teilnehmer: nahmen im Jahr 2006 noch 15 ausländische Botschaften an den Feierlichkeiten teil, waren es 2013 bereits 27.
Zugleich gab es in den 90er Jahren Versuche, Deutungen zu etablieren, die den slowakischen Staat der Jahre 1939 bis 1945 als Vorgänger und Bezugsgröße der heutigen Slowakei ansehen. Diese Ansichten, vertreten vor allem von der Neoludaken-Historiographie (slowakische Exilhistoriker und teilweise Historiker der Matica slovenská), betrachten den Widerstand als „antinational“ und den Tag des Aufstandsbeginns als „Desaster“ und „unglaubliche Verschwörung“. Sie lösten heftige Kontroversen aus, wurden jedoch von einem Großteil der Historiker abgelehnt. Zum Verhältnis des Slowakischen Nationalaufstands zur nationalen Frage der Slowaken erklärte der slowakische Historiker Ivan Kamenec anlässlich des 70. Jahrestages des SNP in einem Interview:
„Der Aufstand verneinte nicht die slowakische Staatlichkeit, nur jene Staatsform, die nach dem Jahr 1939 existierte – also einen Staat mit einem undemokratischen Regime, der unter dem Druck Deutschlands als Ergebnis der nationalsozialistischen Aggression gegenüber der Tschechoslowakei entstanden war. Als der Slowakische Nationalaufstand ausbrach, deklarierte er seine Ziele und eines davon war auch die Wiedererrichtung der Tschechoslowakischen Republik, jedoch nicht in jener Form, wie sie vor München bzw. nach der Verfassung von 1920 bestand, wo von einer ‚tschechoslowakischen Nation‘ gesprochen wurde. Der Aufstand forderte eindeutig eine gleichwertige Stellung der Slowakei in der erneuerten Republik.“
Und auch der slowakische Historiker Martin Lacko (2008) hält zum Nationalaufstand fest, dass der militärische Aufstand aus einheimischen Wurzeln erwuchs, vor allem von einheimischen Leuten vorbereitet wurde (Volkswirtschaftlern, Generälen, Offizieren) und deshalb eine primär slowakische Angelegenheit war. Seit Oktober 1944 auftauchende Ansichten, dass er eine Aktion „der Tschechen“ oder „der Juden“ sei, seien fehlgegriffen und entsprächen in keinster Weise der Wahrheit. Jedoch könne man den Aufstand kaum als gesamtnationales Unternehmen im wörtlichen Sinne verstehen, da sich von den 2,6 Millionen slowakischen Staatsbürgern nicht einmal 80.000 bewaffnet und aktiv daran beteiligten – die Mehrheit davon im Rahmen der Mobilisierung. Die Mehrheit der Nation habe „sich nicht dem Aufstand angeschlossen und daran auch kein wirkliches Interesse bekundet“. Von einem gesamtnationalen Aspekt des Slowakischen Nationalaufstands könne man eher im Hinblick auf seine politische und moralische Bedeutung sprechen.
Symbolische Verweise auf den SNP sind im slowakischen politischen Diskurs immer latent anwesend. Aus den Themen des Aufstandes entwickelten sich politische Probleme, die bis heute das kollektive Gedächtnis und die zwei konkurrierenden Geschichtskulturen der Slowaken prägen. Dazu schreibt die slowakische Historikerin Elena Mannová (2011):
„Sehr vereinfachend könnte man das Verhältnis SNP – Slowakischer Staat 1939–1945 als Streit um die Regierungform auffassen (Diktatur versus Demokratie), oder als Streit um die staatsrechtliche Ordnung (slowakische Nation versus etatistischer Tschechoslowakismus). […] Als Volksbefreiungskampf gegen den Faschismus erwies sich der SNP auf der Suche nach nationaler und staatlicher Identität in den 1960er Jahren und 1990er Jahren als ‚brauchbare Vergangenheit‘ (Jacques Rupnik). Das Problem begann, sobald der Aufstand in den historischen Kontext eingeordnet, im Zusammenhang mit dem vorherigen Zeitraum, mit dem slowakischen Staat beurteilt werden sollte. Viele Leute verkürzen die ideelle Botschaft des SNP auf die Ablehnung des deutschen Nazismus, empfinden jedoch nicht das Bedürfnis nach kritischer Auseinandersetzung mit dem einheimischen autoritär-faschistischen Regime des slowakischen Staates.“
Soziologische Untersuchungen zeigen, dass für viele Bürger keine Schwierigkeiten aus der Vorstellung inkompatibler Vergangenheiten entstehen – ein Teil der Befragten äußerte sich sowohl zum SNP als auch zum Tiso-Regime positiv. Mitte der 1990er Jahre, also in der Zeit, als die Gesellschaft durch die Auseinandersetzung zwischen „Nationalisten“ und „Kosmopoliten“ stark polarisiert war, wurde der Slowakische Nationalaufstand überwiegend positiv bewertet. In einer repräsentativen Umfrage von 2003 belegt der Slowakische Nationalaufstand unter den positiven historischen Ereignissen nach 1918 den vierten Platz. Das am negativsten bewertete Ereignis sind die Deportationen von Juden aus der Slowakei. Unter den am meisten geschätzten Feiertagen belegt der des Slowakischen Nationalaufstands ebenfalls den vierten Platz. Als das stärkste Symbol wurde von 51 % das Tatra-Gebirge genannt, gefolgt vom christlichen Kreuz (25 %), der Burg Devín (23 %), dem slowakischen Doppelkreuz (21 %) – und dem Denkmal des Slowakischen Nationalaufstands in Banská Bystrica (12 %) als einzigem Symbol der Zeitgeschichte. In einer repräsentativen Umfrage des Meinungsforschungsinstituts Focus zum Slowakischen Nationalaufstand gaben im Jahr 2016 insgesamt 82 Prozent der Slowaken an, dass sie ihn für ein Ereignis halten, auf das „wir stolz sein sollten“. Umgekehrt hielten 10 Prozent der Slowaken den Aufstand für ein Ereignis, auf das sie nicht stolz sein sollten.
Kritisiert wird der Slowakische Nationalaufstand in der heutigen Slowakei insbesondere von der rechtsextremen Partei ĽSNS, die Führungspersönlichkeiten des mit dem Dritten Reich kollaborierenden Slowakischen Staates als Nationalhelden anpreist. Ihr Parteichef Marian Kotleba ließ zum Jubiläumstag des Slowakischen Nationalaufstands am 29. August 2015 als Regionalpräsident des Landes Banská Bystrica am Gemeindeamt schwarze Fahnen hissen.

### Internationale Rezeption
Der slowakische Historiker Stanislav Mičev, Leiter des Museums der Slowakischen Nationalaufstands in Banská Bystrica, bedauerte 2014 anlässlich des 70. Jahrestages, dass, obwohl er fast zeitgleich mit dem Warschauer Aufstand stattfand, mehr Kämpfer auf beiden Seiten band und die Kampfzone größer war, der Slowakische Nationalaufstand ein „weitgehend vergessener Aufstand“ sei.
Der slowakische Aufstand im Herbst 1944 ist in der deutschen Historiographie – soweit das Geschehen überhaupt Beachtung fand – im Wesentlichen als nationaler Widerstandskampf gegen die deutsche „Schutzmacht“ sowie das klerikal-autoritäre Regime Tiso dargestellt worden. Dieser Ansatz wird laut Klaus Schönherr zwar grundsätzlich den Vorgängen gerecht, vernachlässigt seines Erachtens jedoch die Einordnung des Ereignisses in den Kontext der gesamten militärischen Lage in Ostmittel- und Südosteuropa. Denn – so die Wertung Schönherrs – die Erhebung konnte sich in Verbindung mit dem einige Tage später einsetzenden Angriff der Roten Armee an der Beskidenfront zu einer eminenten Gefahr für die militärische und politische Position des Deutschen Reiches in Südosteuropa entwickeln. Nur unter diesem Aspekt könne die Operation der sich noch in der Auffrischungsphase befindlichen 1. Ukrainischen Front erklärt werden. Denn die Chance, bei einer Vereinigung mit den Aufständischen einen überdimensionalen Brückenkopf im Rücken der Heeresgruppe Nord- und Südukraine bilden zu können, hätte sich die Rote Armee weder entgehen lassen wollen noch können.
Der deutsche Historiker Martin Zückert (2013) hält fest, dass der Slowakische Nationalaufstand im Jahr 1944 neben dem Warschauer Aufstand die „größte Erhebung gegen das nationalsozialistische Herrschaftssystem und seine Verbündeten in Ostmitteleuropa“ war. Auch laut der tschechischen Historikerin Lenka Šindelářová (2013) war der Slowakischen Nationalaufstand „in Europa eines der größten Ereignisse in der Geschichte des bewaffneten Widerstands gegen den Nationalsozialismus und gegen die mit ihm kollaborierenden Regime“.
Der deutsche Publizist und Historiker Roland Schönfeld (2000) bewertet die Bedeutung des Slowakischen Nationalaufstands und das Dilemma der slowakischen Staatlichkeit 1939 bis 1945 wie folgt:
„Die Slowakei konnte sich ohne Selbstaufgabe aus der Umarmung ihrer Schutzmacht Deutschland nicht lösen. Ihre Regierung und Teile der Bevölkerung hatten sich der Kollaboration mit einem fremden, amoralisch und verbrecherisch handelndem Staat schuldig gemacht. Der Aufstand bewies den Siegermächten, dass weite Kreise des slowakischen Volkes mit diesem teuflischen Pakt nicht einverstanden und bereit waren, ihr Leben einzusetzen, um ihre Heimat von der fremdbestimmten, ‚faschistischen‘ Herrschaft zu befreien. In die nach dem Krieg wiedererrichtete Tschechoslowakische Republik konnten die Slowaken als ein Volk eintreten, das seinen Beitrag im Kampf der Alliierten gegen den Feind der zivilisierten Welt geleistet hatte.“
Auch der deutsche Historiker Wolfgang Venohr (1992) hebt hervor:
„In einem platten historischen Sinne ging es den Slowaken unter Tiso besser denn je zuvor in ihrer Geschichte; materiell ebenso wie kulturell. Um so bewunderungswürdiger und denkwürdiger bleibt es, daß es die Slowaken waren, die in ihrem kühnen Aufstandsunternehmen von 1944 die Tschechoslowakei wiederbegründeten und damit nach Jugoslawien die größte politische und militärische Leistung innerhalb des illegalen Widerstandes gegen den Faschismus vollbrachten. Denn während Rumänen, Bulgaren und Finnen ihre Waffen erst gegen die Deutschen kehrten, als die Sowjetarmeen tief in ihren Wäldern standen, erhob sich der Slowake, bevor die Sowjetpanzer durch die Täler und Dörfer seiner Heimat rollten.“
Und im 1980 von Victor S. Mamatey und Radomír Luža herausgegebenen internationalen Band zur tschechoslowakischen Geschichte schreibt die Historikerin Anna Josko zum Slowakischen Nationalaufstand:
„František Palacký behauptete in seiner ‚Geschichte des tschechischen Volkes‘, dass die Völker ihren Namen in die Geschichte mit Blut eingravieren. Das slowakische Volk hat durch seinen Widerstand gegen den deutschen Nationalsozialismus und den Faschismus slowakischer Provenienz und durch seinen Kampf um Demokratie und Freiheit die neuen Seiten seiner Geschichte mit Feuer und Blut beschrieben. Der slowakische Volksaufstand, in dem die slowakische Widerstandsbewegung im Zweiten Weltkrieg gipfelte, wurde der Höhepunkt der modernen slowakischen Geschichte und auch der Geschichte der Tschechoslowakei. Zusammen mit dem Warschauer Aufstand war er die hervorstechendste Tat der Widerstandsbewegung in Europa.“
Auch dem israelischen Historiker Yeshayahu A. Jelinek (1976) zufolge hat der Slowakische Nationalaufstand „die Ehre der Nation gerettet“, die nach dem Willen ihrer Herrscher dazu bestimmt gewesen sei, der letzte Verbündete des Deutschen Reiches zu bleiben.
Wolfgang Venohr ging auch der Frage nach, ob man beim Aufstand in der Slowakei 1944 wirklich von einem Slowakischen Nationalaufstand sprechen könne:
„Die Verschwörung vom Sommer 1943 bis zum Sommer 1944 war in der Tat nur die Angelegenheit einer kleinen slowakischen Elite, die aus zwei Dutzend Leuten bestand, von denen die Mehrzahl Offiziere waren. Und der Aufstand selbst wurde von 40.000 bis 50.000 Soldaten getragen; mehr nicht. Aber das überraschende Erlebnis der kleinen slowakischen Nation, revolutionäre Persönlichkeiten von Format zu besitzen, aus dem eigenen Schoß eine heroisch kämpfende Armee geboren zu haben, und das alles aus selbstständiger Kraft, fast ohne fremde Hilfe, machte die Sache von Herbst 1944 doch zu einer „National“-Angelegenheit.“

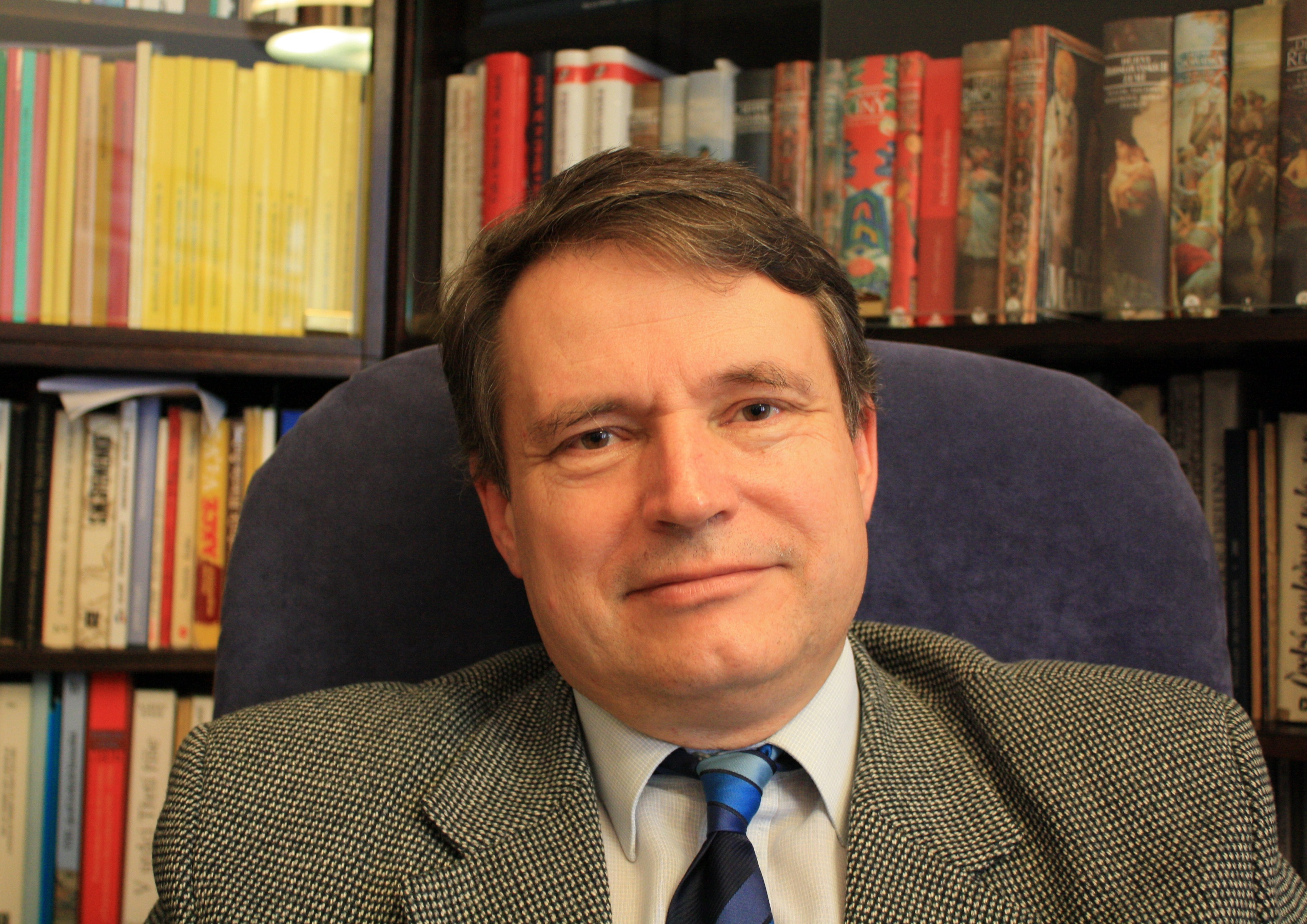
Der tschechische Historiker Jan Rychlík (2009).

Der tschechische Historiker Jan Rychlík (2012) hält fest, dass obwohl sich dem Slowakischen Nationalaufstand natürlich der Rest der in der Slowakei verbliebenen Juden, wie auch Tschechen und Zugehörige anderer Völker anschlossen (insgesamt Angehörige 30 verschiedener Nationen), der Aufstand tatsächlich slowakisch war, was die Anzahl slowakischer Soldaten und Partisanen bezeuge. Darüber hinaus nimmt Rychlík auch Stellung zum oft in der slowakischen Historiographie diskutierten Motiv des Verhältnisses von Aufstandes und slowakischer Staatlichkeit. Rychlík betont, das der Slowakische Nationalaufstand nicht den slowakischen Staat zerstört hat, da die Großmächte bereits über dessen Auflösung entschieden hatten. Es stimme zwar, dass der Slowakische Nationalaufstand die Erneuerung der Tschechoslowakischen Republik verkündete, dies hätte aber keine Resignation zur slowakischen Staatlichkeit bedeutet, welche im Rahmen der Tschechoslowakei im Gegenteil erhalten und weiterentwickelt werden sollte.
Der Frage, ob man beim Slowakischen Nationalaufstand von einem innerslowakischen Bürgerkrieg sprechen könne, ist der amerikanische Historiker John L. Ryder (2014) nachgegangen. Dabei geht Ryder von der Bürgerkriegsdefinition des amerikanischen Historikers Alfred J. Rieber aus, der den „Bürgerkrieg“ charakterisiert hat als „Kampf zwischen zwei relativ ausgeglichenen Armeen, geführt von zwei verfeindeten Regierungen, die Ansprüche auf die Autorität über das gleiche Gebiet erheben. Die Außenpolitik ist limitiert auf Mannschaft und Ausrüstung und dieser Konflikt wächst nicht zu einem internationalen Konflikt aus.“ Auf Basis dieser Definition hält Ryder die Beweise für einen Bürgerkrieg in der Slowakei für unbegründet. Zwar hätten sowohl der Slowakische Nationalrat wie auch Regierung des Slowakischen Staates den Anspruch legitimer Autorität innerhalb des Staates gestellt und in die Kämpfe auch große Armeen geworfen. Dennoch sei die Rolle der Wehrmacht als Hauptkraft gegen die Aufständischen problematisch, da nur wenige Slowaken (Domobrana, Hlinka-Garde) gegen die Aufständischen kämpften und es somit ohne das Eingreifen Deutschlands nicht zum überspitzten internen Konflikt gekommen wäre. Außerdem hätten die deutschen Streitkräfte eindeutig nicht für den Erhalt des Ludaken-Regimes gekämpft, sondern die Slowakei sei von einer fremden Armee okkupiert worden, welche nur Interesse an der Liquidierung eines gefährlichen Feindes hinter den eigenen Linien gehabt habe.
Der deutsche Historiker Martin Zückert (2014) beschäftigte sich wiederum mit der Rolle der Partisanenbewegung in der Slowakei. Zückert hält fest, dass sowohl die Führung des Aufstandes in Banská Bystrica als auch der sowjetische Partisanenstab letztlich ihre Integration in die militärische Organisation planten, diese Transformation aber nicht gelang, da weder die Partisanen in die reguläre Kampfstruktur eingebunden werden konnten, noch sich der Aufstand mit seinen Soldaten dauerhaft in einen Partisanenkrieg umwandeln ließ.

## Forschung
Während der deutsche Überfall auf die UdSSR im Juni 1941 sowie das anschließende Kriegsgeschehen in der Sowjetunion aus deutscher Sicht intensiv erforscht wurden, ist der slowakische Aufstand im Herbst 1944 sowie die Verteidigung der Karpatenpässe durch die Heeresgruppe Nordukraine im gleichen Zeitraum von der Geschichtswissenschaft in der Bundesrepublik kaum beachtet worden.
Eine detaillierte deutschsprachige Schilderung der Kampfhandlungen sowie eine Beschreibung der einzelnen Einheiten im slowakischen Aufstand bietet Klaus Schönherr. In seinem Beitrag Die Niederschlagung des Slowakischen Nationalaufstands im Kontext der deutschen militärischen Operationen, Herbst 1944. setzt er sich darüber hinaus kritisch mit der lange in der deutschen Geschichtsforschung als Standardwerk geltenden Studie von Wolfgang Venohr auseinander, in dem er auf zahlreiche sachliche Fehler in dessen Arbeit hinweist. In einem weiteren Beitrag analysiert Schönherr, wie der Slowakische Nationalaufstand die militärische Situation der deutsch-ungarischen Abwehrfront zwischen Weichsel und Südkarpaten beeinflusste.
Die Publikation Venohrs, welche bereits 1969 unter dem Titel Aufstand für die Tschechoslowakei. Der slowakische Freiheitskampf von 1944 und 1983 unter dem Titel Aufstand in der Tatra. Der Kampf um die Slowakei 1939–1944 erschien, wird auch von Tatjana Tönsmeyer dahingehend abgelehnt, als sie eine „Rechtfertigungsschrift für die deutsche Wehrmacht“ sei. Im Jahr 2013 erschien die Publikation Finale der Vernichtung als Dissertationsarbeit von Lenka Šindelářová, in welcher sich die Autorin stellvertretend für die Verbrechen der Spätphase der Shoah mit der Einsatzgruppe H befasst, die zur Bekämpfung des Widerstandes im Spätsommer 1944 in die Slowakei kam. Im Jahr 2017 gaben die deutschen Historiker Martin Zückert, Jürgen Zarusky und Volker Zimmerman den Sammelband Partisanen im Zweiten Weltkrieg. Der Slowakische Nationalaufstand im Kontext der europäischen Widerstandsbewegungen heraus. Der Band beschäftigt sich dabei einerseits mit der Entstehung und Organisation der Partisanenbewegung in der Slowakei wie auch in anderen europäischen Ländern zwischen 1939 und 1945. Andererseits gehen die Autoren dabei auch auf die allgemeinen politischen und gesellschaftlichen Hintergründe der Partisanengruppen und die jeweiligen Erinnerungskulturen ein.

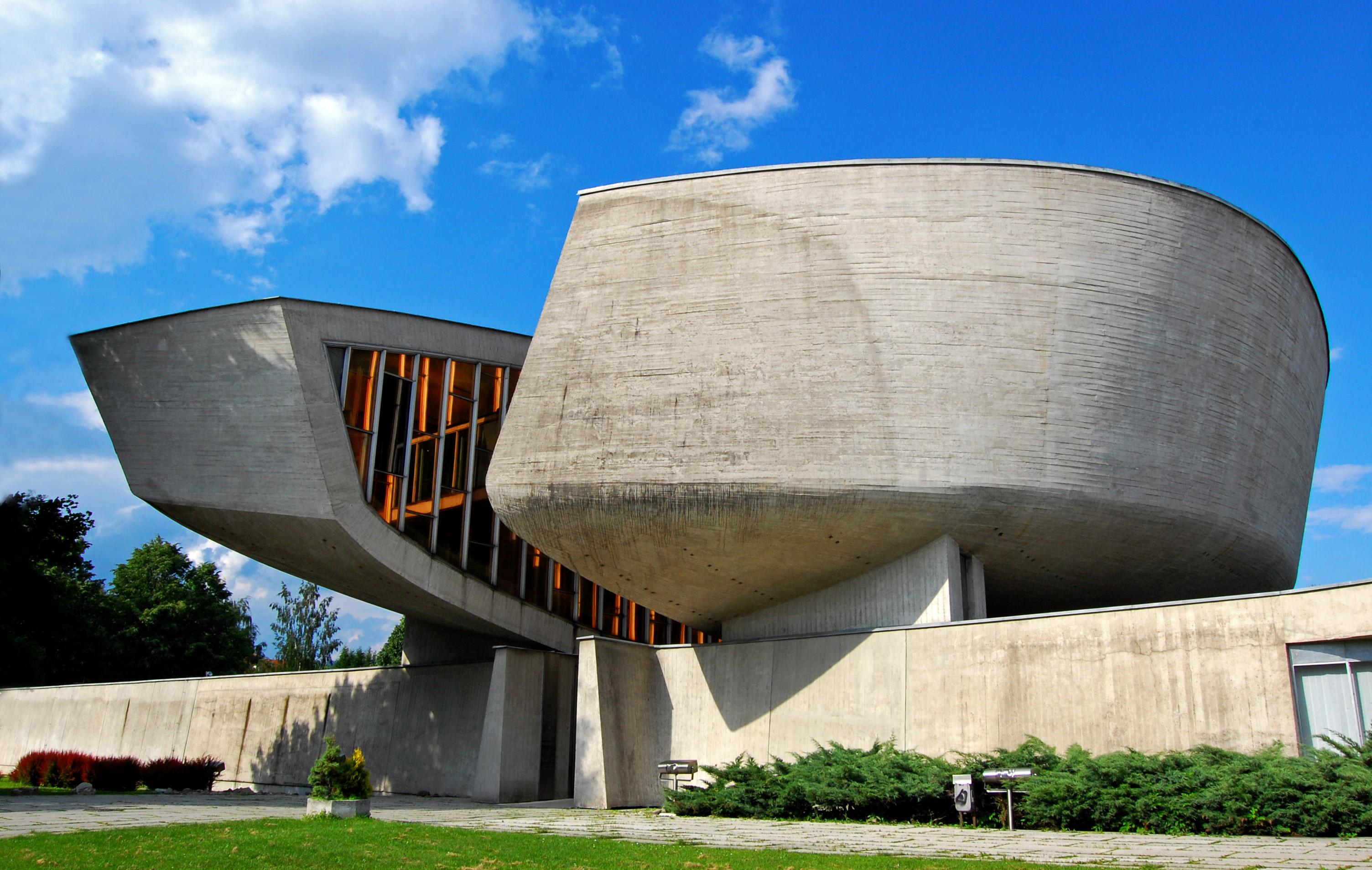
Denkmal des SNP in Banská Bystrica, in welchem sich auch das Múzeum SNP (= Museum des SNP) befindet

Der deutsche Historiker Klaus Schönherr sieht zwei Faktoren als Ursache für das geringe Interesse der deutschen Historiographie an dem Aufstand sowie den Abwehrkämpfen der Heeresgruppe Nordukraine in den Beskiden als entscheidend an. In erster Linie würden die lückenhaften Akten der Heeresgruppe Nordukraine und der unterstellten Verbände sowie der Kommandobehörden im rückwärtigen Operationsgebiet, die sich im Bestand des Bundesarchiv-Militärarchivs (Freiburg) befinden, eine intensivere Erforschung dieser Episode des Zweiten Weltkriegs erschweren. Zweitens hätten die Kampfhandlungen im Sommer/Herbst 1944 auf den anderen Kriegsschauplätzen – wie in Frankreich, auf dem Balkan sowie im mittleren und östlichen Abschnitt der Ostfront – das Geschehen in der Endphase des Zweiten Weltkrieges derart gravierend bestimmt, dass die Vorgänge in der Slowakei kaum Beachtung fanden.
Die Widerstandsforschung in der Slowakei konzentriert sich sehr stark auf den Nationalaufstand. Eine wichtige Institution ist dabei das „Museum des Slowakischen Nationalaufstands“ (slowakisch: Múzeum slovenského národného povstania) in Banská Bystrica. Unter der redaktionellen Verantwortung von Jan Julius Toth, Pavol Bosák und Milan Gajdoš entstanden militärwissenschaftliche Darstellungen einzelner Phasen der Aufstandsgeschichte von hoher fachlicher Qualität, darunter Arbeiten von Gajdoš über die 3. Taktische Gruppe und von Bosák über die 1. Taktische Gruppe der Aufstandsarmee. Hervorzuheben ist auch der einzigartige Dokumentenband Slovenské národné povstanie von Vilem Prečan. Forschungen zur Historiographie des Slowakischen Nationalaufstandes, zum Beispiel von Jozef Jablonický, haben auf die Instrumentalisierung des Geschehens hingewiesen und damit die politische Funktion dieser Interpretationen belegt. In den letzten Jahren wurde verstärkt versucht, Widerstand und Aufstand in den Kontext der europäischen Geschichte einzuordnen. Für Kontroversen sorgten zuletzt Darstellungen zum Aufstand, die die Rolle der Partisanen und der Sowjetunion kritisch bewerteten.

## Verarbeitung in Kunst, Kultur und Gesellschaft

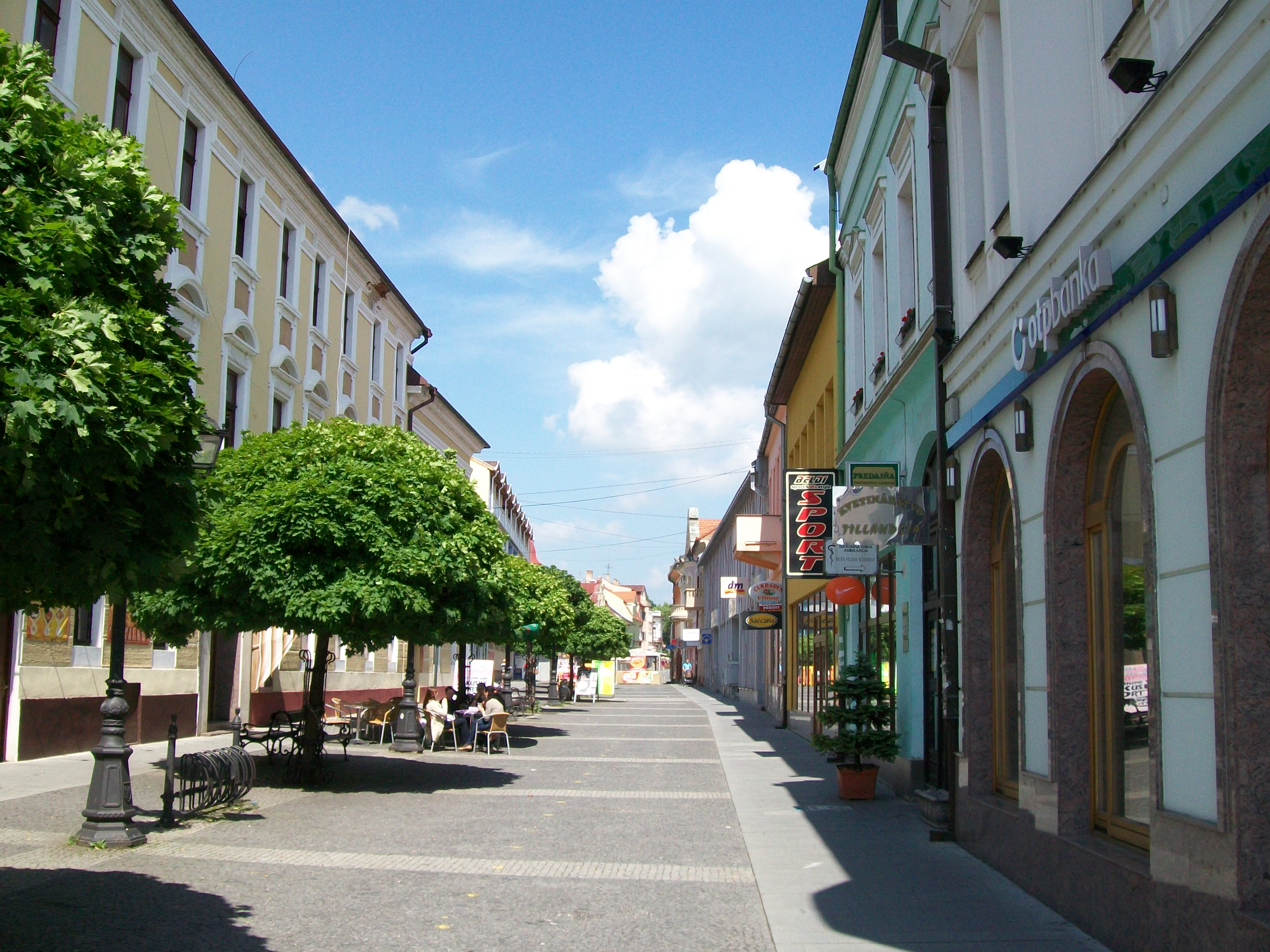
Die Ulica SNP (= Straße des SNP) in Rimavská Sobota (2013)

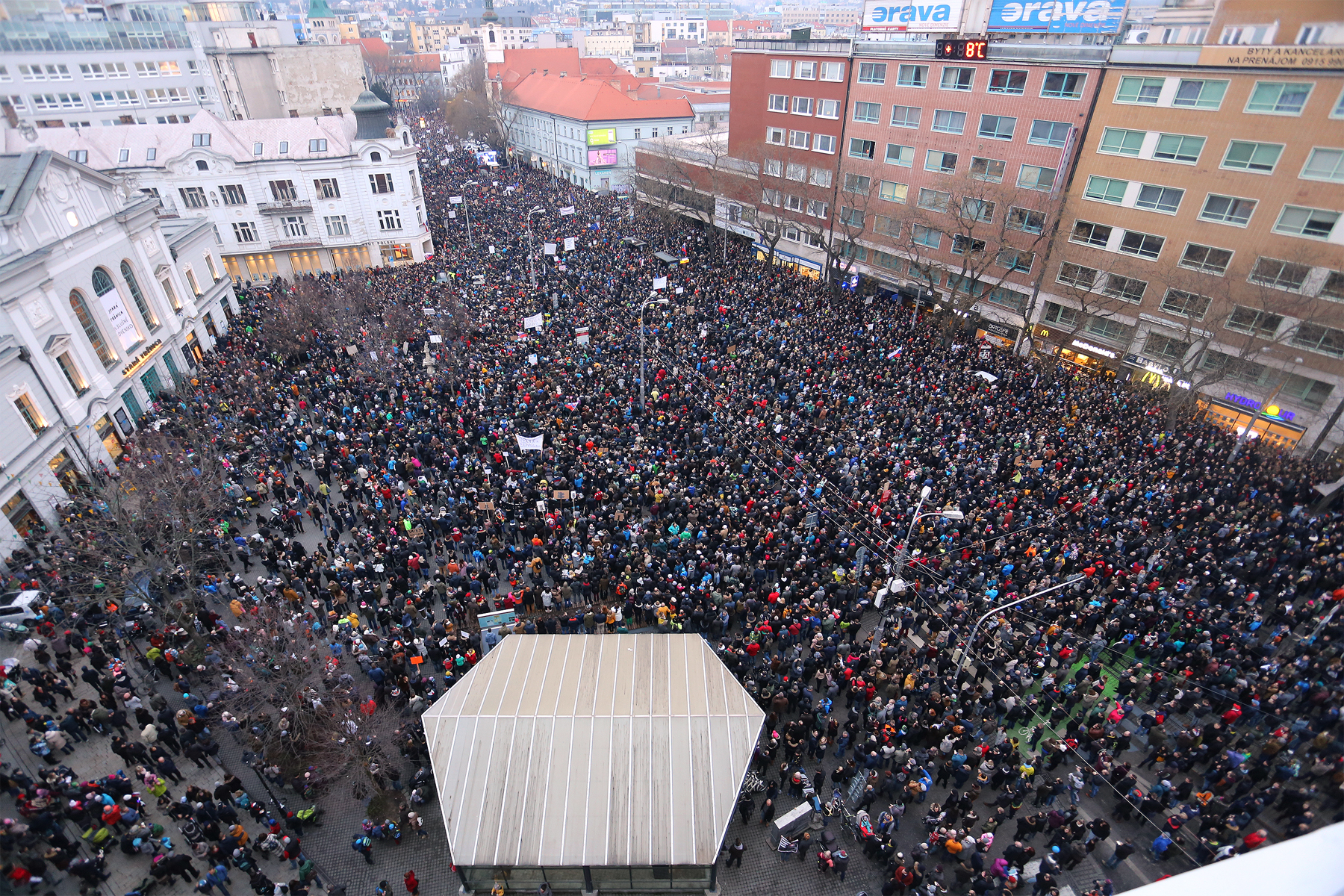
Der Námestie SNP (= Platz des SNP) in Bratislava während der Demonstrationen im Zuge der Ermordung des Journalisten Ján Kuciak (2018)

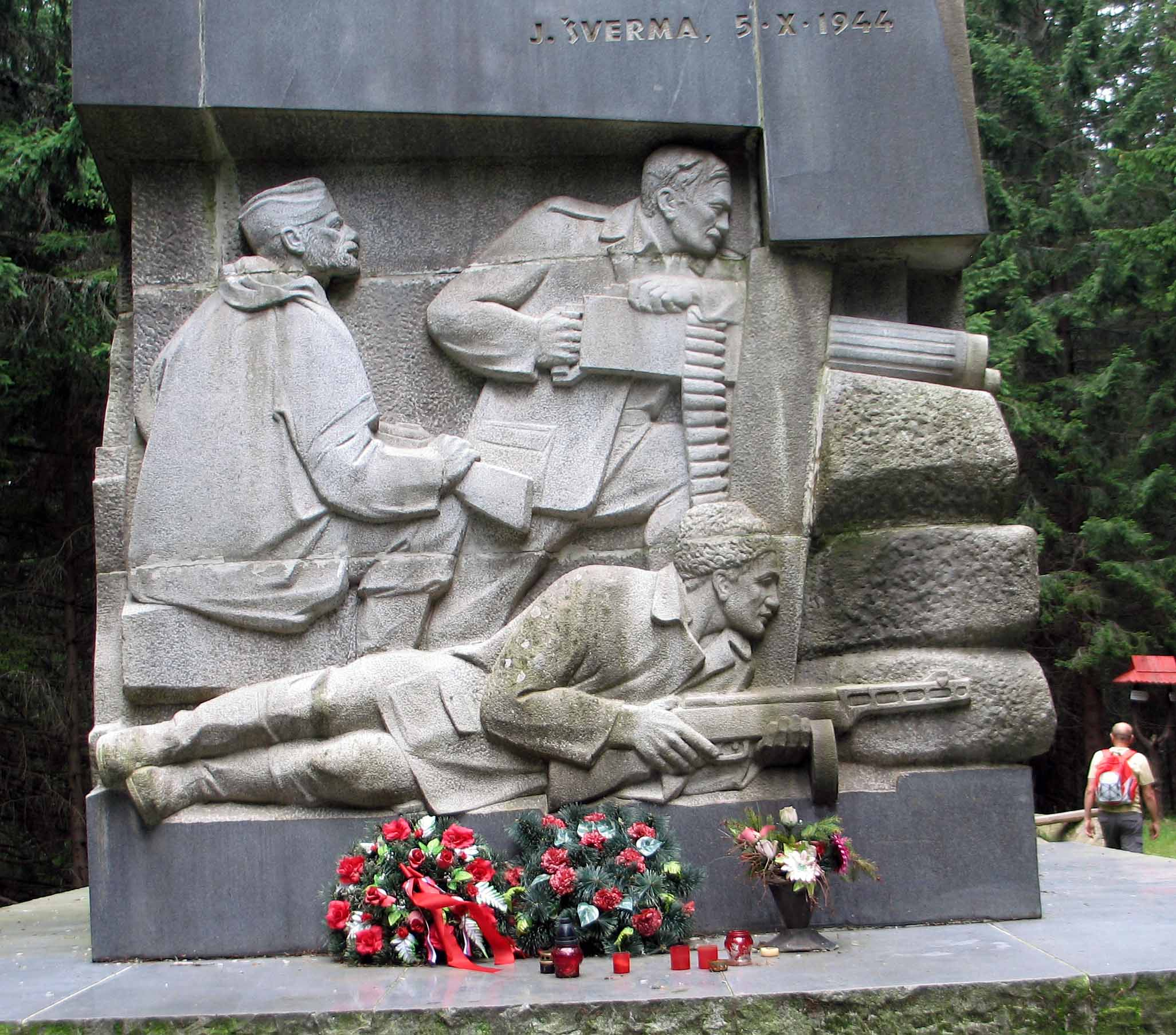
Relief des Pamätník SNP (= Denkmal des SNP) in Jasná, Demänovská Dolina (2010)

Die Erinnerung an den Widerstand gegen den Nationalsozialismus und gegen das eigene autoritäre Herrschaftssystem während des Zweiten Weltkrieges hat in der Slowakei bis heute großen Stellenwert, wobei im Zentrum der Erinnerung dabei der Slowakische Nationalaufstand steht. Zahlreiche Städte haben eine Straße oder einen Platz nach ihm benannt. Die Hauptplätze von Banská Bystrica und Zvolen tragen heute den Namen des SNP, ebenso wie der vormalige Marktplatz in Bratislava seit 1962. Ebenfalls in Bratislava befindet sich die SNP-Brücke, die als zweite Donaubrücke der Stadt errichtet wurde. Der 769 km lange Cesta hrdinov SNP (deutsch Weg der Helden des SNP) verläuft von der Burg Devín in Bratislava bis zum Duklapass als bedeutendste touristische Magistralstrecke quer durch die Slowakei und ist weitgehend mit dem slowakischen Abschnitt des Europäischen Fernwanderwegs E8 identisch.
Aber auch vor 1989 war der Aufstand beispielsweise ein Topthema der slowakische Filmproduktion, die zu den Jubiläumsfeiern über 100 Filme produzierte (meistens Dokumentarfilme und etwa 40 Spielfilme). Zwar mit großem Pathos und eindeutig aus Perspektive der Sieger, aber auch mit plastisch gezeichneten Charakteren jenseits schwarz-weiß Denkens und unter Verwendung von Dokumentationsaufnahmen direkt aus dem Aufstand drehte der Regisseur Paľo Bielik die ausgezeichnete Familiensage Vlčie diery („Wolfslöcher“). Die Premiere war für den 4. Jahrestag des SNP im August 1948 geplant, wegen ideologischer Vorbehalte mussten jedoch einige Szenen nachbearbeitet werden: Die Filmkommission erforderte die Betonung des „heimischen Verrats“ und des Anteils sowjetischer Befreier. Wie überall im öffentlichen Leben gab es auch in der Kinematographie 1949 bis 1955 verbindliche ideologische Dogmen: Nationale Motive wurden im Zusammenhang mit den Gespenstern des bourgeoisen Nationalismus unterdrückt. Das Thema des Aufstands wurde erst in der zweiten Hälfte der 1950er Jahre legalisiert. In der goldenen Ära des slowakischen Films 1963 bis 1970 konnten schon verschiedene moralische Aspekte dieses Ereignisses – samt Partisanenräuberei in Juraj Jakubiskos Zbehovia a pútnici („Deserteure und Pilger“, 1968) – künstlerisch verarbeitet und publiziert werden. In den 1970er und 80er Jahren gelangten nur staatstreue Bilder des heroischen Partisanenkampfes gegen den Faschismus ins Kino und ins Fernsehen.
Ähnlich wie der Film hatte der Slowakische Nationalaufstand vor 1989 auch in der Denkmalszenerie Priorität: Von den mehr als 2700 politischen Denkmälern zur Zeitgeschichte, die es im Jahr 1976 in der Slowakei gab, erinnerten 1333 an den Aufstand. Die meisten wurden aus Anlass eines Jubiläums errichtet. Im November 1989 wurde der größte Bratislavaer Platz (Platz des SNP) zur Bühne für Massendemonstrationen, in deren Folge das kommunistische Regime stürzte (Samtene Revolution). Im Jahr 2018 begannen nach dem Mord am slowakischen Journalisten Ján Kuciak die größten Demonstrationen in der Slowakei seit 1989 erneut auf dem Platz des SNP.

### Filme
In der Tschechoslowakei produzierte Filme über den SNP (Auswahl):
- Vlčie diery (= Die Wolfslöcher, 1948)
- Bílá tma (= Die weiße Dunkelheit, 1948)
- V hodine dvanástej (= Punkt Zwölf Uhr, 1958)
- Kapitán Dabač (= Kapitän Dabac, 1959)
- Prerušená pieseň (= Das unterbrochene Lied, 1960)
- Pieseň o sivom holubovi (= Das Lied über die silberne Taube, 1961)
- Zbabělec (= Der Feigling, 1961)
- Polnočná omša (= Die Mitternachtsmesse, 1962)
- Bílá oblaka (= Die weißen Wolken, 1962)
- Organ (= Das Orgel, 1964)
- Námestie svätej Alžbety (= Der Platz der heiligen Elisabeth, 1965)
- Zvony pre bosých (= Die Glocken für die Barfüßigen, 1965)
- Keby som mal pušku (= Wenn ich ein Gewehr hätte, 1971)
- V tieni vlkov (= Im Schatten der Wölfe, 1971)
- Horká zima (= Der strenge Winter, 1973)
- Trofej neznámeho strelca (= Die Trophäe vom unbekannten Schütze, 1974)
- Rozhodnotie (= Die Entscheidung, 1975)
- Javorová fujarka (= Die Ahorn-Fujara, 1975)
- Jeden stříborný (= Ein Silberner, 1976)
- Súkromná vojna (= Der private Krieg, 1978)
- Zlaté časy (= Traum von goldenen Zeiten, 1978)
- Frontové divadlo (= Das Fronttheater, 1979)
- Povstalecká história (= Die aufständische Historie, 1984)
- Čierny slnovrat (= Die schwarze Sonnenwende, 1984)

In der heutigen Slowakei produzierte Filme über den SNP:
- Rozhovor s nepriateľom (= Das Gespräch mit dem Feind, 2006).
- Moje povstanie (= Mein Aufstand; Kurzspielfilm 2014)
- Moje povstanie 2 (= Mein Aufstand 2; Spielfilm 2019, online)

### Jüngere Dokumentarfilme
- Príbehy z Kališťa (= Geschichten aus Kalište), Regie: Drahomíra Kyslanová, Slowakei 2014, Dauer: 52 Minuten, Sprache: Slowakisch
- Neznámí hrdinovia (= Unbekannte Helden), Regie: Dušan Hudec, Slowakei 2014, Dauer: 52 Minuten, Sprache: Slowakisch

### Bildergalerie

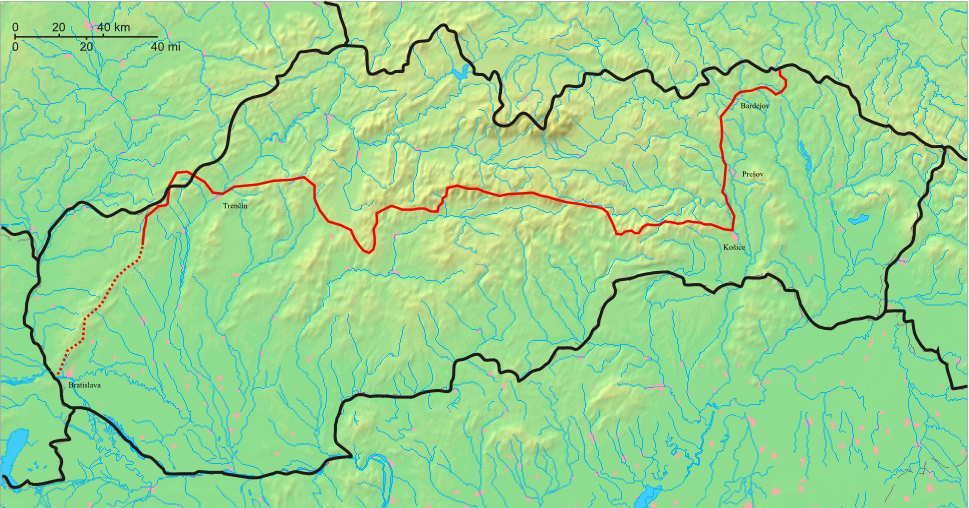
In rot der Cesta hrdinov SNP (= Weg der Helden des SNP), die bedeutendste touristische Magistralstrecke der Slowakei
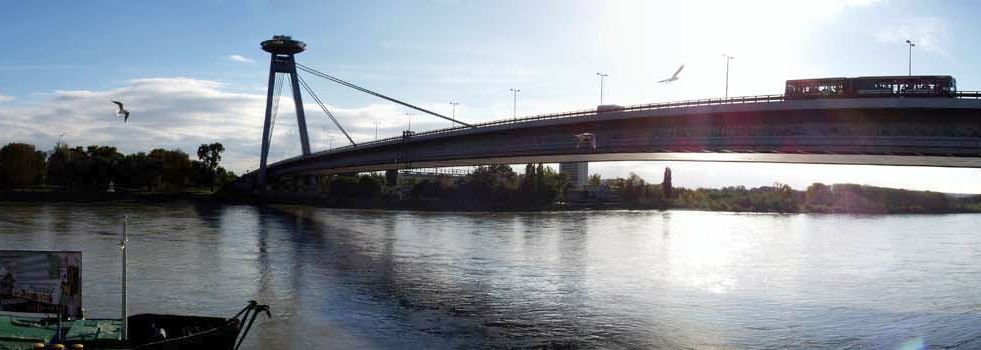
Die Brücke des SNP in Bratislava
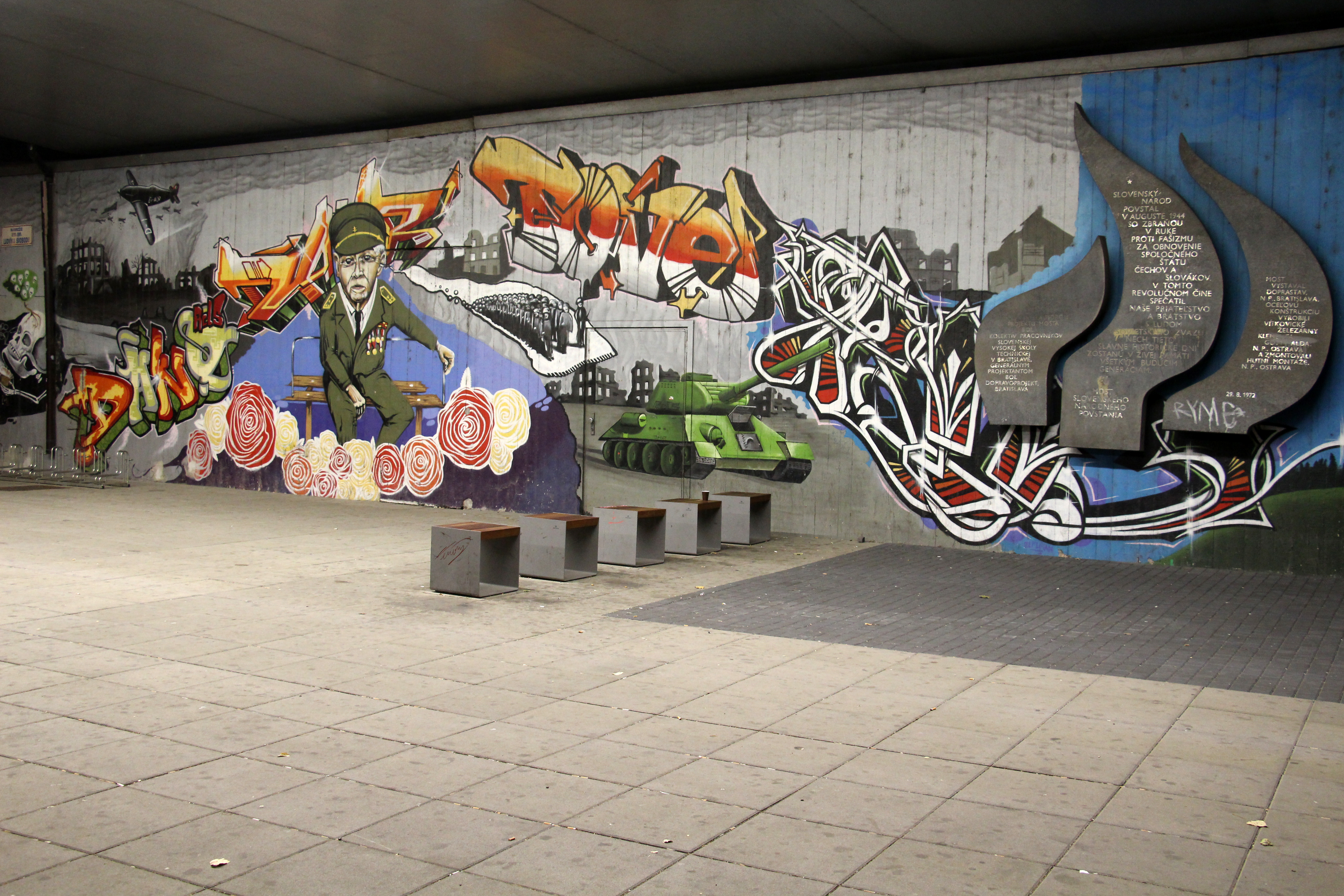
Großansicht auf eine Streetart an einer der Säulen der Brücke des SNP in Bratislava (2018).
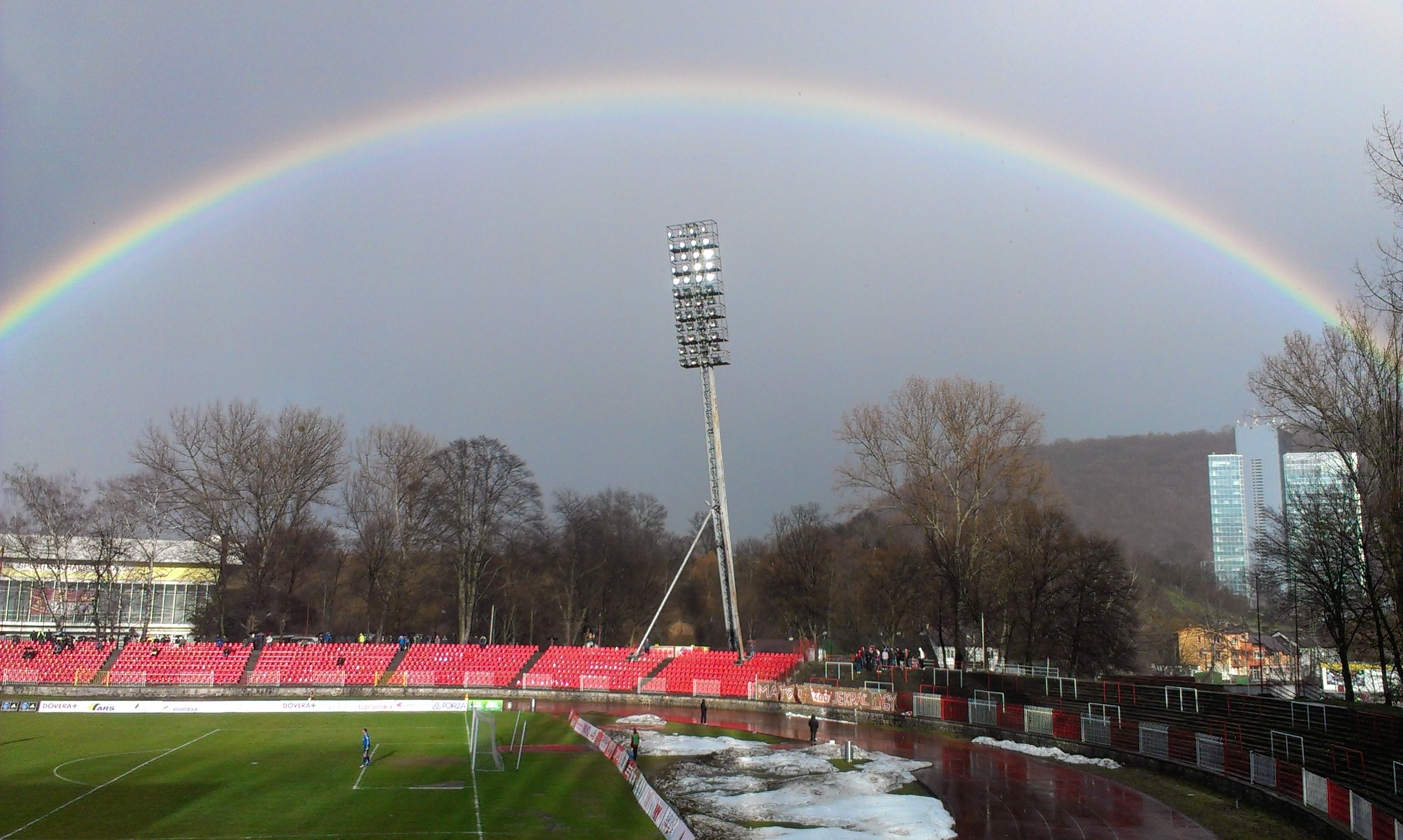
Das Štadión SNP in Banská Bystrica
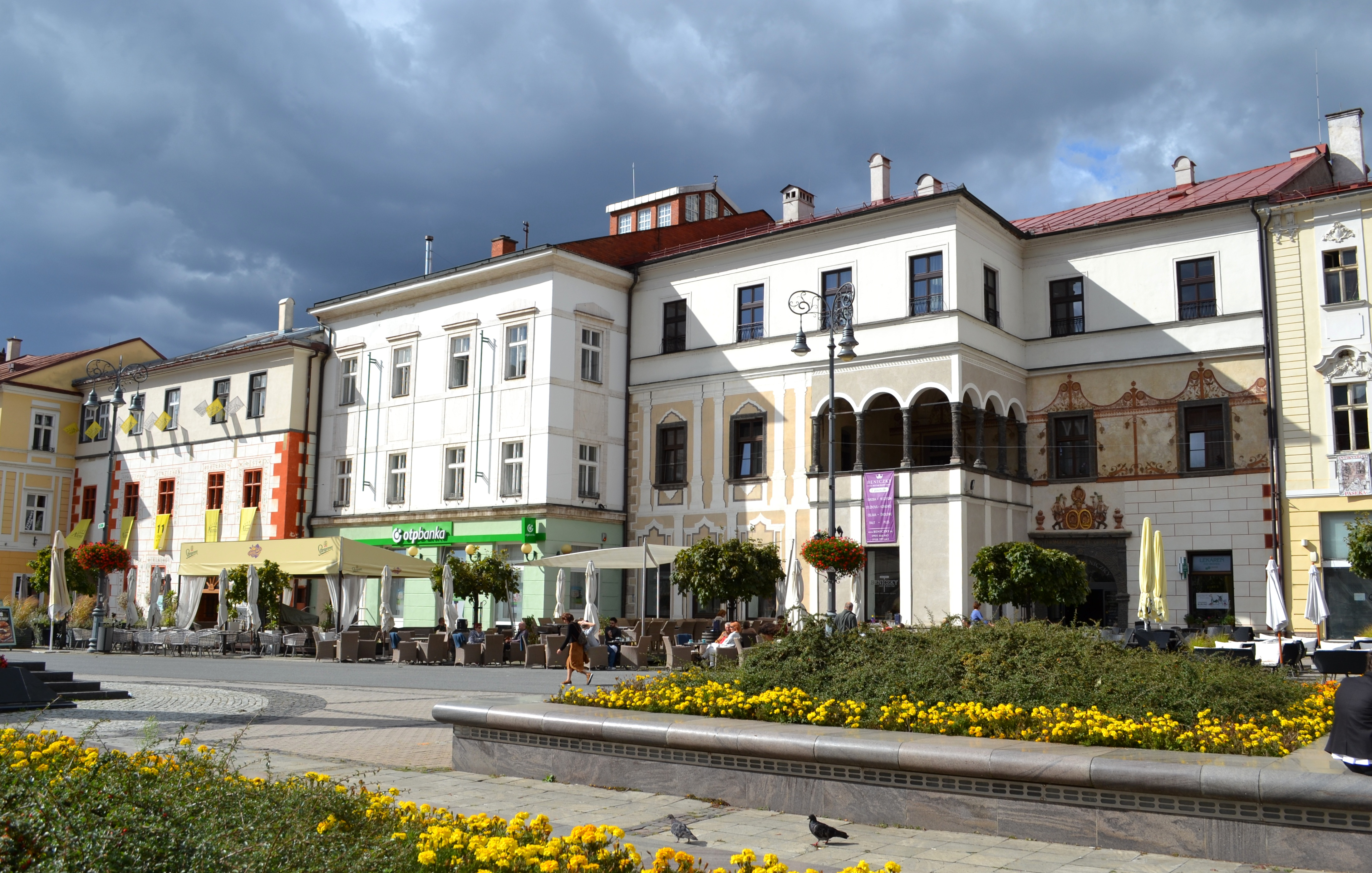
Der Platz des SNP in Banská Bystrica mit dem Gedenkhaus des SNP
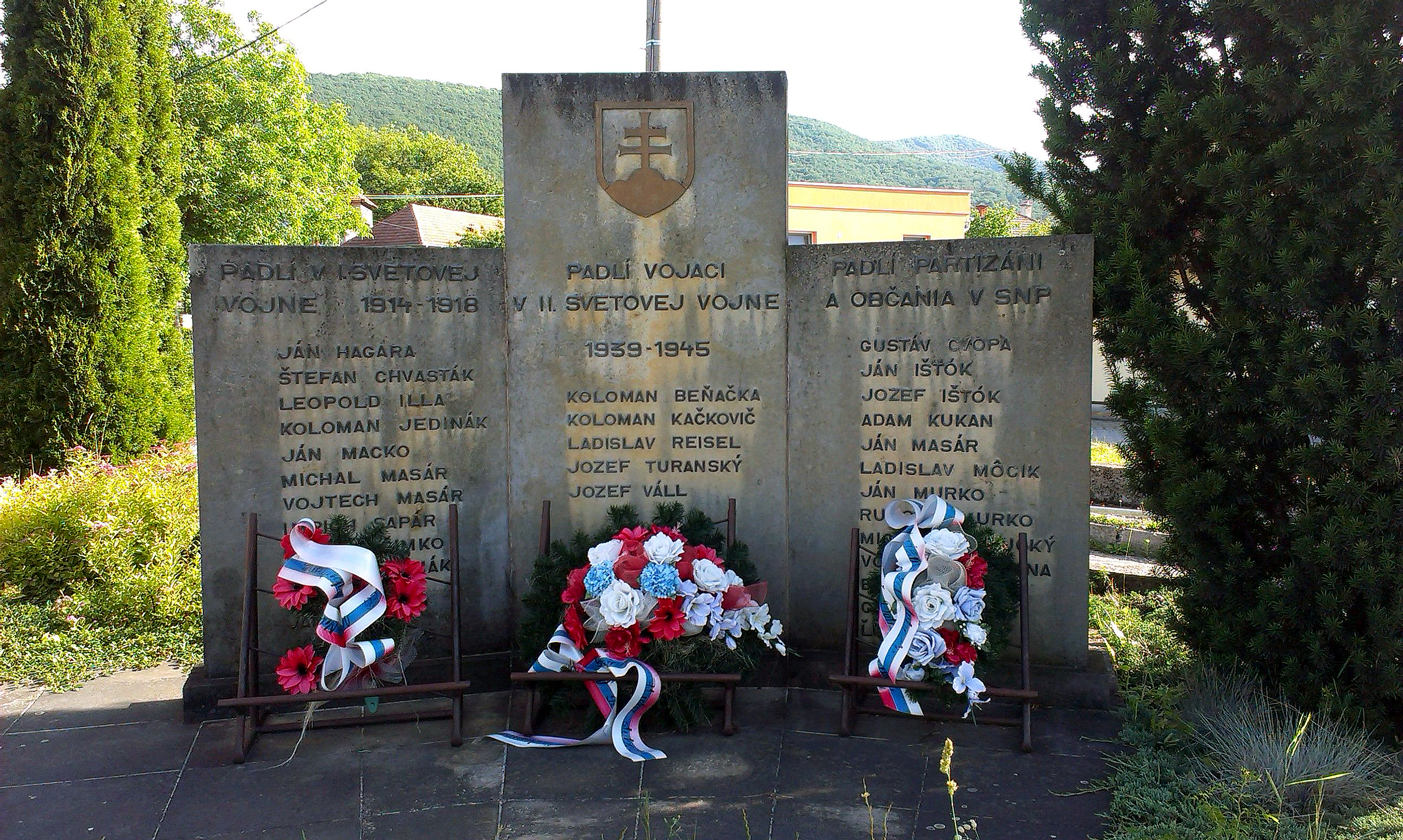
Dreifaches Denkmal in Dolné Vestenice: Opfer des Ersten Weltkriegs (links), des Zweiten Weltkriegs (Mitte) und des SNP (rechts)
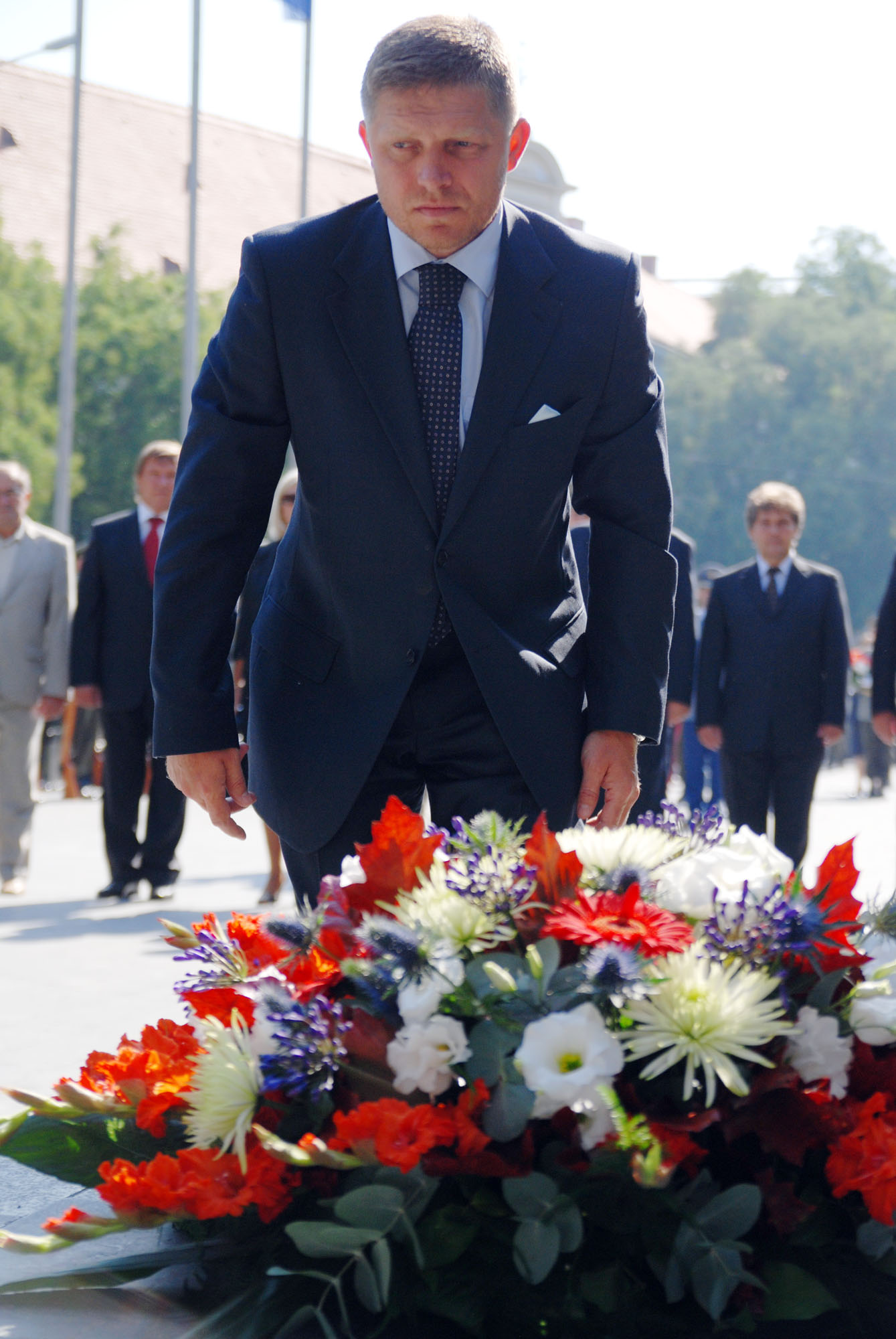
Der sozialdemokratische Parteichef und damalige Ministerpräsident Robert Fico bei der Kranzniederlegung zum 67. Jahrestag des SNP (2011)

## Anhang